# Mausoleum Qin Shihuangdis

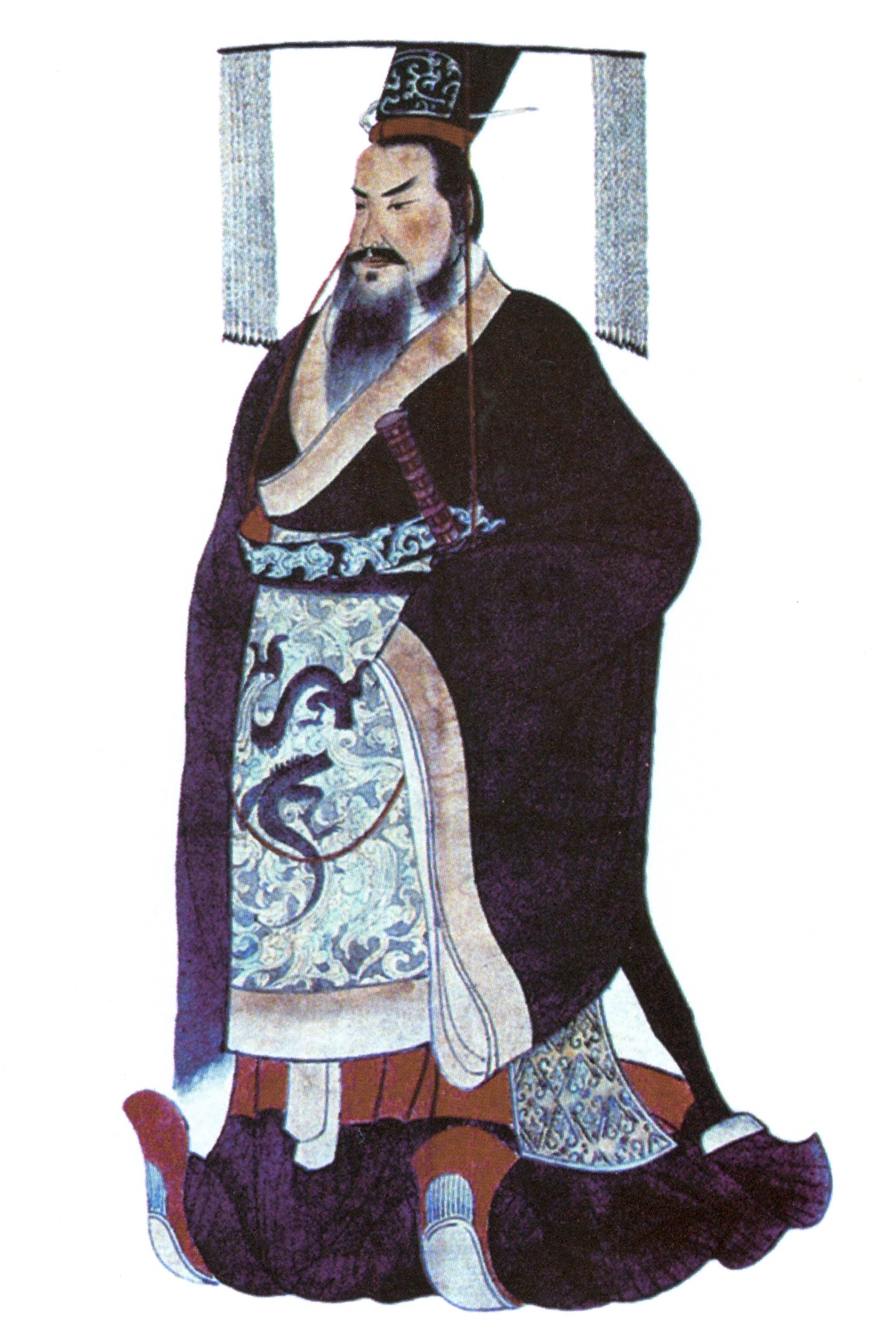
Qín Shǐhuángdì, künstlerische Darstellung von etwa 1850

Das Mausoleum Qín Shǐhuángdìs ist eine frühchinesische Grabanlage, errichtet für den ersten chinesischen Kaiser Qín Shǐhuángdì. Mit dem Bau wurde im Jahr 246 v. Chr. begonnen, und der Kaiser wurde im Jahre 210 v. Chr. darin beigesetzt. Es ist einer der weltweit größten Grabbauten und vor allem bekannt für seine großen Soldatenfiguren, die sogenannte Terrakotta-Armee.
Seit 1987 ist die Mausoleumsanlage auf der Liste des Weltkulturerbes der UNESCO verzeichnet.

## Lage in China
Das Mausoleum befindet sich in Zentralchina, etwa 36 Kilometer nordöstlich von Xi’an, der Hauptstadt des ehemaligen Königreiches Qin, an der Linma-Straße. Es liegt zugleich nahe der Hauptstadt Chinas zur Qin-Zeit, Xianyang, und gleichsam am Fuß des Berges Lishan. Zirka 1,3 Kilometer östlich der Anlage fließt der Sha, ein 84 Kilometer langer, rechter Nebenfluss des Wei-Flusses (Wèi Hé). Die urbane Siedlung in der Nähe ist der Stadtteil von Xi’an Lintong, dessen Zentrum – in leicht südwestlicher Richtung – knapp fünfeinhalb Kilometer entfernt liegt. Das Siedlungsgebiet erstreckt sich heute bis in das ehemalige Mausoleumsgelände hinein.
Von der ehemaligen Reichshauptstadt Xi’an aus haben 13 Kaiserdynastien – von 221 v. Chr. bis 907 n. Chr. – das Chinesische Imperium regiert. In der Flussebene des Wei-Flusstals und entlang der Berghänge befinden sich daher zahlreiche kaiserliche Grabstätten aus dieser Epoche.

## Bau
Der Bau der Anlage begann unmittelbar nach der Krönung von Ying Zheng zum König. Wissenschaftler und Archäologen mutmaßen, dass mehr als 700.000 Arbeiter aus allen Teilen Chinas an der Errichtung beteiligt waren. Als er nach vielen langen Feldzügen Kaiser Chinas geworden war (221 v. Chr.), setzte er die ausgemusterten Soldaten zum Bau seines Grabmals, aber auch bei anderen Projekten ein. Hinzu kamen Sklaven und Kriegsgefangene, die laut dem Han-Großhistoriker Sima Qian zur Strafe entweder kastriert oder zur Zwangsarbeit verurteilt wurden. Im gleichen Jahr ließ Shǐhuángdì auch den Bau einer neuen Thronhalle südlich des Wei-Flusses beginnen. Dieser Prunkbau bekam später den Beinamen Epang-Palast, dessen Ausmaße in historischen Berichten mit 675 Metern Länge und 112 Metern Breite angegeben wurden. Für beide Bauvorhaben wurde angeblich die genannte Arbeiteranzahl eingesetzt, also mehr als doppelt so viele wie für den Bau der Großen chinesischen Mauer. Dies führte dazu, dass in manchen Landstrichen Chinas nur noch Frauen und Kinder lebten, viele Dörfer und Bauernhöfe verlassen waren und die landwirtschaftliche Produktion stagnierte. Die einfache Bevölkerung hungerte. Von etwa 30 Millionen Untertanen starben zwei Millionen allein durch Zwangsarbeit oder Hinrichtung.
Westlich des Dorfes Zhaobeihu, südwestlich des äußeren Mausoleums-Walls und etwa 1,6 km vom Grabhügel gelegen, wurden zwei Gräberfelder entdeckt. Hier wurden Arbeiter der Grabanlage bestattet. Eines war bereits seit langer Zeit zerstört, das andere war besser erhalten. Durch Prospektions-Bohrungen wurden insgesamt 93 kleine Gräber nachgewiesen, knapp die Hälfte wurden daraufhin freigelegt. Alle waren längliche Schachtgräber von 1,10 bis 1,76 m Länge und 0,50 bis 0,76 m Breite. Sie lagen 0,20 bis 0,76 m unter dem heutigen Bodenniveau. Meist fanden sich jeweils zwei bis drei Skelette. Die Verstorbenen, oft junge Männer, wurden in Hockstellung bestattet. Bei den Skeletten wurden 18 Ziegelscherben mit eingeritzten Zeichen gefunden. Darauf wird von Arbeitsstrafen der Verurteilten berichtet, von denen einige aus niederen Beamten- oder Adelsschichten stammten. Die Toten stammten aus sechs Reichen in Shandong. Diese Funde bestätigen, dass Sträflinge zum Bau der Grabanlage herangezogen wurden. Archäologen fanden zudem etwa 100 Gräber von Zwangsarbeitern, erkennbar an eisernen Fußfesseln. Der Kaiser war nach den Schilderungen des Großhistorikers ein grausamer Tyrann, der Handwerker und Arbeiter lebendig in seiner Grabkammer einschließen ließ, nachdem sie ihr Werk vollendet hatten.
Die Schächte für die Terrakotta-Krieger wurden auf stabile Weise errichtet. Die äußeren Wände und die Stege zwischen den parallelen Korridoren bestehen aus gestampfter Erde. Die inneren Seitenwände bildeten aufrecht gestellte Holzbalken, die zugleich die Deckenbalken trugen. Die Decken erhielten beim Bau der Gruben drei Meter dicke Lagen aus Mörtel und Erde. Der Boden aus gestampfter Erde ist teilweise noch hart wie Zement und wurde mit Ziegelsteinen ausgelegt. Berechnungen ergaben, dass fast 130.000 Kubikmeter Erde bewegt wurden, um die Gruben auszuheben. Dazu kamen etwa 8000 Kubikmeter Bauholz für die innere Holzkonstruktionen.

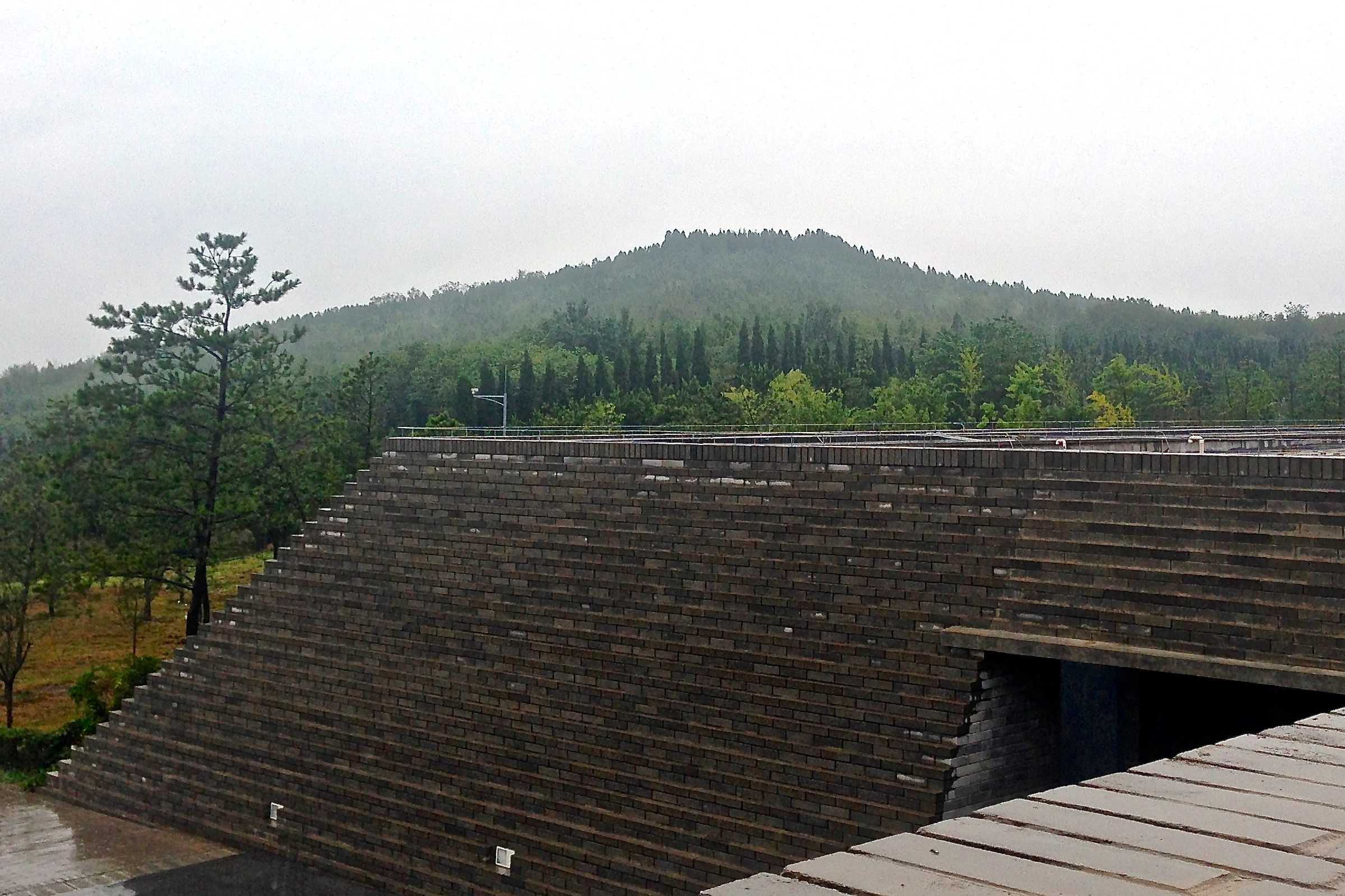
Der Grabhügel vom Museumsbau der Grube K0006 aus gesehen

Die Grube 4 der „Terrakotta-Armee“ wurde zwar angelegt, enthielt aber keine Figuren und blieb unbestückt, wie auch die gesamte Grabanlage in Teilen unvollendet blieb. Als der Kaiser 210 v. Chr. starb, wurden die Arbeiten auf dem Gelände abrupt eingestellt. Im darauffolgenden Jahr häuften die Erbauer Erde über der mutmaßlichen Grablege des Kaisers zu einem Tumulus auf.
Im chinesischen Altertum setzte sich eine Armee aus drei Teilen und einem zusätzlichen Kommandostand zusammen. Grube Nr. 1 und 2 repräsentieren zwei Truppenteile, Grube Nr. 3 wird als Kommando- oder Gefechtsstand bezeichnet. Der dritte Teil fehlt, dieser hätte bei der Fertigstellung der Anlage möglicherweise in Grube 4 Platz gefunden.
Der Bericht von absonderlichen Dingen (Bowu zhi) von dem Jin-Dichter Zhang Hua (232–300 n. Chr.) beschreibt in poetischer Form, wie die Herrscher der Qin-Zeit Werksteine von Ganquan (heutige Kreisstadt Chunhua, Provinz Shaanxi) orderten.
Der Archäologieprofessor und langjährige Ausgrabungsleiter Duan Qingbo bezweifelt, dass der erste Kaiser 37 Jahre lang den Bau vorangetrieben hat, so wie Qian dies niedergeschrieben hat. Denn alle Tonfiguren und -gegenstände, die sie fanden, sind im selben Stil und alle trugen Siegel, mit denen die Handwerker für die Qualität ihrer Produkte hafteten. Der Stil der Töpfe und Gebrauchsgegenstände hat sich nicht verändert. Dies wäre sehr ungewöhnlich für die Dauer der angegebenen Zeitspanne. Er schätzt daher, dass die Grabanlage im Wesentlichen in einem Zeitrahmen von zehn Jahren erbaut wurde.

## Aufbau
Die Menschen des chinesischen Altertums glaubten daran, dass sie Seelen besitzen. Ihrer Vorstellung zufolge verließ die Seele nach dem Tod den menschlichen Körper in eine andere Welt und existierte dort weiter. Das Grab bot eine Wohnstätte für die Seele. Qin Shihuangdi strebte wohl danach, alles, was er zu Lebzeiten besaß, auch nach seinem Tode um sich zu haben. Deshalb ließ er sich vermutlich eine mit vielen Grabbeigaben angefüllte Totenstadt als sein unterirdisches Reich bauen.
Das Grab wird in den Aufzeichnungen des Chronisten von Sima Qian um das Jahr 100 v. Chr. beschrieben:
| „Nachdem er das ganze Reich vereinigt hatte, ließ er von überall mehr als siebenhunderttausend Zwangsarbeiter herbeischaffen. Sie gruben durch drei unterirdische Ströme und gossen flüssige Bronze, um den Sarkophag zu schützen. Das Grab wurde mit Nachbildungen von Palästen, Figuren von Beamten [...], seltenen und wertvollen Gegenständen gefüllt. Er ließ Handwerker mechanische Armbrüste bauen, die auf jeden schießen würden, der versuchte, das Grab zu öffnen. Er ließ den Gelben Fluss, den Jangtse und die Ozeane aus Quecksilber nachbilden; ein Mechanismus ließ das Quecksilber umherfließen. Die Decke wurde von den Konstellationen des Himmels geschmückt, der Boden mit einer Darstellung des Landes. Die Lampen wurden mit Tran gefüllt, der besonders lange brennen sollte.“[13] | 天下徒送诣七十馀万人，穿三泉，下铜而致椁，宫观百官奇器珍怪徙臧满之。令匠作机弩矢，有所穿近者辄射之。以水银为百川江河大海，机相灌输，上具天文，下具地理。以人鱼膏为烛，度不灭者久之。[14] |

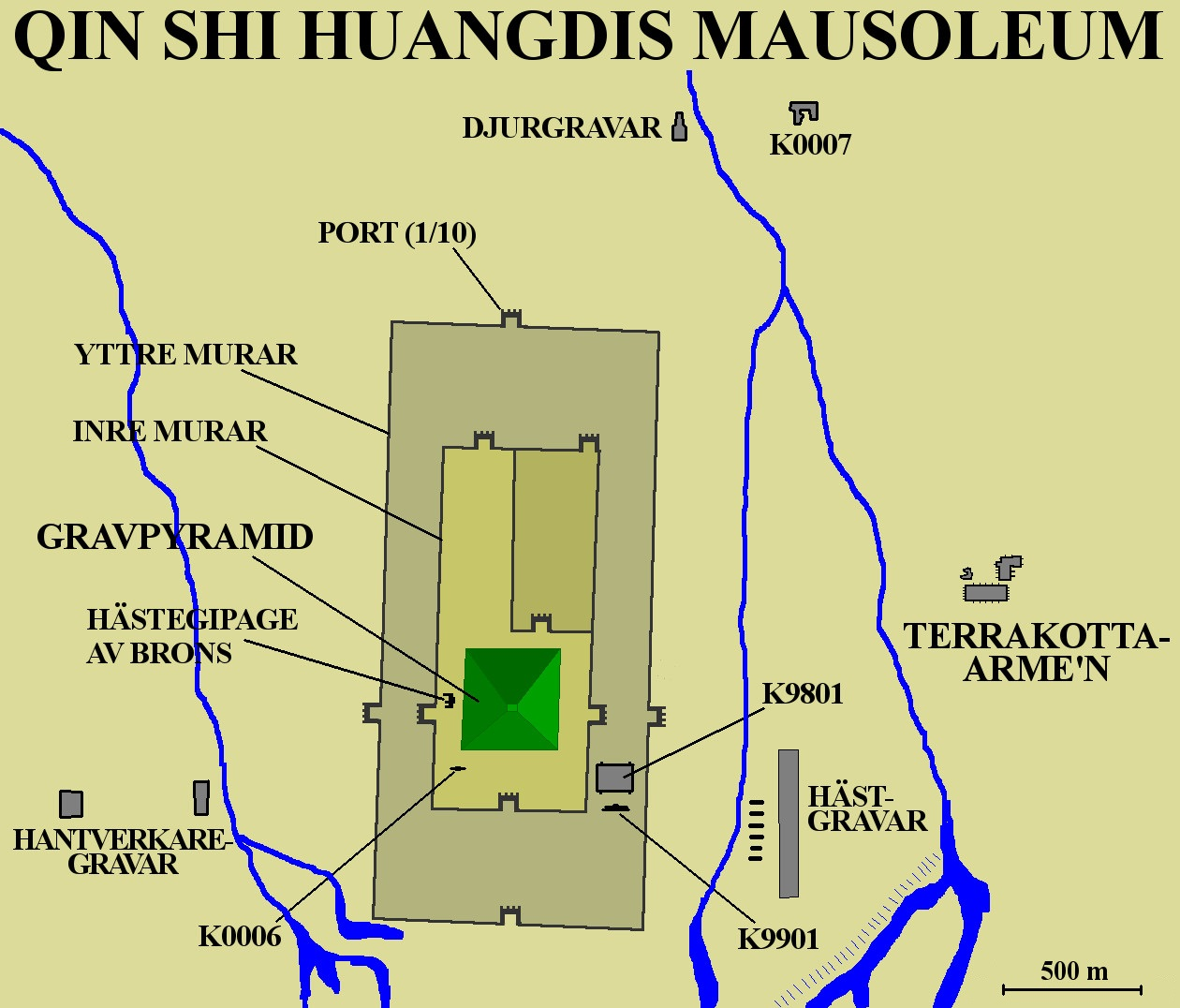
Plan der Grabanlage

Die gesamte Mausoleumsanlage nimmt eine Fläche von etwa 56 Quadratkilometern ein. In ihr ist eine breite Prozessionsstraße angelegt. Der ummauerte Teil der Grabanlage besteht aus einer rechteckig angelegten, äußeren Umgebungsmauer, ähnlich damaliger Paläste in den Städten. Diese misst auf beiden Längsseiten über zwei und in den Breiten fast einen Kilometer Länge. Wachtürme standen an den vier Ecken, und Tore öffneten sich zu den vier Seiten. Es folgt die innere Mauer, welche jeweils 1,2 Kilometer in der Gesamtlänge und über einen halben Kilometer in der Breite misst. Beide bestehen aus gestampfter Erde, sind acht Meter stark und waren ursprünglich acht bis zehn Meter hoch. In dem großen Zwischenraum zwischen den Mauern wurden ein Pferdestall, eine Grube mit Kalksteinpanzern und -helmen, die Wohnhäuser der Mausoleumsbeamten, die Wohnhäuser der Wächter, eine Grube mit seltenen bronzenen Tieren und Vögeln und eine Grube mit als Tänzer und Artisten gedeuteten Figuren angelegt. Die Tonfigur einer Frau im Mantel ist in einem Tanzschritt dargestellt. Auch wurden als Gewichtheber, Tierpfleger, Gelehrte, Schreiber, Narren und Musiker gedeutete Figuren gefunden. Die „Grube der bronzenen Wasservögel“, in der sich eine parkähnliche Bachlandschaft nachgeahmt fand, war mit seltenen Vogeldarstellungen und Musikantenplastiken bestückt.
Nördlich des Tumulus gelegen, stand ehemals eine große – von einem überdachten Korridor umschlossene – rechteckige Halle, mit 57 Metern Breite und 62 Metern Tiefe. Schriftliche Quellen beschreiben diese als Audienzhalle, welche die Gewänder des Kaisers enthielt, seine Krone, seine Armstütze und seinen Spazierstock. Archäologen fanden ein prachtvoll gestaltetes Glockenspiel. Qin Shihuangdi war der erste Herrscher, der in seiner Nekropole eine solche Audienzhalle errichten ließ, und stellte damit klar, wie wichtig ihm der Ahnenkult war, den er für sich erwartete.
Das innere Rechteck wird vom Grabhügel dominiert. In diesem künstlich aufgeschütteten und in Pyramidenform konstruierten Berg soll der Kaiser begraben worden sein. Der Hügel hat im Laufe der Jahrhunderte viel von seiner ursprünglichen Höhe verloren. Umlagert wird der Grabhügel von Gruben mit Begleitbestattungen, Nebenhallen, einer Wohnhalle, einer Grube mit Figuren von Zivilbeamten, sowie einer 3025 Quadratmeter großen Grube mit prächtig gestalteten Bronzewagen.
Ungefähr 310 Meter östlich der äußeren Umfriedung befinden sich zwei weitere Gruben. Eine enthält Begleitbestattungen, die andere Pferdenachbildungen aus Ton. Nochmals knapp 300 Meter östlich hiervon – östlich des Sha – wurden zudem vier Gruben angelegt. In der ersten, welche eine Grundfläche von über 14000 Quadratmetern hat, befinden sich zirka 6000 beeindruckend große Terrakottasoldaten und 40 vierspännige Kriegswagen mit Pferden aus Bronze oder Ton. Die Gruben der Terrakotta-Streiter sind unterirdisch angelegt. In den Gruben wurden die Figuren in Korridoren aufgestellt, welche durch Bereiche aus Stampflehm voneinander getrennt waren. Die zweite Grube enthält auf etwa 6000 Quadratmetern 1200 Terrakottafiguren und 89 Streitwagengespanne. Die dritte Grube war unbestückt, in der vierten, kleineren, der sogenannten Kommandozentrale, fand man 78 Figuren und einen Streitwagen. Die bisher nachgewiesenen hölzernen Streitwagen sind alle zerfallen, hinterließen aber deutliche Abdrücke im Erdreich. Die überdachten Holzkonstruktionen der Gruben waren Ausgrabungsbefunden zufolge bereits fertiggestellt, als die empfindlichen Terrakotta-Figuren hineingestellt wurden: An der Vorderseite einer der Gruben wurden die typischen Rampen identifiziert, über die die Figuren in die langen, wohl von Fackeln erhellten Korridore hinabgeschafft worden sind. Das heißt, niemand, nicht einmal der Kaiser, hat jemals die Anordnung der tönernen Kämpfer in ihrer monumentalen Wirkung – so wie heute möglich – gesehen.
Der Herrscher ließ sich nicht mit seinem gesamten Hofstaat begraben. Schon zuvor hatte im chinesischen Raum eine Entwicklung begonnen, welche die Begräbniskultur fundamental veränderte: Menschen oder beispielsweise Pferde wurden allmählich durch Mensch- und Tierdarstellungen ersetzt. Frühe Beispiele aus Holz und Ton sind aus dem 6. Jahrhundert v. Chr. belegt. Später folgten auch konstruktive Änderungen. Gräber der beginnenden chinesischen Vorgeschichte waren einfache Gruben. Bereits im 5. Jahrhundert v. Chr. ähneln dann einige chinesische Grabanlagen immer mehr den Wohnungen der Lebenden.
Chinesische Archäologen haben herausgefunden, dass um das Grab herum über 500 Beigabengruben verstreut liegen. Der Inhalt der Gruben und Aufzeichnungen in überlieferten Schriften belegen, dass die Funde in der Anlage in gewisser Weise auch das Leben zur Zeit der Qin widerspiegeln. Der sehr komplexe Aufbau des Mausoleums hat das kaiserliche Mausoleums-System im alten China stark beeinflusst.

## Entdeckung der „Terrakotta-Armee“

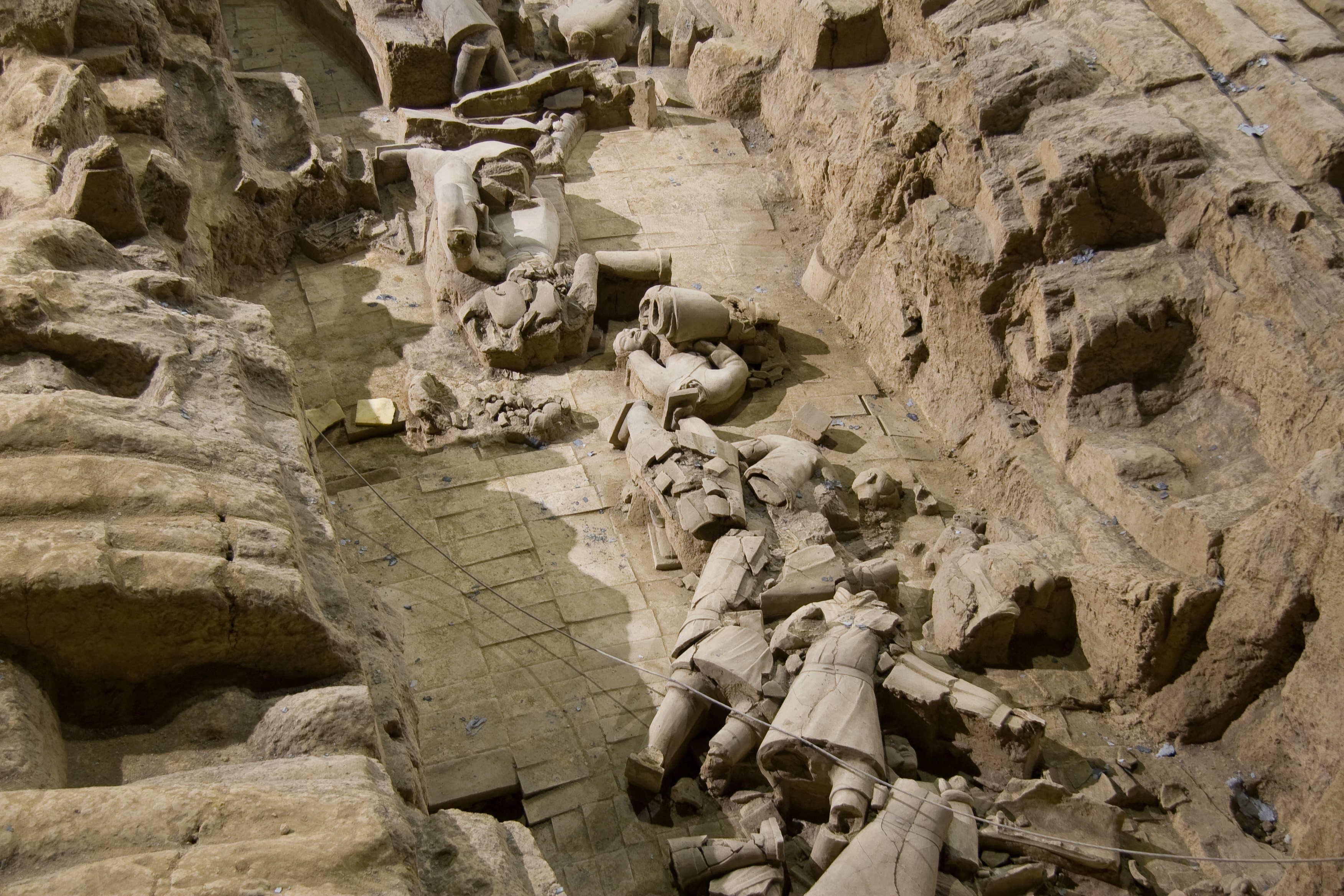
Der vorgefundene Zustand der Figuren: Gut zu sehen sind auch die Bodenziegel des Grubenbodens.

Die genaue Lage des Kaisergrabes war seit langem bekannt, und dies später auch in der westlichen Welt. Beispielsweise bereiste der französische Archäologe Victor Segalen China von 1909 bis 1914 und besuchte dabei auch den Grabhügel. Die Entdeckung der „Terrakotta-Armee“ 1974 geschah jedoch rein zufällig, als Bauern aus dem Dorf Xiyang versuchten, einen Brunnen zu graben. Am 29. März stießen sie auf eine harte, verbrannte Erdschicht. In einer Tiefe von vier Metern kamen Tonstücke zutage, darunter folgten ein mit Ziegelsteinen ausgelegter Boden, ein bronzener Armbrustmechanismus und bronzene Pfeilspitzen. Weder der Han-Großhistoriker Sima Qian noch irgendeine andere historische Quelle erwähnten die Terrakotta-Figuren. Die Nachricht über diesen Fund verbreitete sich bis in die Kreisstadt Lintong. Der für den Schutz alter Kulturgegenstände zuständige Beamte reiste mit Sachverständigen an die Fundstelle, und nach diversen Untersuchungen der teilweise zerbrochenen Figuren wurde festgestellt, dass es sich um wertvolle Fundstücke aus der Qin-Zeit handelte. Die Figuren wurden ins Kulturhaus des Kreises Lintong gebracht und dort restauriert, Informationen über den Fund wurden geheim gehalten. Ein Journalist der Nachrichtenagentur Xinhua erfuhr jedoch von dem Fund und schrieb einen Bericht darüber, so dass er der Bevölkerung Chinas bekannt wurde. Einige Monate später begab sich eine Gruppe von Archäologen in das Gebiet der Grabanlage und begann mit einer genaueren Untersuchung. Im Zuge dieser wurde in der Grabanlage die unterirdische „Terrakotta-Armee“ entdeckt. Am 12. Juli 1975 wurde der Fund durch eine kurze Mitteilung in der chinesischen Parteizeitung Renmin Ribao bekannt gegeben. Den Bauern wurde verboten, in der Gegend weiterzugraben.
Bis heute ist etwa ein Viertel der gesamten Anlage komplett freigelegt worden. Der Grabhügel selbst ist archäologisch unangetastet. Chinesische Archäologen wollen ihn erst später öffnen.

## Die „Terrakotta-Armee“

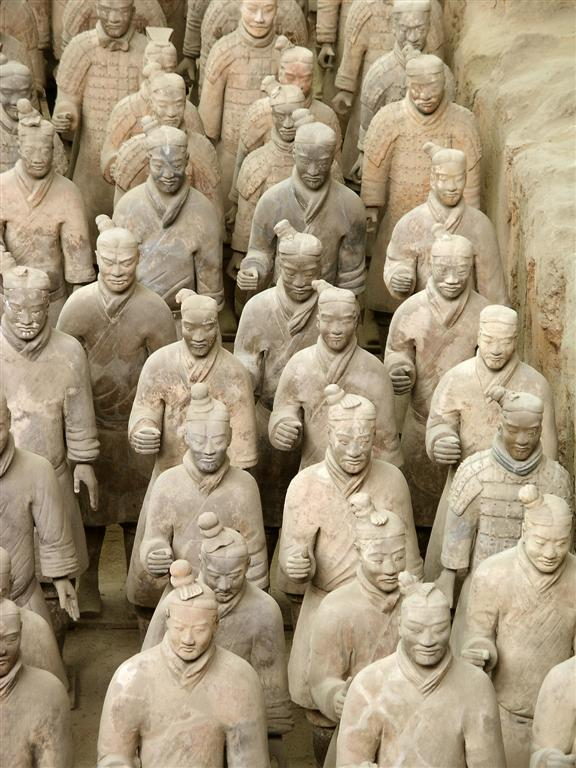
Terrakotta-Krieger mit angewinkeltem rechten Unterarm. Hier in der Mehrzahl ungepanzerte einfache Soldaten, die nur ein Schwert oder eine Langwaffe – wie etwa einen Speer – hielten.

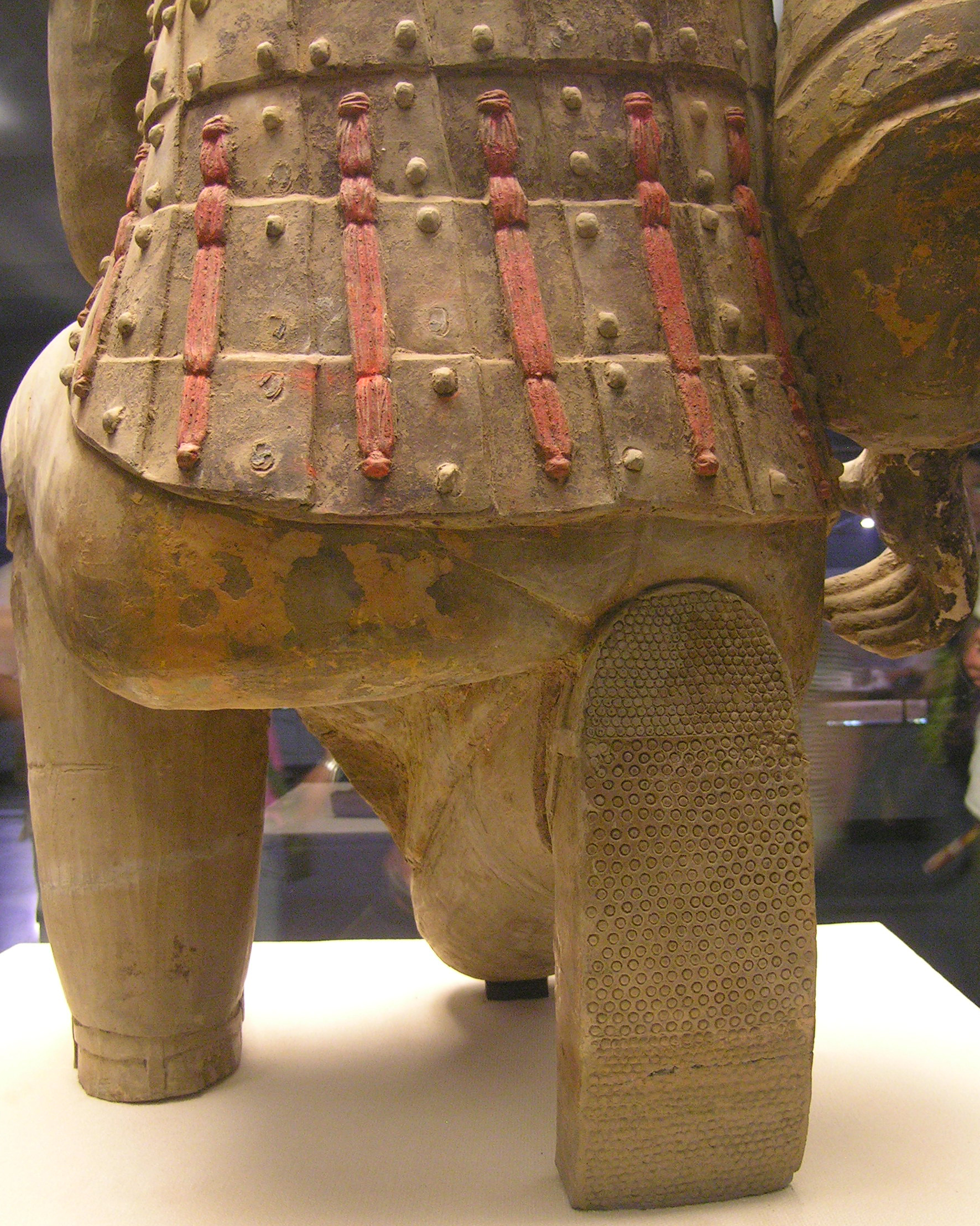
Kniender Terrakotta-Armbrustschütze: detailliert ausgearbeitete Struktur der Schuhsohle mit Steppmustern im Qin-Stil

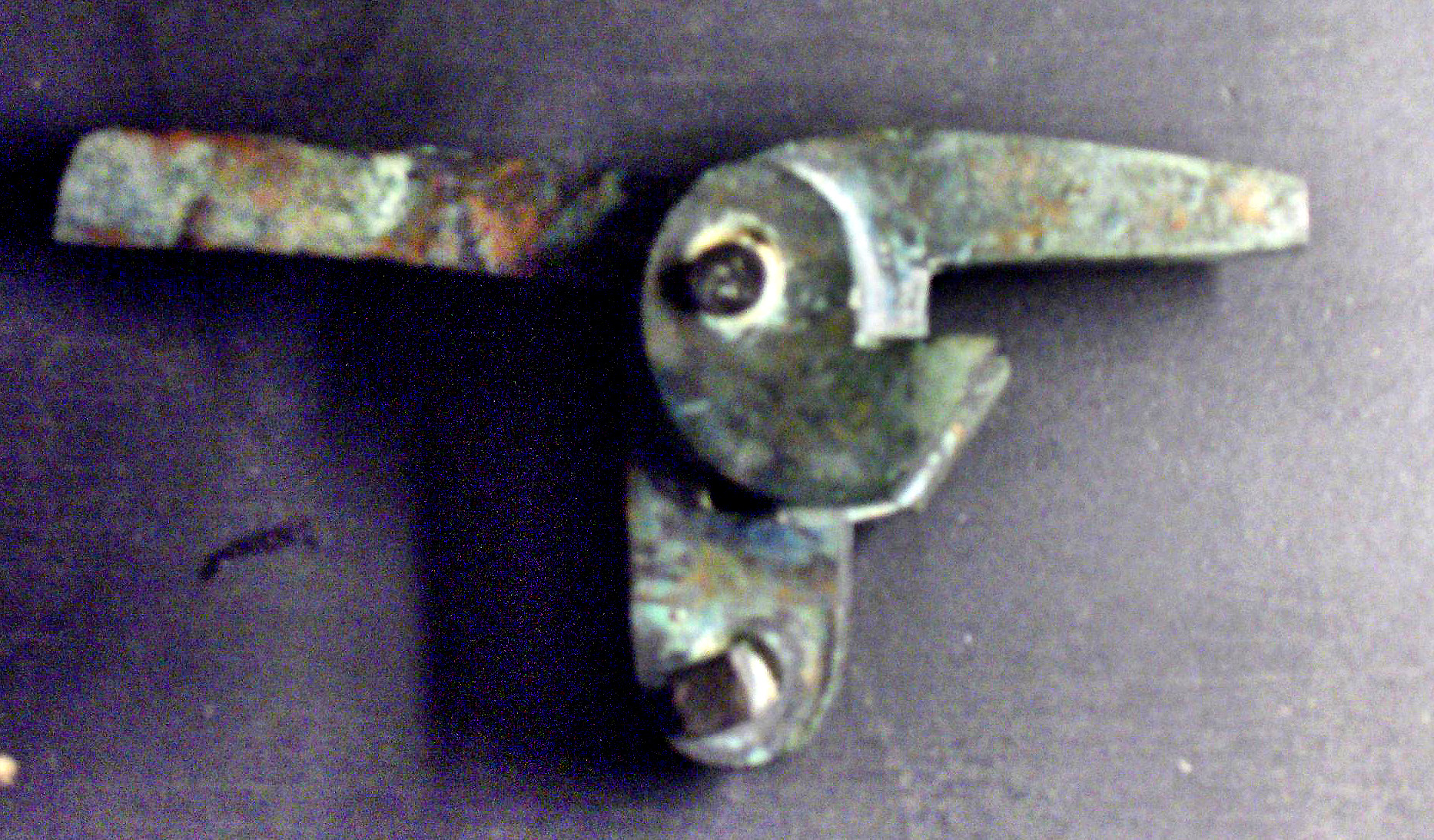
Bronzener Armbrustmechanismus, Qin-Dynastie

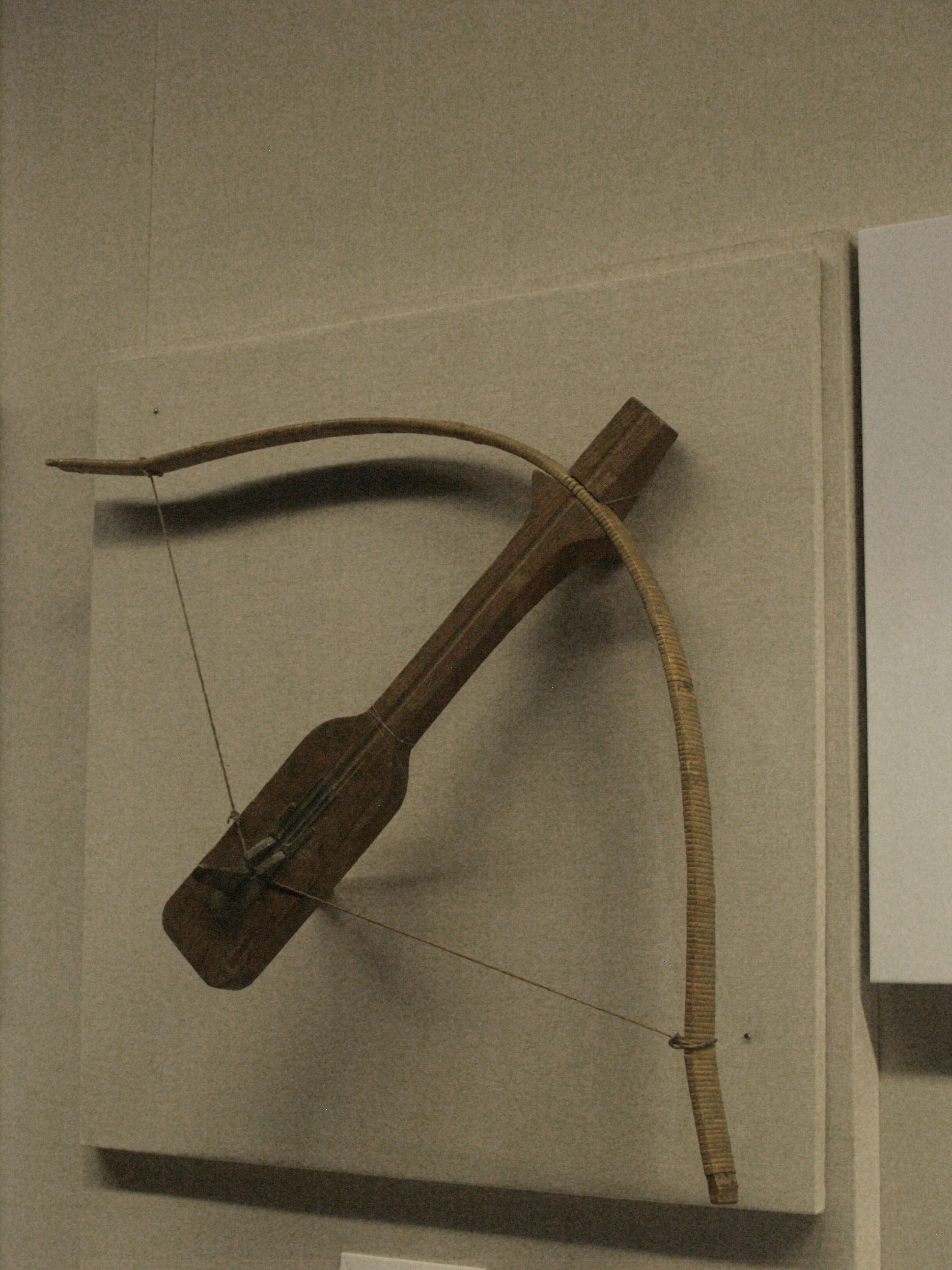
Qin-Armbrust (Shaanxi History Museum)

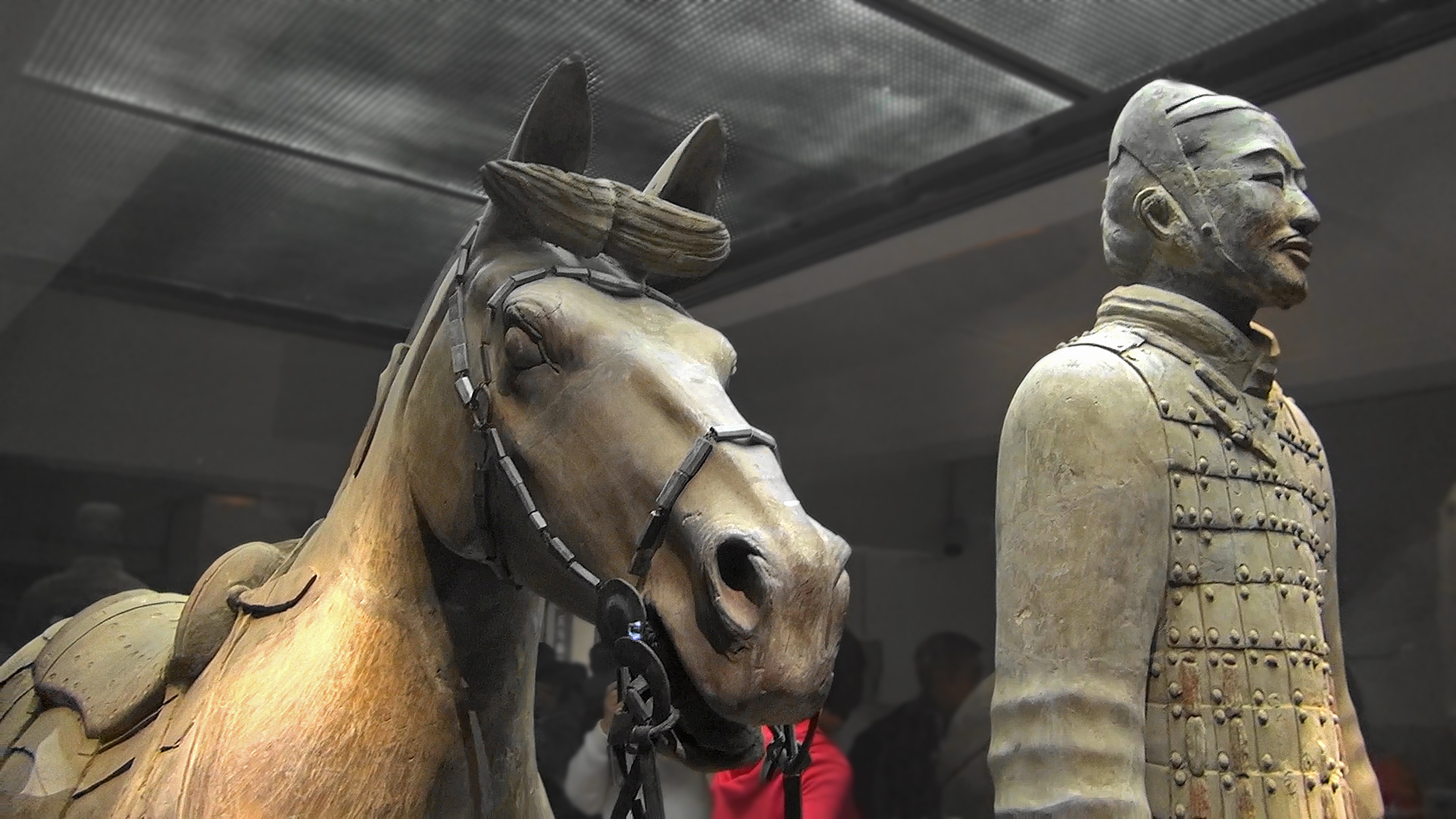
Gepanzerter Terrakotta-Reitersoldat mit gesatteltem und angeschirrtem Terrakotta-Pferd

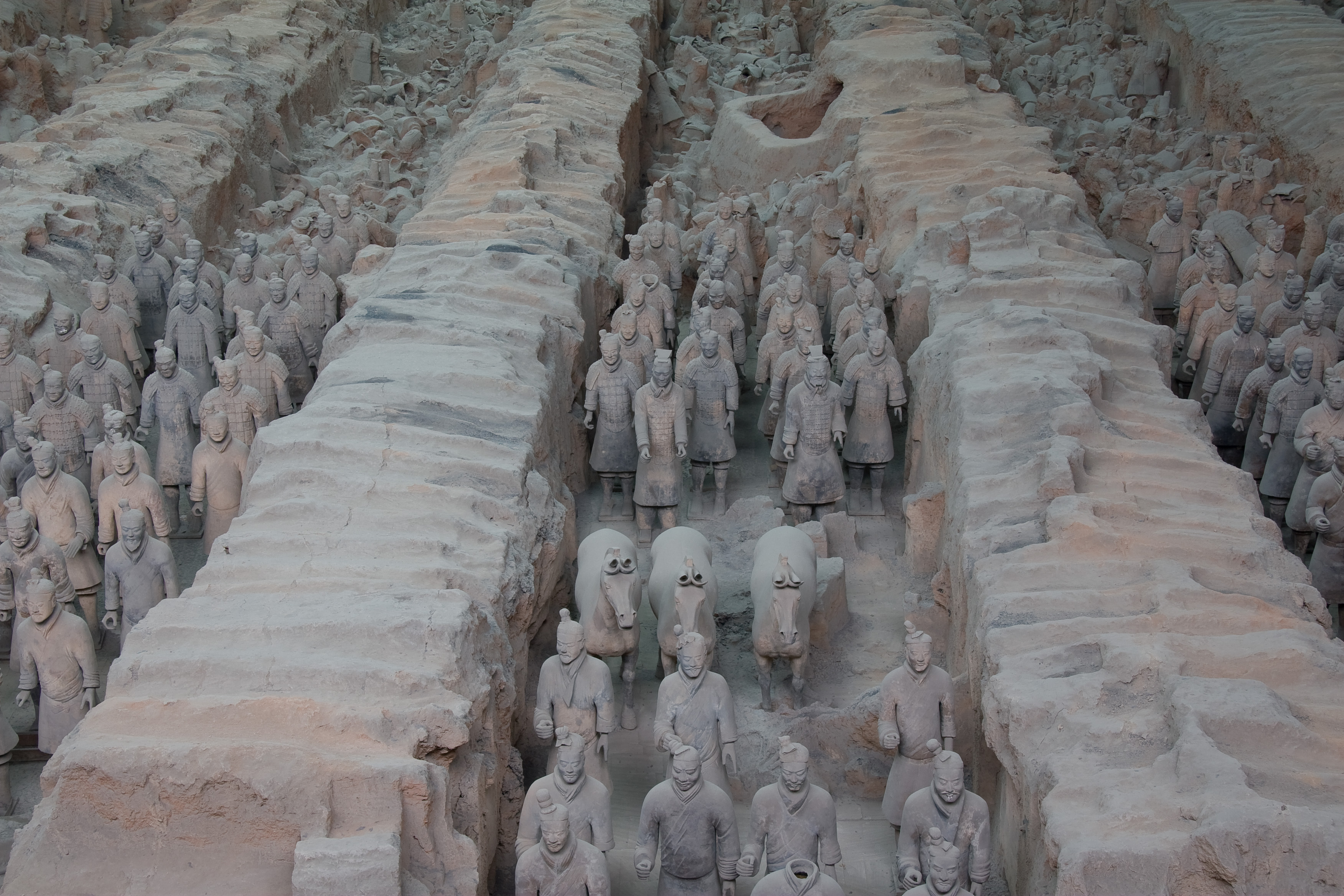
Drei Terrakotta-Pferde und der Wagenlenker einer Terrakotta-Quadriga in der Position zwischen den anderen Figuren

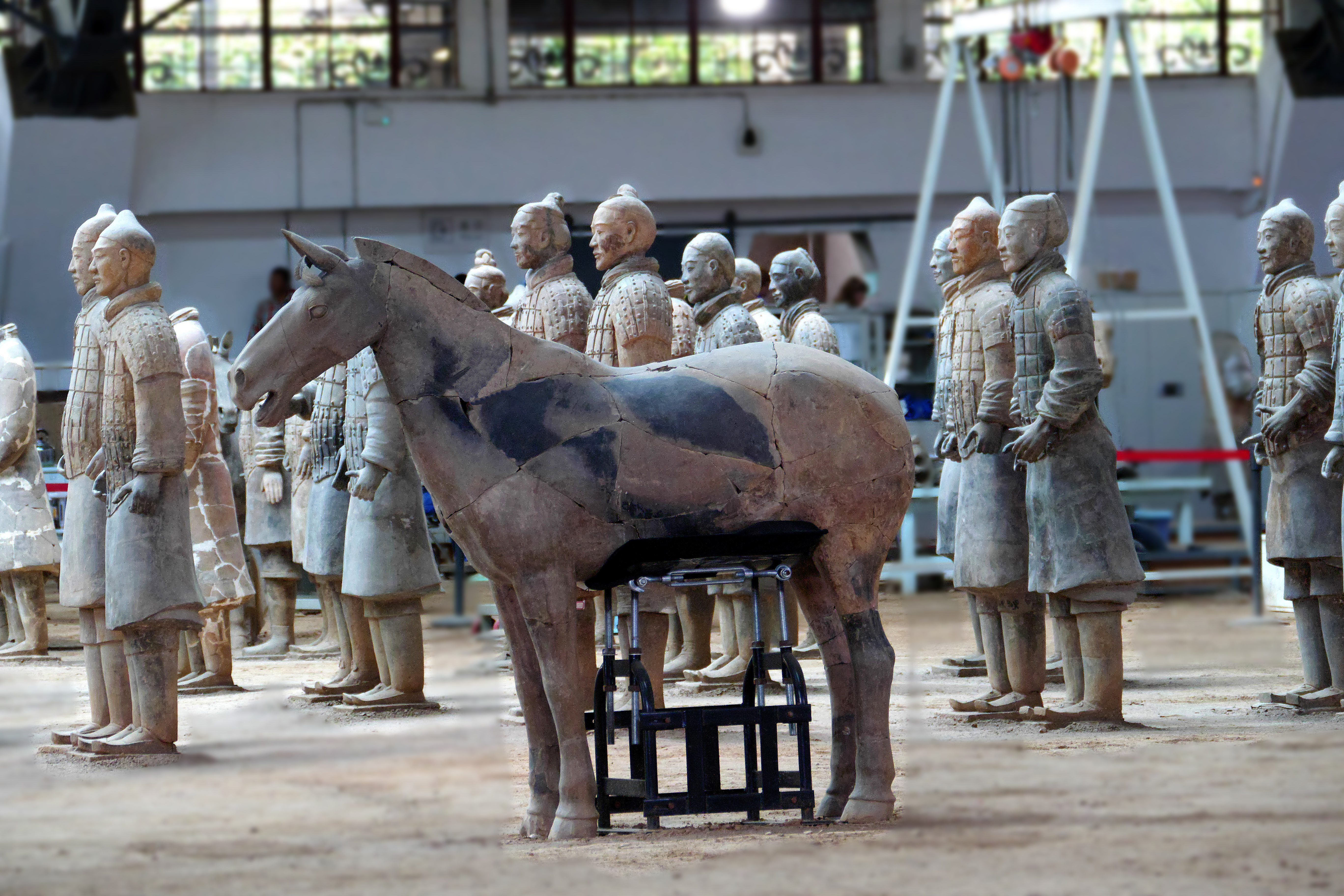
Restauriertes Terrakotta-Pferd einer Quadriga

Die geschätzte Anzahl von knapp 8000 Figuren sowie die Anordnungen der Soldaten weisen darauf hin, dass die sich bereits eingebürgerte Bezeichnung „Terrakotta-Armee“ irreführend ist. Es kann nur von verschiedenen Teilen einer Armee gesprochen werden. Gleich alte – nicht wörtlich zu nehmende – Geschichtswerke berichten von Armeen, die mehrere zehn- bis über hunderttausend Mann stark waren. Somit sind es deutlich zu wenig Grabkrieger, um sie als eine annähernd vollwertige Armee bezeichnen zu können. Viel spricht daher dafür, die Figurengruppen als Garnison eines Truppenteils zu interpretieren. Für diese Deutung spricht auch die vom Grabbezirk entfernte Lage der Krieger. Der chinesische Name für die als Terrakotta- oder auch Tönerne-Armee bezeichnete Figurenaufstellungen lautet Bingmayong (chinesisch: 兵马俑 bīngmǎyǒng) und bedeutet, wörtlich übersetzt, nur: „Soldaten-Pferde-Totenfiguren“.
Die Herstellung der Terrakotta-Krieger begann vermutlich erst, nachdem Qin Shihuangdi den Kaiserthron bestiegen hatte. Die tönerne Streitmacht besteht – im Vergleich zu Männern zur Zeit der Qin-Dynastie – aus überdurchschnittlich großen Soldatenfiguren (Fuß-, Reit- und Wagenlenkersoldaten, Offizieren und Generälen), deren Pferden und Kriegswagen. Die einfachen Soldatenfiguren sind mindestens 1,85 m und die der Generäle bis zu 2 m groß.
Es handelt sich wahrscheinlich um die realistische Darstellung einer vollständigen Garnison der damaligen Zeit. Die Gesamtanordnung in Militärformation und die verschiedenen Truppengattungen lassen sich historisch einordnen. Die verschiedenen Ränge sind an unterschiedlichen Kleidungs- und Rüstungs-Teilen erkennbar. Die Bemalung der dargestellten Materialien war sehr wirklichkeitsgetreu. An den Schultern der Figuren wirkten die Muster der aufgemalten Kleidungsstücke verzogen – fast so wie in der Realität. Bei Flächen, die Stoffe mit farbigen Mustern darstellen sollten, wurden diese in einigen Fällen fein vorgeritzt und anschließend farbig nachgezeichnet. Unterschiede in Obergewand, Gürtel mit Schnalle und das Tragen von Stiefeln stellten in der Bekleidung der Figuren zudem nichtchinesische Minderheiten dar. Offiziere der nationalen Minderheiten wurden beispielsweise – unter den langen Schuppenpanzern mit geradem Abschluss – in ihrer nationalen Tracht dargestellt. Kriegerfiguren mit nach oben geschwungenen Schnurrbärten haben im Allgemeinen hohe Wangenknochen und zeigen physische Ähnlichkeiten zu den im Nordwesten Chinas lebenden ethnischen Minderheiten.
Gut erhaltene Farbfassungen an Generalsfiguren zeigen Muster am Obertorso. Es ließen sich Schleifen, eine farbig gestaltete Jacke, Ärmelaufschläge und die Panzerverschnürungen erkennen. Es wurde eine überraschend detaillierte Gestaltung sichtbar. Auf einem Oberkörper ist ein Vogelmusterstoff mit schwarzem Grund dargestellt. Die Borten haben ein Ornament aus Rautengittern und farbigen Füllmustern. Auf den Figuroberteilen konnten zudem spezielle Verschnürungen der Panzerplatten dokumentiert werden. Die imitierten Verschnürungsbändchen zeigen extrem feine Muster in Violett, Rot und Hellgrün, die vielleicht Zierkordeln darstellen. Sich kreuzende Schmuckbänder sind in Cremeweiß und Rosa mit etwa 0,4 mm Breite aufgemalt. Auf den dünnen, cremeweißen Bändern sind feine rote und blaue Striche oder Muster zu erkennen.
In der Hauptgrube wurden die Terrakotta-Soldaten in einer Schlachtordnung aufgestellt. Die ersten drei Reihen (204 Bogenschützen) bilden die Vorhut. Dahinter folgt der Haupttruppenteil, welcher aus wahrscheinlich 6000 Grabkriegern besteht. Da bisher nicht die ganze Grube ausgegraben wurde, können die Experten die Gesamtzahl oft nur anhand der „Figurendichte“ der bereits ausgegrabenen Bereiche schätzen. Diese Hauptstreitkräfte wurden links und rechts durch die Flankendeckung abgesichert. Die Streitwagen aus Holz, im Zentrum in regelmäßigen Abständen, dienten sozusagen als Befehlsstationen für die Fußsoldaten. Der Fund zweier Glocken in den Gruben sowie historische Berichte zeigen: Die Offiziere übermittelten ihre Kommandos über akustische Signale, wahrscheinlich auch über Trommeln. Am Ende folgte die Nachhut. Die Haupttruppe wurde durch nach außen gerichtete Armbrustschützen nach allen Seiten abgesichert.
In der zweiten Grube fanden sich Figuren von Infanteristen, Reitern mit Pferden, Bogenschützen und Streitwagengespanne. Die Figurenaufstellung aus Grube Nr. 2 wird aufgrund der vielen dort gefundenen Streitwagen und Kavalleristen als eine schnelle Angriffstruppe interpretiert. Die Bogenschützen waren vorgelagert, in Richtung des angenommenen Feindkontaktes.
In der dritten Grube fanden die Ausgräber Figuren, welche Experten aufgrund der Aufstellung und Ausstattung (zum Beispiel Zeremonialwaffen) als militärischen Führungsstab identifizierten; sie wird daher gemeinhin als Kommandozentrale bezeichnet. Sie ist mit 17,6 × 21,4 m die kleinste Grube und weist einen U-förmigen Grundriss auf. Von der Ostseite aus, über die gegrabenen Hauptzugangsrampen nach unten, trifft man in der Grube auf die Reste einer Quadriga. Hinter ihr befanden sich drei gepanzerte Soldatenfiguren mit langen Stabwaffen sowie die Figur eines Kommandooffiziers. Das Gespann scheint bereit gestanden zu haben, um den unterirdischen Stellplatz augenblicklich Richtung Osten verlassen zu können. Weitere gepanzerte Dolchaxt- und Lanzenträger fanden sich im südlichen wie im nördlichen Grubenschenkel. Anders als die meisten Krieger – auch jene der beiden anderen Gruben – wurden diese hier nicht gegen Osten ausgerichtet, sondern standen mit dem Rücken zur Schachtwand einander gegenüber. Sie blickten sich gleichsam an. Die Ausgräber stießen hier auf Opfergaben, bestehend aus Hirschgeweihen und Tierknochen, die vermutlich zur Siegesbeschwörung dienten.
In unterschiedlicher Anzahl befanden sich in allen drei Kriegergruben vierspännige Holzwagen. Die dargestellte Besatzung dieser einachsigen Gespanne setzte sich in der Regel aus jeweils einer der folgenden drei Soldatenarten zusammen: Wagenlenker, Kommandooffzier und stark bewaffneter Schutzsoldat. Diese wurden aber meist hinter und nicht auf den Streitwagen postiert. Drei überlebensgroße Kriegerfiguren nebeneinander waren vermutlich zu schwer und zu breit für die etwa 1,4 m schmalen Wagenkästen.
Aus den Funden ist ablesbar, dass ein aus Bauern bestehendes, hauptsächlich für die Infanterie rekrutiertes Massenheer ein Heer von elitären Kämpfern abgelöst hatte. Diese Änderung vollzog sich ab 600 v. Chr. in allen Feudalstaaten Chinas, am radikalsten aber in Qin. Hier waren zivile und militärische Organisation stark voneinander abhängig. Eine militärische Einheit bestand aus fünf Soldaten, welche für Versagen auch Einzelner auf dem Schlachtfeld kollektiv bestraft werden konnte. Der Aufstieg des Einzelnen im System von militärischen und sozialen Rängen, die Menge an Land, die ihm als staatliche Belohnung winkte und auch die Höhe eines möglichen Beamtengehaltes wuchs dagegen mit der Zahl der Feinde, die er zu töten vermochte. Einzelne Soldatenfiguren und Gruppen dieser waren in ihrer angedachten Funktion innerhalb der unterirdischen Streitmacht wie Versatzstücke austauschbar organisiert.
Alle Figuren wurden individuell gestaltet, sodass keine zwei in Haltung, Gesichtszügen oder Ausstattungsdetails identisch sind. Auch Nasen, Ohren, Haare, Bärte sowie der Bauchumfang unterscheiden sich erheblich. In der Qin-Zeit wurde auf Frisuren und Bärte viel Sorgfalt verwendet. Erwachsene Männer der Zeit ließen sich normalerweise Bärte wachsen und bis auf einzelne tragen auch alle Terrakotta-Krieger Bärte. Kopfhaar oder Bartteile kahlzuscheren, war laut Chroniken eine Form qinstaatlicher Strafe und wurde umgekehrt – etwa in einer privaten Auseinandersetzung verübt – streng bestraft. Bei allen Figuren, mit Kappen auf dem Kopf, sind Haarnadeln in der Frisur dargestellt, wie allgemein bei Kriegern auch Spangen, Kopftücher, farbige Haarbänder, kunstvolle Haarknoten und -flechtungen. Die Haartracht wurde etwa auf das Tragen eines Helmes oder anderer Kopfbedeckungen und die Funktionen der Soldaten abgestimmt. Einfache Soldaten trugen nicht einmal Kappen auf dem Kopf, stark gepanzerte Infanteristen im Gefecht jedoch schwere Helme. In den Gruben der Terrakotta-Figuren wurden jedoch weder Helme noch Schilde gefunden. Schriftliche Quellen und archäologische Funde belegen diese aber für die Qin-Truppen. Auf einem der Pferdewagen wurde immerhin ein teilweise gebrochener und bemalter Schutzschild gefunden. Das Artefakt zeigt einen der Schilde der Soldaten der Qin-Dynastie. Diese waren allgemein 60 cm lang und 40 breit, mit roten, grünen und weißen geometrischen Mustern.
Offen war zunächst die Frage, ob tatsächliche Soldaten nachgebildet worden waren oder ob die Erschaffer die unterschiedlichen Figuren frei gestalteten. Acht unterschiedliche Gesichtsformen lassen sich bei den Terrakotta-Kriegern grundsätzlich unterscheiden und sind auch bei lebenden Menschen zu finden, aber stark lokalen Merkmalen verhaftet. Sie spiegeln in ihrer Umsetzung eine realistische Darstellung der damaligen Qin-Krieger wider. Die Soldaten der Qin-Armee wurden meist aus der Qin-Bevölkerung im Guan Zhong-Gebiet rekrutiert, aber auch aus anderen Gegenden. Die Grundform der Köpfe wurde mittels Modeln hergestellt, anschließend wurden Gesichterdetails ausgestaltet. Dadurch war eine Produktion vergleichbar einer Herstellung in Manufakturen möglich, zugleich aber auch die Darstellung verschiedener Typen und Charaktere. Die unterschiedlichen Gesichtstypen lassen vermuten, dass eine Vielzahl an solchen Negativformen verwendet wurde. Gefundene Fingerabdrücke auf der Innenseite der Köpfe bestätigten die Herstellung mit Modeln, wobei die Formen ohnehin jeweils aus zwei halbkugelförmig gestalteten Hälften zusammengesetzt wurden. Die Nahtstellen verliefen senkrecht über den Schädeln, mal vor und mal hinter den Ohren. Bei Köpfen aus ein und demselben zweigeteilten Model unterscheiden sich Aussehen und Mimik trotzdem durch die unterschiedliche Gestaltung der Gesichtszüge sowie der Haar- und Barttracht. Die Ohren sind ebenfalls aus Modeln vorgeformt und angesetzt. Die Bärte sind sehr aufwendig anmodelliert, vereinzelt auch direkt in die Rohform eingeschnitten. Die diversen Bartarten definieren Alter und Charakter der dargestellten Grabkrieger. Auch die Hände wurden durch vier Herstellungsmethoden in Modeln vorgeformt und anschließend in die Ärmelenden eingesetzt. Unter den Tausenden von Händen gibt es nur zwei Typen, solche mit gestreckten und solche mit gekrümmten Fingern. Ihre Maße sind standardisiert, die gleiche Hand war in verschiedener Funktion verwendbar. Diese Produktion von Versatzstücken, also genormten Bestandteilen, gilt auch für die anderen Teilstücke, aus denen die Figuren zusammengefügt wurden. Nur ein System von Versatzstücken ermöglichte die hohe Anzahl unterschiedlicher Figuren. Hiermit konnte die Produktivität soweit gesteigert werden, dass mit dem verfügbaren Material und auch zeitig die Aufgabenstellung erfüllbar wurde.
Die Fertigungsgruppen arbeiteten alle nach dem gleichen Schema und setzten die Figuren aus identischen Grundformen zusammen. Es gab zwar Varianten, und so wurden Figurteile manchmal auch aus gerollten Tonplatten oder aus Tonwülsten geformt, jedoch die Struktur der Figuren blieb stets gleich.
An den 714 zunächst ausgegrabenen Terrakotta-Kriegern ließen sich bereits acht Typen im Körperbau unterscheiden. Die Wirkung der Figuren ist allgemein überragend, stark, heldenhaft und elitär. Die Modellierung der Körper ist einfach, aber geschickt. Konturen und Linienführung sind hier streng gehalten, auf Verzierung wurde meist verzichtet. Obwohl die Körperproportionen meist stimmen, haben einige Krieger zu kurze oder unterschiedlich lange Arme. Manchmal sind Füße zu klein oder Hände zu groß. Das zeigt, dass die Hersteller nicht alle das gleiche künstlerische Niveau hatten. Hauptmerkmal des realistischen Stils der Terrakotta-Streitmacht ist die getreue Nachahmung realer Menschen und Gegenstände. Es handelt sich bei den Figuren aber nicht um Porträts von Einzelpersonen. Zur Definition einer Porträtdarstellung gehört die Absicht detailgetreue Ähnlichkeit mit einem bestimmten Individuum zu erzielen. Allein schon der Herstellungsprozess – der arbeitsteilig alle Werkstücke in einzelne Arbeitsabläufe zerlegte – zeigt, dass der Produktion kein Begriff des Individuums zugrunde lag.
Bei der Ausführung der Figuren strebten die Gestalter nach Wirklichkeitstreue. Die Figuren wurden anstelle lebender Menschen dem Grab beigegeben, damit sie stellvertretend die Seele des Verstorbenen im Jenseits bedienen würden. Figuren aus Holz oder Ton anderer Grabstätten sind wesentlich kleiner und gröber hergestellt und erreichen nicht denselben Realitätsgrad wie die Grabfiguren Qin Shihuangdis.
Es wurden auch künstlerische Methoden der Übersteigerung und Abstraktion bei der Modellierung eingesetzt. Bestimmte Merkmale wurden überbetont. So wurde teilweise die Dicke der Augenbrauen übersteigert, und Wangenknochen wurden eckig und kantig modelliert. Diese Form von Übertreibung betonte die Charaktere der Terrakotta-Krieger.
Sowohl Hof- als auch Handwerker aus dem Volk fertigten die Figuren. Durch gestempelte und gravierte Inschriften auf den Krieger- und Pferdefiguren sind viele Namen überliefert. Es gab aber auch bloße Seriennummern. Wegen der unterschiedlichen Herkunft ist auch der künstlerische Stil verschieden. Figuren, die von den Hofhandwerkern gestaltet wurden, sind Gestalten kräftiger Männer. Sie erscheinen wie Wächter des Kaiserpalastes zu ihrer Zeit. Figuren der einfachen Handwerker sind variationsreicher. Die Technik der Hofhandwerker ist geschickter, einheitlicher und im Stil streng. Die der anderen ist uneinheitlich und der Stil verschieden, jedoch lebhafter und frischer. Verschiedene Gründe für diese Unterschiede sind denkbar, im Wesentlichen aber sind die Unterschiede vermutlich von den unterschiedlichen Lebenserfahrungen der Handwerker bestimmt. Die Handwerker aus dem Volk verkehrten mit den Leuten der unteren Schichten, aus denen auch allgemein die Qin-Armee rekrutiert war. So nahmen sie wohl vertraute Personen aus der eigenen Umgebung als Vorlage. Die Hofhandwerker arbeiteten in Teams, ihre Technik ist dadurch einheitlicher. Die gemeinen Handwerker waren unterschiedlicher Herkunft und hatten bei verschiedenen Meistern gelernt, Stil und Technik sind bei ihnen unterschiedlich. Es ist nachvollziehbar, dass die Hofhandwerker keine einfachen Töpfer waren. Sie müssen schon bestimmte Erfahrungen gehabt haben, um Figuren in diesen Dimensionen und Quantitäten brennen zu können. Diese waren im Metier der Baukeramik vorhanden – bei den Herstellern von Kanalrohren in den Palastwerkstätten. Umfangreiche Kanalsysteme aus Ton sind beispielsweise unter dem Amt des Kostmeisters in der Nekropole und unter dem Kaiserpalast gefunden worden. In Größe und Proportion ähneln diese Röhren den Beinen der Terrakotta-Krieger. Auch die Herstellungstechnik muss ganz ähnlich gewesen sein. Inschriften bestätigen diese Theorie: Die Vorarbeiter der Palastwerkstätten pflegten ihre Namen auf Boden- und Dachziegel zu stempeln. Einige dieser Namen fanden sich auch auf den Terrakottafiguren. Nachdem 85 Meister so identifiziert waren, konnten Hochrechnungen angestellt werden: Die chinesischen Archäologen nehmen an, dass jeder der Meister eine Gruppe von zehn bis zwölf Arbeitern anleitete. Diese könnten demnach eine Arbeiterschaft von etwa eintausend Leuten dirigiert haben. In der Zeit, als er Kaiser war, hätten sie für die mehr als 7000 Figuren elf Jahre gehabt, also durchschnittlich jährlich knapp 700 Figuren herstellen müssen. Es war somit durchaus zu schaffen.
Einfache Handwerker und teilweise Sträflinge fertigten die Terrakotta-Figuren. Es zeigt sich, dass es zwischen den zahlreichen – in Haltung und Gesichtsausdruck Autorität ausstrahlenden – Kriegerfiguren einzelne mit völlig anderem Ausdruck gibt. Die Unterschiede liegen nicht nur in müdem Gesichtsausdruck und dünnem Körper dieser Grabkrieger, sondern auch in einem traurigen Anschein. Einige Handwerker wagten es offenbar ihren Missmut darzustellen.
Die Grabkrieger bestehen aus gebranntem Löss, der in der nahen Umgebung gewonnen wurde, und auch die Gruben der Mausoleumsanlage sind in Lössboden gegraben worden. Analysen zeigen, dass der für die Figuren verwendete Rohstoff sehr einheitlich ist und in seiner Zusammensetzung mit dem Boden am nördlichen Hang des Li-Berges – in der Nähe der Grabanlage – identisch ist. Die innen hohlen Figuren wurden alle mit 900 bis 1050 °C in Öfen gebrannt. Bei diesen Temperaturen bleibt der unglasierte Ton noch porös. Daher sprechen die Fachleute beim Material von Terrakotta – gebackener Erde. Etwa 200 Meter südöstlich von Schacht 1 lassen Fragmente von Figuren einen der Brennofenplätze vermuten. Experten schätzen, dass darin zwei Pferde oder sechs Soldatenfiguren gleichzeitig gebrannt werden konnten. Die Figuren wurden nach einem auch heute noch in China gebräuchlichen Verfahren, dem Reduktionsbrand, hergestellt. Bei diesem entsteht das für die unglasierten Terrakottafiguren charakteristische graue Eisenoxid. Stehende Terrakotta-Krieger wiegen zwischen 150 und 200 kg. Sie bestehen aus sieben Hauptteilen, der Plinthe als Untersatz, den Füßen, den Beinen unterhalb des Gewandes, dem Torso, den Armen, den Händen und dem Kopf. Tonfiguren von solchen Dimensionen zu brennen, barg viele Tücken, insbesondere, da die Wandstärken stark schwankten. Die Figuren schrumpften beim Brand um etwa 10 Prozent, dies musste überall gleichmäßig erfolgen, sonst entstanden Risse.
Die Kunst der Qin-Terrakotta-Figuren kennzeichnet die zunehmende Reife der frühen chinesischen Kunst in der plastischen Gestaltung im chinesischen Altertum.

### Die dargestellte Bekleidung der Kriegerfiguren
Da die Qin-Soldaten private Kleidung trugen, gab es keine einheitlichen Uniformen. Die dargestellte Kleidung an den Figuren gibt daher gute Aufschlüsse über die allgemeinen Kleidungsgewohnheiten der Qin-Gesellschaft. Die Soldatenfiguren wurden mit einer Mischung aus Kleidungsformen der Chinesen der Zeit sowie der Reitervölker und Stammesverbände der eurasischen Steppe bekleidet dargestellt. Der Staat Qin lag grenznah zu den nicht-chinesischen Völkern wie den Rong im Norden oder Di im Westen. In der Qin-Zeit stammten die Soldaten aus niedrigen sozialen Schichten, meist waren sie Bauern. Sie mussten allgemein ihre Bekleidung für den Militärdienst selbst stellen. Vermutlich gab es nur für Kavalleristen spezielle Uniformverordnungen. Die Kleidung der Fußsoldaten und Adjutanten auf den Streitwagen entsprach wohl der üblichen Bauernkleidung. Schriftliche Quellen wie die qinzeitlichen Bambusstreifenbücher aus dem Shuihudi-Grabfund zeigen, dass der Stoffverbrauch für die Anfertigung der typischen Kleidung während der Qin-Zeit und der Rüstungen immens war. Ungefähre Berechnungen, die auf Grundlage der Terrakotta-Figuren angestellt wurden, bestätigen dies größtenteils. Die Mehrzahl der Qin-Bevölkerung und ihre einfachen Soldaten verwendeten Seide als Kleidungsstoff, Leute der untersten sozialen Schichten meist billigen Hanfstoff.
Die Kriegerfiguren tragen meist Gürtel in der Taille, welche in Länge, verschiedenen Breiten, Knotenart der Bandgürtel, Form der Gürtelhaken und Art der Verankerung der Riemenenden am Gürtelhaken wirklichkeitsnah und detailliert gestaltet wurden. Sie sind mit oder ohne Verzierung und lederartig dargestellt. An den Riemenenden sind Hakenlöcher zu erkennen. Im Kapitel Shuolin xun des philosophischen Werkes Huainanzi (Meister aus Huainan) der Han-Zeit heißt es: „Schaut man auf die Gürtelhaken aller Leute im Raum, so sind diese sämtlich verschieden. Aber alle tragen die gleichen Gürtel.“ Bei den Terrakotta-Figuren spiegelt sich wider, dass die Menschen auch während der Qin-Zeit großen Wert auf die Verzierung der Gürtelverschlüsse legten. Die Gürtel, welche wohl die Bekleidung zusammenhalten sollten, sitzen meist unter dem Bauch, sodass dieser etwas hoch- und vorgedrückt erscheint. Diese Sitte wurde bis zum Anfang der Tang-Dynastie beibehalten. Als Schönheitsideal der Männer in der Qin-Zeit sind runde Bäuche und eine ausgeprägte Taille dargestellt.

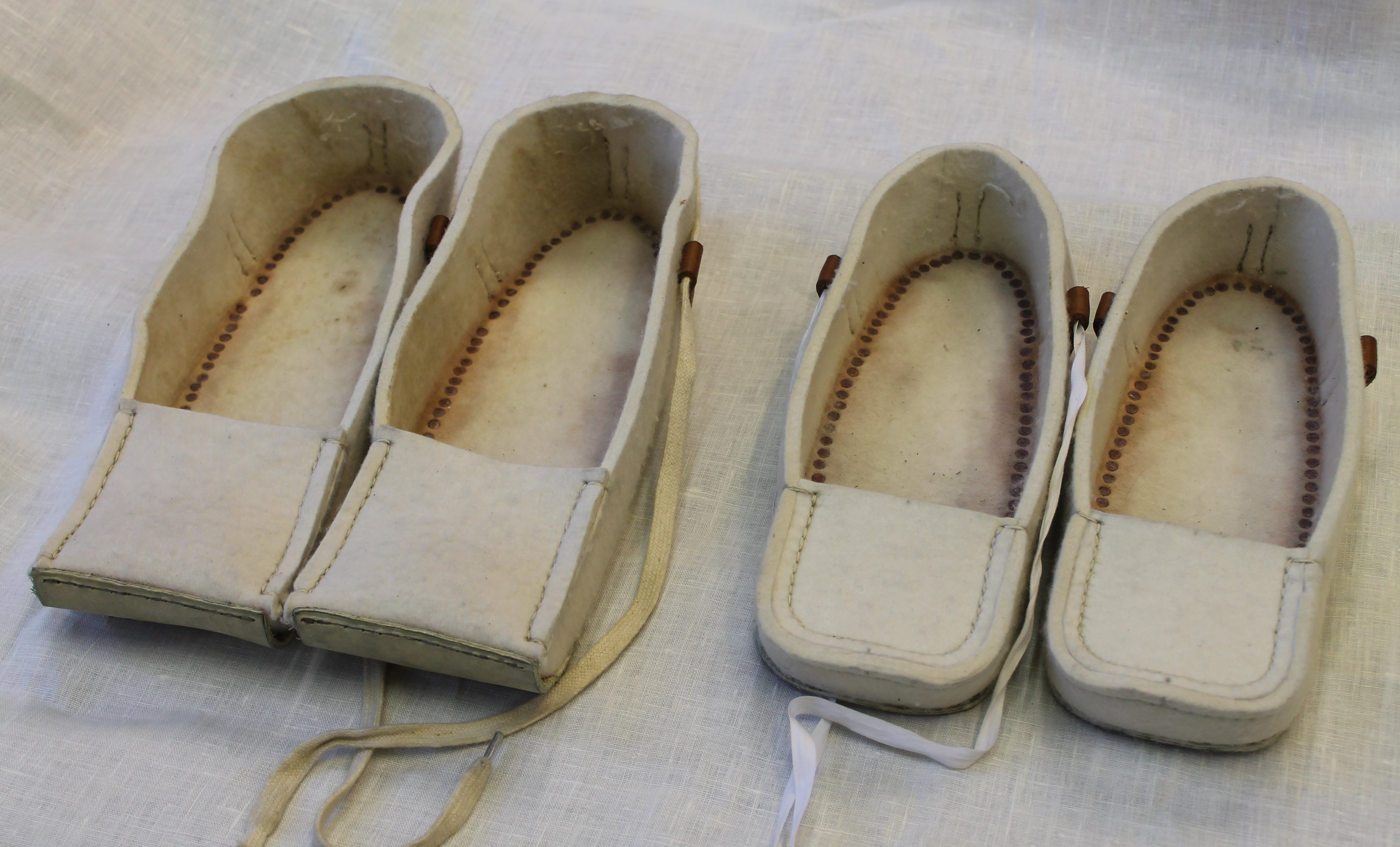
Rekonstruktion von Halbschuhen nach dem Vorbild der Terrakotta-Figuren

Die Soldaten wurden allgemein in Schuhen aus Hanf dargestellt, die Kavalleristen in Stiefeln – lederartig mit Verschnürungen. Die Schuhe der Offiziers- und Soldatenfiguren unterschieden sich nur in der Form der Schuhspitzen. Die Stiefelform mit Schäften bis zum Unterschenkel entstammte den Reitervölkern. Die Kosten für die Anfertigung von Stiefeln waren viel höher als die für Schuhe, sie waren aber fester, haltbarer und komfortabler. Die Kavalleristen trugen deswegen ausschließlich Stiefel. Diese wurden dann später teilweise auch von anderen Soldaten übernommen, wie sich auch bei den Funden zeigte.
Farbfragmente der Gewänder und Hosen zeigen, dass diese einfarbig waren. Kopfbedeckungen, Gürtel und Panzer waren auch mit verschiedenen Ornamenten verziert. Über die Ornamentik der Qin-Zeit war zuvor kaum etwas bekannt. Die hölzernen Streitwagen aus den Gruben waren ebenfalls mit feinen, kunstvollen Ornamenten bemalt, die aber nur in geringem Umfang erhalten sind. Die Kleidung reflektiert militärische und soziale Rangunterschiede.

### Ungepanzerte Kriegerfiguren

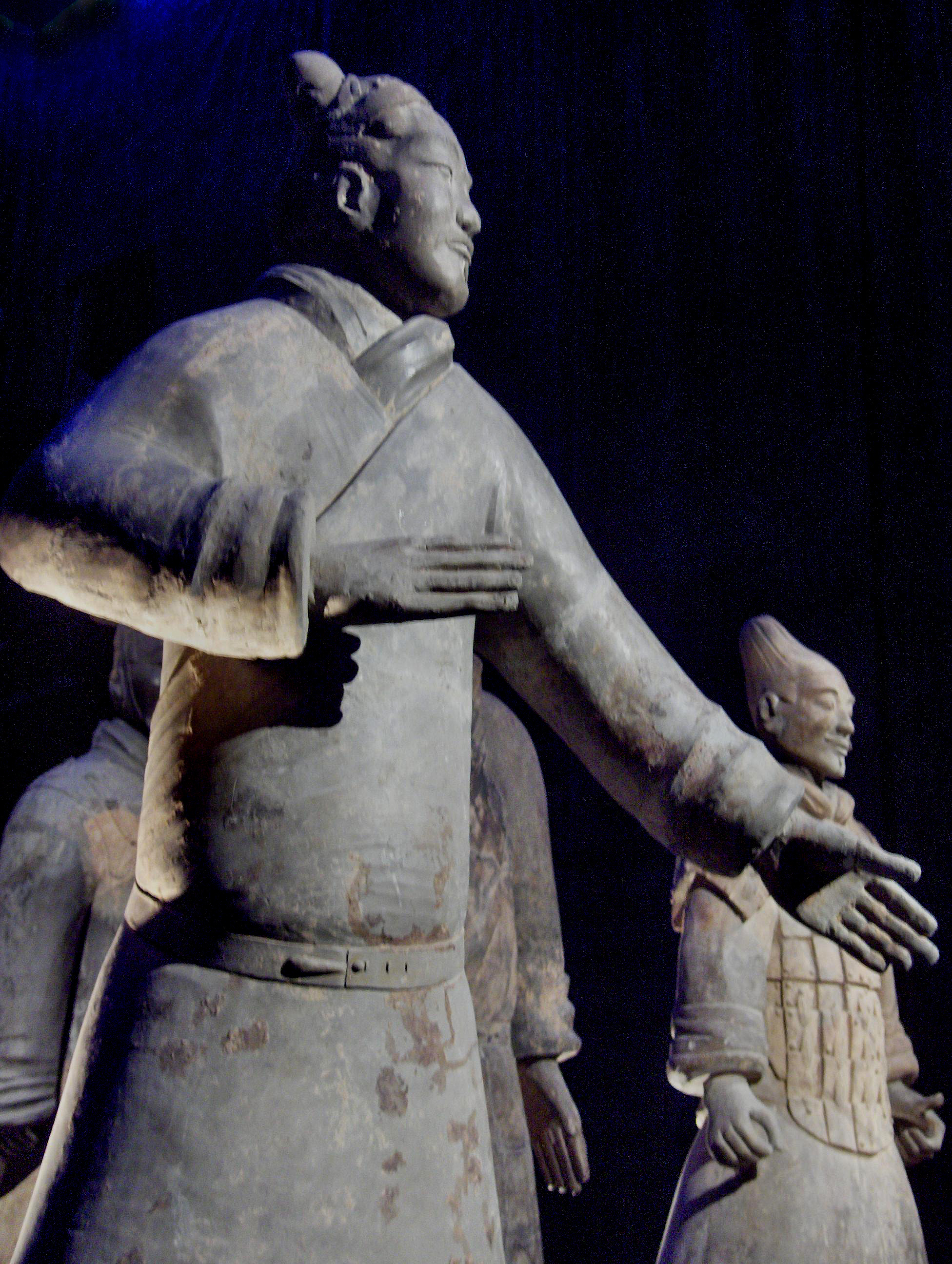
Ungepanzerte Terrakotta-Bogenschützenfigur mit Gürtelhaken ohne Verzierung

Grundsätzlich lassen sich in den drei mit Soldatenfiguren bestückten Gruben zwei Arten von Streitkräften unterscheiden: Kavallerie und Infanterie. Zu den letzteren zählen die Figuren mit einem angewinkelten Arm, deren Hand eine nicht mehr vorhandene Waffe zu umgreifen scheint. Auch ohne ihre Waffen kann ein Betrachter diese Figuren allgemein leicht als Waffenträger identifizieren. Einige scheinen in der zweiten Hand ein Schwert gehalten zu haben. Wieder andere – in beinahe identischer Aufmachung und Körperhaltung – fungierten als Armbrustschützen. Dies ließ sich an den Überresten der Armbrüste und der Armbrust-Bronzebolzen ablesen, welche im unmittelbaren Umfeld der Schützen gefunden wurden. Auch die Bogenschützen zählen zu dieser Truppengattung und sind als bisher einzige Figurengruppe nicht in frontaler Ansicht modelliert vorgefunden worden. Sie wurden in Schrittstellung mit leicht nach vorne geneigtem Oberkörper, der zur Seite dreht, dargestellt. Um einen festen, ruhigen Stand zu gewährleisten, wurde das hintere Bein um 90 Winkelgrade nach außen gedreht. Ein von der Schulter bis zur Hand durchgestreckter Arm zeigte nach unten, während der andere auf Brusthöhe angewinkelt wurde. Bei dessen Hand wurden die Finger leicht nach innen gekrümmt, als ob sie einen Pfeil griffen. Teilweise wirkt die Position der linken Hand etwas unrealistisch, da sie zu tief abgesenkt wurde und der Arm dadurch manchmal zu lang geraten war. Auch ohne ihre heute fehlenden Bögen und Pfeile sind sie als Bogenschützen zu erkennen. Sie wirken, als hätten sie eben ihre Bögen mit je einem Pfeil gespannt und seien in der Lage sofort, auf ein sich bietendes Ziel zu schießen. Ihre oberhalb der Knie endenden dick gefütterten Jacken, die auf der rechten Körperhälfte durch angedeutete Gürtel und -haken verschlossen zu sehen sind, scheinen ihnen ausreichend Bewegungsfreiheit lassen zu wollen. Überdies wirken sie durch ihr dickes Futter geeignet einen gewissen Schutz vor herab schnellenden Pfeilen zu bieten. Die leichte und einfache Bekleidung der Bogenschützen ermöglichte Schnelligkeit und Beweglichkeit.
Leicht gerüstete, ungepanzerte Infanteristenfiguren, trugen einen runden Haarknoten auf der rechten Hälfte des Oberkopfes. Es hing vermutlich mit der qinzeitlichen Sitte zusammen, die rechte Seite für den Ehrenplatz zu reservieren, dass gerne die Knoten rechts des Kopfes getragen wurden. In der Biographie des Rebellenanführes Chen She im Shiji (Großhistoriker-Aufzeichnungen) wird ganz allgemein auf diese Sitten Bezug genommen. Nur ein Teil der gepanzerten Infanteristenfiguren und die Darstellungen der Infanteristen mit Kopftüchern trugen auch einen runden Knoten auf der rechten Kopfhälfte. Runde Haarknoten auf dem Oberkopf waren in China schon zuvor häufig bei Frisuren anzutreffen. Figuren aus der Zeit der Frühlings- und Herbstperiode bis zur Frühzeit der Streitenden Reiche, tragen ebenfalls runde Knoten, die aber immer in der Mitte des Oberkopfes saßen. Die Terrakottafiguren Shihuangdis trugen die runden Knoten dagegen auf der rechten Seite. Dies verweist darauf, dass die Haarknoten rechts am Kopf wohl nur im Militär gebräuchlich waren, da sie nirgendwo, außer hier, archäologisch belegt sind. Figuren, Reliefs und Wandmalereien aus der späteren Han- bis zur Tang-Dynastie zeigen Haarknoten in der Kopfmitte.

### Gepanzerte Kriegerfiguren

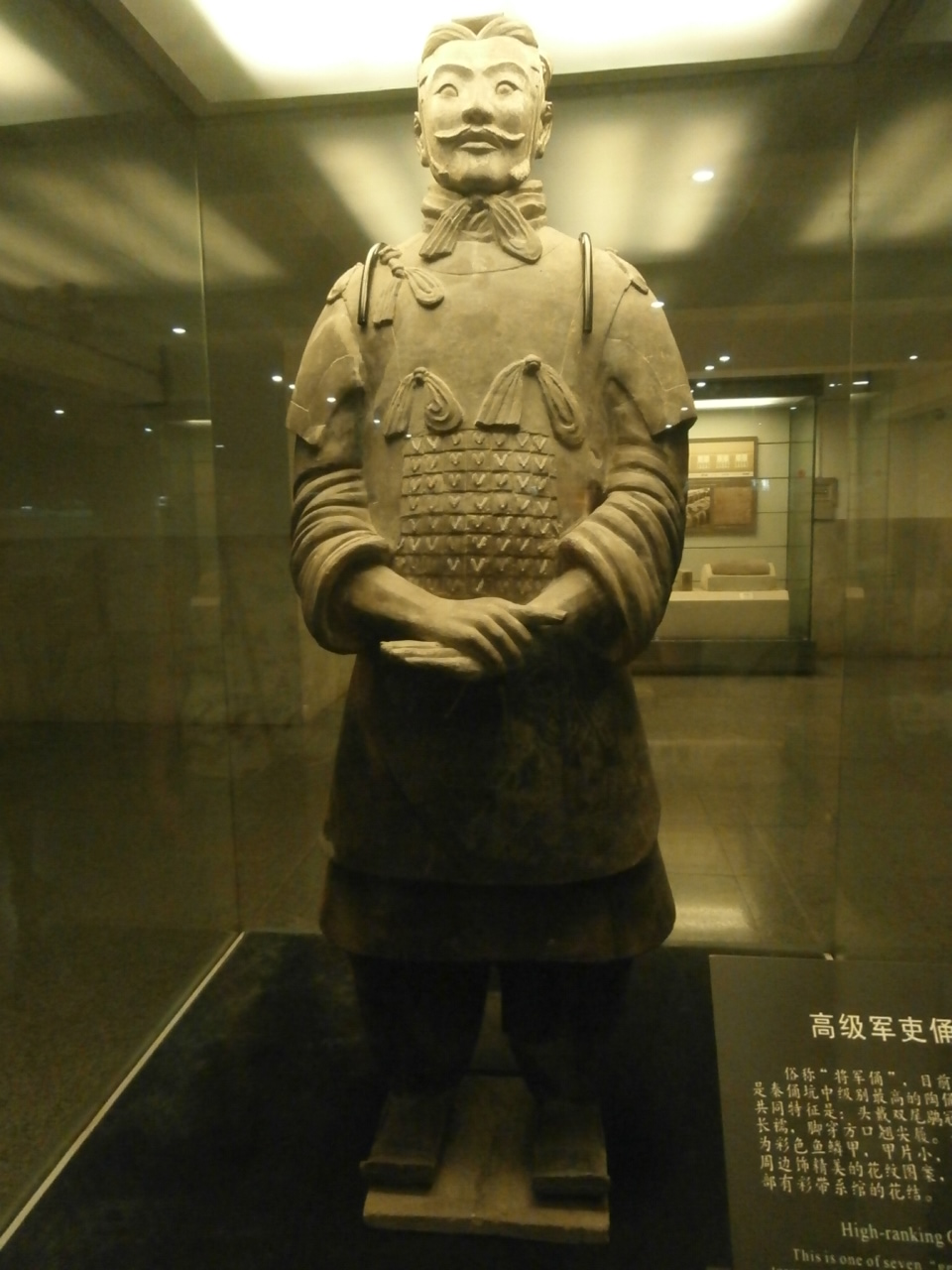
Terrakotta-General vom Typ I, mit Oberarmschutz, dessen glatte Flächen und Borten einst mit Verzierungen bemalt waren

Soldaten mit Rüstungsteilen dargestellt hatten vergleichbare Aufgaben zu erfüllen, viele der Figuren hielten vormals auch die langen Hieb- und Stichwaffen für den Distanzkampf in Händen. Dolchäxte und Lanzen maßen einst sicher 3 Meter und mehr. Die Panzerkrieger waren teilweise zusätzlich mit einem Schwert ausgestattet – für einen möglichen Nahkampf. Anders als ihre ungepanzerten Mitstreiter stehen die gepanzerten Bogenschützen nicht zum Schuss bereit, sondern scheinen in Lauerstellung kniend zu verharren. Reste hölzerner Bögen und bronzene Pfeilspitzen fanden sich auch bei ihnen liegend. An den Oberkörpern dieser Figuren waren unter den Panzern die Krägen von knielangen Gewändern auszumachen. Die Beine der gepanzerten wie ungepanzerten Figuren wurden in Hosen gehüllt – gelegentlich mit einem lederartigen Schienbeinschutz darstellt, beispielsweise bei den stehenden Bogenschützen. In anderen Fällen wickeln sich modellierte Gamaschen um die Unterschenkel der Figuren. Die dargestellten Kriegerfüße kleideten entweder anmodellierte rechteckige Halbschuhe oder Stiefel mit hohen Schäften. Die plastisch gestalteten Schuppenpanzer verfügen über einen vorstehenden Schulterschutz und reichen an der Brustseite bis über die Hüfte. Auf diese Weise waren ihre Körper teilweise geschützt. Viele der dargestellten Rüstungen wurden an der Rückenpartie ein wenig kürzer gehalten, etwa für mehr Bewegungsfreiheit beim Gang. Kavalleristenfiguren trugen teilweise auch nachgebildete Rüstungen und unter dem Kinn zusammengebundene, flache Kappen – die wohl beim Reiten fest sitzen sollten. Anhand ihrer Position und Körperhaltung waren die gepanzerten Wagenlenker als solche leicht auszumachen. Sie standen aufrecht zwischen den beiden anderen Figurenarten, als wollten sie mit nach vorne gestreckten Unterarmen mit den Händen nach den Pferdezügeln fassen. Vorstehende Klappen an den Ärmelenden der Rüstungen mancher Fahrer stellten einen Handschutz vor herab schnellenden Pfeilen dar. Andere Gespannlenker mussten mit ärmellosen Brustpanzern auskommen. Gepanzerten Soldaten zum Schutz der Kriegsgespanne finden sich regelmäßig zur Rechten der Wagenlenker. Ihre Pose weist sie als Träger einer langen Stangenwaffe und eines Schwerts aus. Links der Wagenlenker positionieren sich die Kommandooffiziere, häufig als „Generäle“ bezeichnet. Eine Figur aus Grube 1 scheint auf den ersten Blick unbewaffnet dargestellt zu sein. Die Haltung ihrer flachen linken Hand auf Höhe des Bauchnabels legt jedoch nahe, dass sie einst auf dem Knauf eines Schwerts ruhte. Ein bei einer Figur gefundener Griff einer solchen Waffe bestätigte diesen Eindruck. Die rechte Hand lag locker auf der linken. Mit ausgestrecktem Zeigefinger wiesen die Offiziere auf ihre Untergebenen davor. In der strengen Hierarchie der Streitkräfte standen sie ganz oben und sorgten für deren Funktionieren. Die unterschiedlichen Ränge der Grabkrieger wurden in erster Linie durch die Kopfbedeckungen gekennzeichnet. Die aufwendig gefaltet modellierte Kappe des Kommandooffiziers – oft „Fasanenkappe“ genannt – hob sich merklich von denen der einfacher gestalteten Figuren der Wagenlenker ab. Der höhere Rang des Offiziers war somit nicht nur an seiner deutlichen Befehlshaltung abzulesen. Noch deutlicher zeigten sich die hierarchischen Unterschiede beim Vergleich der den Wagen zugeordneten Mannschaften mit den ungepanzerten Bogenschützen. Die Köpfe dieser Schützen trugen keine Kappen, stattdessen sind die Haare hier am Hinterkopf in mehreren Strängen geflochten und kunstvoll zu einem Dutt seitlich des Schädels zusammengeführt. Bei der Haartracht der Terrakotta-Krieger lassen sich mehrere Arten von Frisuren feststellen. Auch wenn dies heute wie ein Ausdruck von Individualität wirkt, war dies vielmehr ein weiteres Mittel, Feinheiten der Rangfolge darzustellen. Bei einem Vergleich eines gepanzerten Kommandooffiziers und eines einfachen, ungepanzerten Fußsoldaten oder Figuren mit andersartigen Rüstungen zeigt sich zudem, dass die Art des Panzerschutzes auch stark vom militärischen Status des Trägers abhing. Die Generäle lassen sich in drei Typen unterscheiden: Typ I, mit vor dem Bauch gekreuzten Händen auf ein Schwert gestützt dargestellt, mit Oberarmschutz. Generäle II mit gestreckten Händen mit vergleichbar verzierten Panzern, aber ohne Oberarmschutze. Generäle Typ III sind nur durch die Kappen als Generäle gekennzeichnet und tragen keine Panzer. Offiziere mit geradem Panzer, der nicht nur auf der linken Schulter, sondern auch an der linken Seite offen ist und dort durch Übereinanderziehen der Kanten geschlossen und von der Seite aus hineinschlüpfbar dargestellt, stellen eine Besonderheit dar. Die Panzerplättchen wurden hier wie bei den einfachen Soldatenfiguren miteinander verbunden dargestellt, der Schnitt aber ähnlich dem der Offiziersfiguren mit einem glatten Oberteil und umlaufenden Borten, der untere Abschluss herunterhängend bis auf die Oberschenkel und gerade. Wegen dieses „exotischen“ Panzertyps sind diese Offiziersfiguren als Vertreter ethnischer chinesischer Minderheiten gedeutet worden.
Die Terrakotta-Generäle trugen eine Kappe, auf der Fasanenfedern aufgemalt wurden. Die Federstrukturen hoben die Maler mithilfe ihrer Pinselstriche vom Hintergrund plastisch hervor. Auf diese Weise wurden allgemein Federn nachgebildet. Die Panzerrüstungen besitzen aufwändig verschnürte Panzerplatten, Kleidungsbesätze mit Mustern und Stofflagen auf Brust und Rücken aus Seide. Bei den Wagenoffizieren reicht der Panzer nur bis unter den Bauchbereich und ist auf dem Rücken mit überkreuzenden Bändern arretiert. Außerdem tragen sie Kappen mit einem eckigen, abgewinkelten Streifen auf dem Haupt.
Bei einigen Kriegerfiguren wurden die Panzer mit aufwändigen Mustern bemalt. Die Ornamente lassen sich grob in geometrische Formen, wie etwa Rauten und Sterne, aber auch Blüten- und zoomorphe Motive wie Vögel, Drachen und Phönixe unterteilen. Anhand der Panzer sind vier Rangstufen abzulesen, von einer untersten für einfache Soldaten, bis zu der für Offiziere hohen Ranges. Gepanzerte Fußsoldaten – alle ehemals mit Speer in der Rechten und möglicherweise einem Schwert in der Linken – kommen am häufigsten vor. Für alle Einzelteile der Figuren gibt es allgemein ein nur relativ kleines Repertoire von Typen. So unterscheiden Ausgrabungsberichte, nach Form und Machart, lediglich zwei Typarten von Rüstungen mit je drei Untertypen.

### Farbgebung der Terrakotta-Figuren

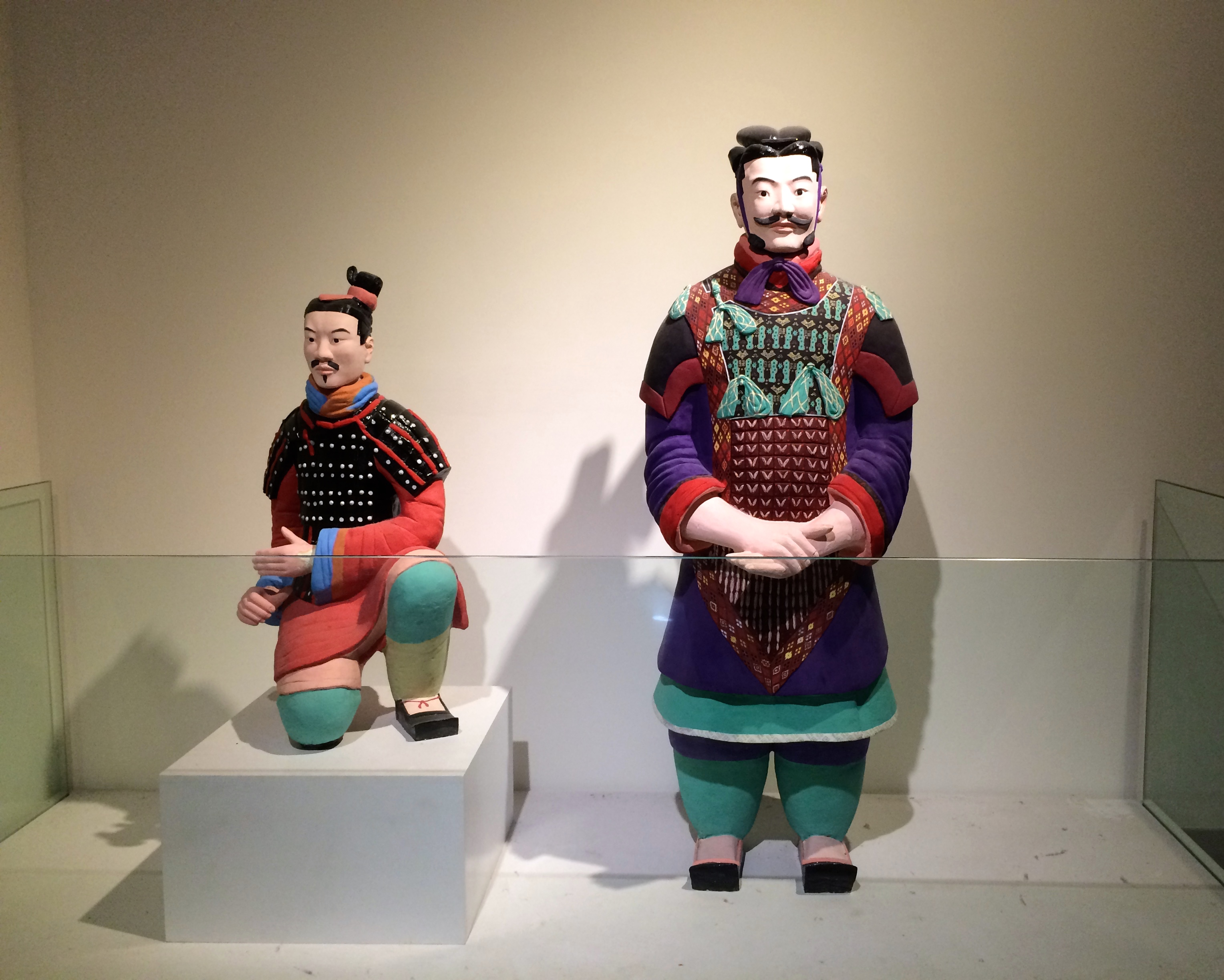
Rekonstruierte Figuren: Kniender Armbrustschütze und ein General

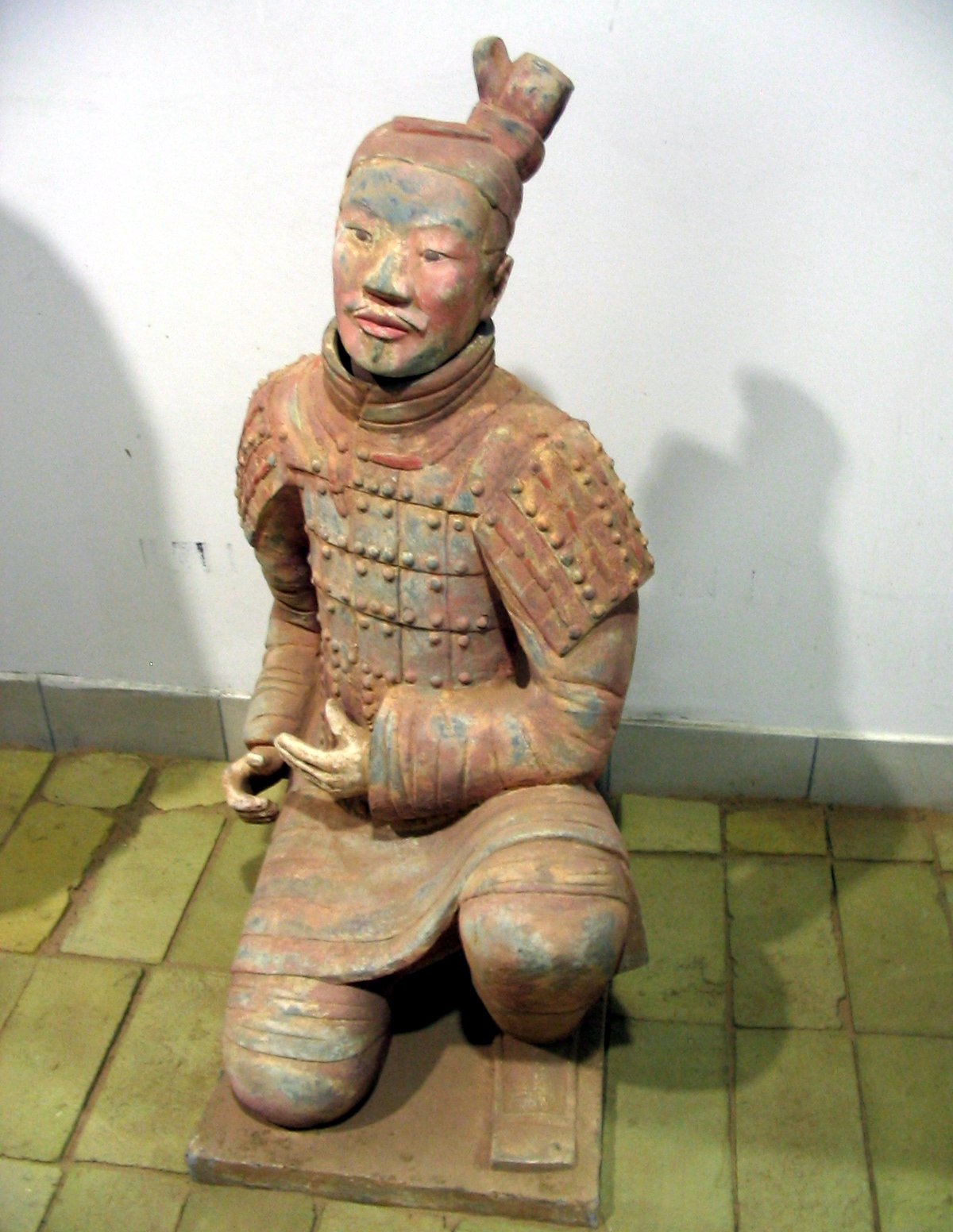
Terrakotta-Armbrustschütze mit guter Farberhaltung

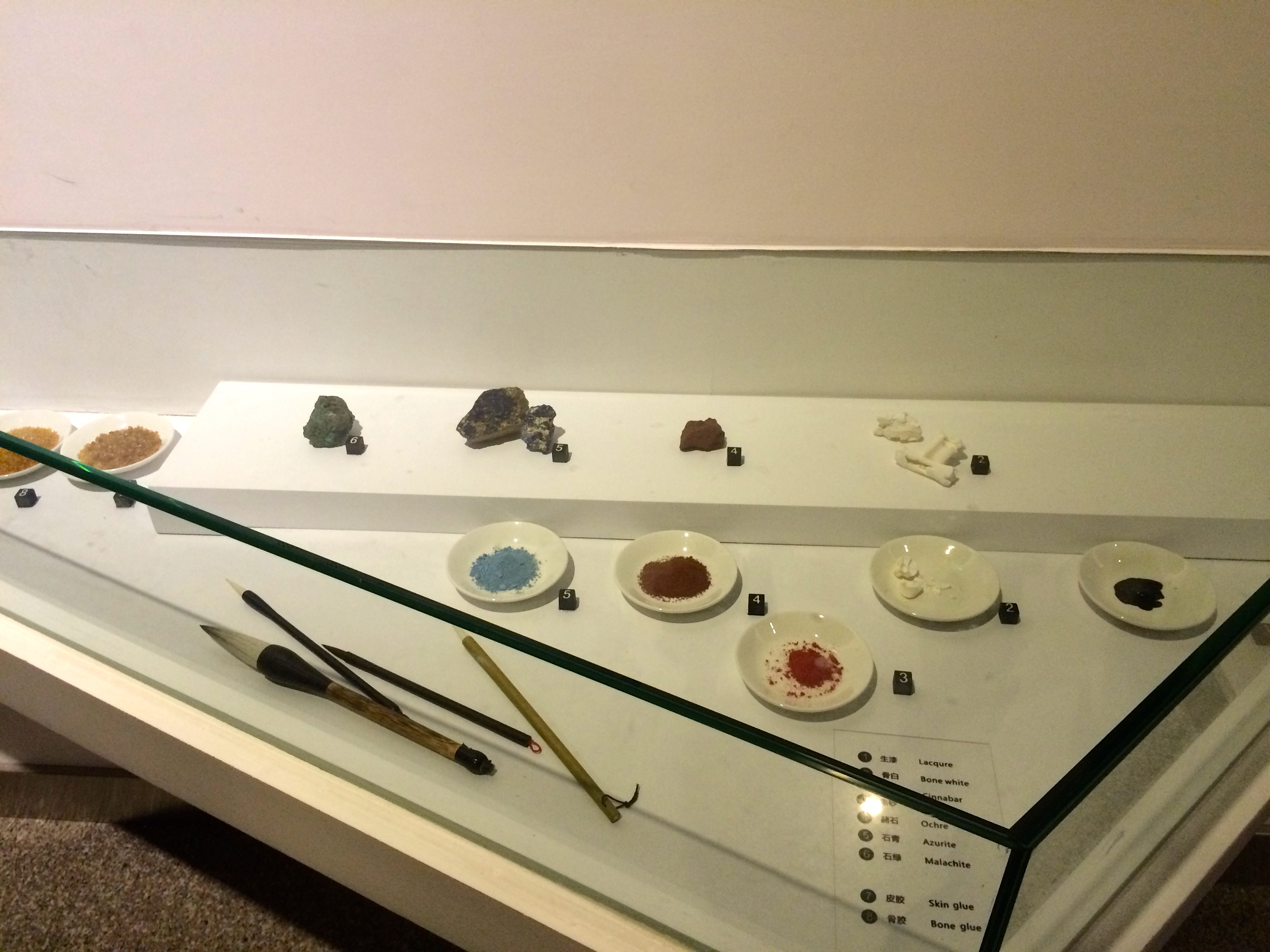
Die rekonstruierten Farbmittel und Pinsel im Museum

Zunächst wurde eine noch nicht näher identifizierte Sperrschicht auf den Terrakotta aufgebracht. Ohne diese Maßnahme wäre die spätere Lackgrundierung tiefer eingedrungen. Dies hätte zwar eine bessere Haftung der Lackschicht bewirkt, der Lackverbrauch wäre aber auch deutlich gestiegen.
Die Farbgestaltung der Terrakotta-Figuren wurde mit pigmentierten Schichten über einer ein- oder zweischichtigen dunkelbraunen Grundierung aus ostasiatischem Lack aufgebaut, der aus dem Wundsaft des Lackbaumes als dickflüssiges und graugelbes Produkt gewonnen wurde. Dieser Qi-Lack war stets wertvoll, da seine Gewinnung aufwändig ist und die Bäume nur in geringem Umfang ausgebeutet werden können. Analysen zeigten zudem, dass überwiegend wertvolle Materialien zur Bemalung verwendet wurden. Da Qi-Lack wasserdicht, hitzebeständig und auch widerstandsfähig gegen Säuren ist, eignet er sich allgemein gut zum Schutz und zur Dekoration von Oberflächen. Im chinesischen Altertum wurden schon früh Waffen und Lederrüstungen damit lackiert.
Für die Farbfassung der Figuren wurden viele Jahre Arbeit und unzählige Hände eingesetzt. Bei allen Figuren wurde die Farbe mit Pinseln aufgetragen. Die charakteristische Art der Künstler zu malen, auch die Eigenart, das Merkmal der künstlerischen Formgebung, insbesondere der Linienführung ist an vielen Fragmenten noch gut zu erkennen. Allgemein weist die Farbwahl eine Vorliebe für intensive, ungebrochene Farben auf. Die Farben der dargestellten Soldatenbekleidung lassen darauf schließen, dass es keine festen Regeln für die Verwendung bestimmter Farben gab und bei der Farbwahl daher hierarchische Unterschiede nicht ausschlaggebend waren. Für die Kleidung standen Zinnoberrot, Purpurrot, Rostrot, Dunkelgrün, Hellgrün, Violett, Dunkelviolett, Weiß, Hellblau und Braun zur Auswahl. Die Farbgebungen der Figuren sind kräftig und die Farbtöne klar. Bunte Farbkombinationen wurden deutlich bevorzugt. Bei der Kriegerkleidung überwiegen Rot und Grün oder Violett und Hellblau. Schnürriemen für Schuhe und Stiefel sowie Kinnbänder für Kopfbedeckungen wurden gleichfalls farbig gestaltet. Zudem wurde starker Wert auf Verzierungen gelegt. Die unterschiedlichen Farben standen für bestimmte Emotionen: Rot provozierte Enthusiasmus, Freude, Mut, Liebe und Kampfgeist; Grün symbolisierte Frieden, Dauerhaftigkeit, Lebendigkeit und Glückseligkeit; Violett stand mit Grazie und Eleganz in Verbindung; Blau berührte tiefe und standhafte Empfindungen. Die Kleidungsfarben der Terrakottafiguren drückten Wärme, Freude und Lebhaftigkeit aus und versuchten Besonnenheit und Mut zu vermitteln. Sie unterstrichen und betonten die Formgebung der Figuren, welche Tapferkeit, Mut und Standhaftigkeit zum Ausdruck brachte. Die gesamte Modellierung der Figuren, die diese heute wie Pagoden wirken lässt, vermittelte eine beruhigende und unerschütterliche Kraft. Allgemein wirken die Kleidungsfarben der Figuren warm und lebendig, keinesfalls bedrückt oder traurig. Die Farbgestaltung der Figuren wird von der Forschung als Nachahmung der realen Bekleidung der Armee des Qin Shihuangdi verstanden. Untersuchung der Bemalung der Gesichter und Hände lässt erkennen, dass die einzelnen Figuren ein differenziertes Bild des Hautinkarnat zeigen. Möglicherweise zur deutlicheren Charakterisierung der kaiserlichen Armee, die aus verschiedensten Ethnien unterschiedlicher Königreiche rekrutiert wurde. Gefundene Fragmente zeigten allgemein rosafarbene Inkarnate sowie dunkelrosafarbene Hautfassungen an den Figuren. Ein Figurenkopf aus Grube 2 trägt zudem eine grüne Gesichtsbemalung.
Es war grundsätzlich keine farbige Tönung der einzelnen Flächen, sondern eine sehr aufwendig gestaltete, individuelle Polychromie jeder Figur mit genauer Inkarnattönung, Lippen- und Augenbemalung, Bartwuchs und detaillierter Ausführung etwa von Fingernägeln oder Kleidungsdetails. Es wurden sogar verschiedene Augenfarben und Nackenhaare dargestellt. Jeder Gürtelriemen, jede Panzerschuppe und jedes Verbindungselement war farbig präzise abgesetzt. Feine und detailreiche aufgemalte Muster zierten Borten und Säume der Kleidungsstücke. Dabei erweckte die Verwendung seltener und hochwertiger Farbmittel ein Bild strahlendem Reichtums und großer Macht. Selbst die nur spärlichen Reste einstiger Pracht, die hier überdauert haben, stellen heute den größten Bestand an antiker Farbigkeit auf Bildwerken dar – andernorts gibt es dagegen nur Spuren oder Schriftquellen aus der Antike. Es sind Unmengen an Zinnober für die Farbgestaltung verarbeitet worden. Ungefähre Hochrechnungen anhand der Figuren lassen schätzen, dass die Handwerker mindestens 2.000 kg Zinnober an der Terrakotta-Streitmacht verarbeitet haben. Gehen die Experten heute von einem Kilopreis von 2.000 Euro für hochwertigen Zinnober in Deutschland aus, oder im heutigen China von einem Zehntel davon, kommen rechnerisch in beiden Fällen allein hierfür enorme Summen heraus. Tausende großer Figuren mit Lack zu überziehen und detailgenau zu bemalen, war schon an sich eine erstaunliche Herausforderung. Sie lag aber offensichtlich nicht jenseits der Ansprüche eines Kaisers, der einmal sogar daran dachte, die Stadtmauern seiner Hauptstadt komplett lackieren zu lassen.
Es wurden natürlich und künstlich hergestellte Pigmente nachgewiesen. Ferner sind nicht nur die verwendeten Malmaterialien, welche die Farbfassung der Terrakottafiguren charakterisieren, sondern auch die aufwändige Maltechnik, welche für die Bemalung einer geschätzten Figurengesamtoberfläche von 16 Quadratkilometer ausgewählt wurde, wichtig. Die zielgerichtete und abgestimmte Anwendung reiner Pigmente oder Mischungen zur Bemalung oder Unterscheidung einzelner Partien der Figuren, sowie der teils ein-, teils mehrschichtige Aufbau der Farbgebung, belegen die hohe Qualität der damals sehr fortschrittlichen Bemalungstechnik. Die vielen Farbabstufungen der Inkarnate und dargestellten Bekleidung steht im Einklang mit der seidenglatten, braunen Oberfläche des ostasiatischen Lacks. Zudem glänzt der hauchdünn aufgetragene Lack. Die Farbfassungen sind im Kontrast dazu dicker und matt. Weitere Kontraste bilden die schwarz glänzenden Haare gegen leuchtend rote, aber seidig matte Haarbänder und die dunkel glänzenden Pupillen gegen matte rosafarbene Haut.
Natürliche Pigmente waren Bleicarbonat, Kaolinit, Zinnober, Malachit, Azurit, Auripigment sowie gelber und roter Ocker. Künstlich hergestellte waren dagegen Beinweiß, Bleiweiß, Mennige und ein violettes Pigment, das sogenannte Han-Violett.

### Die Waffen der Grabkrieger

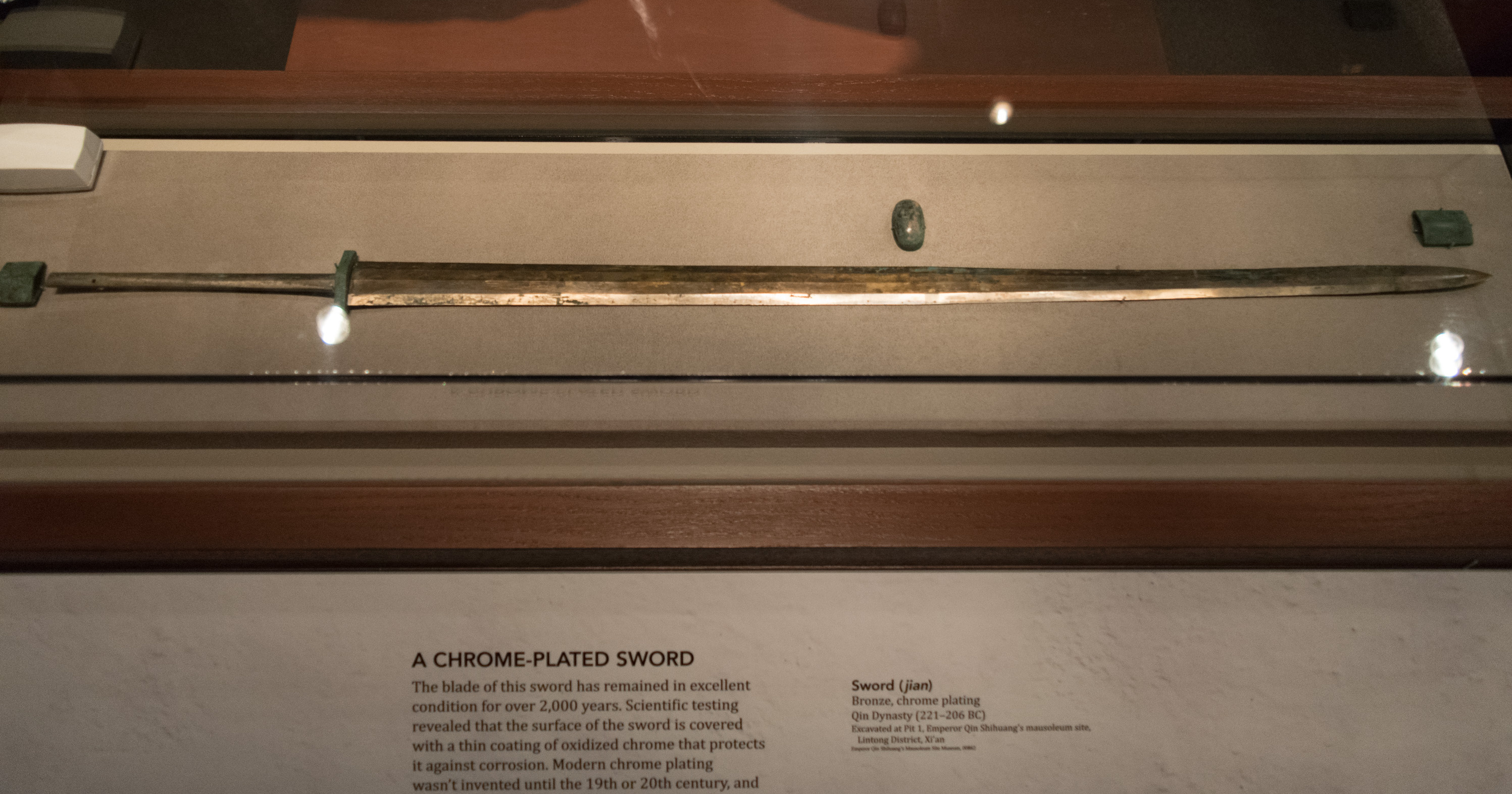
Schwert aus Kaiser Qin's Mausoleumskomplex

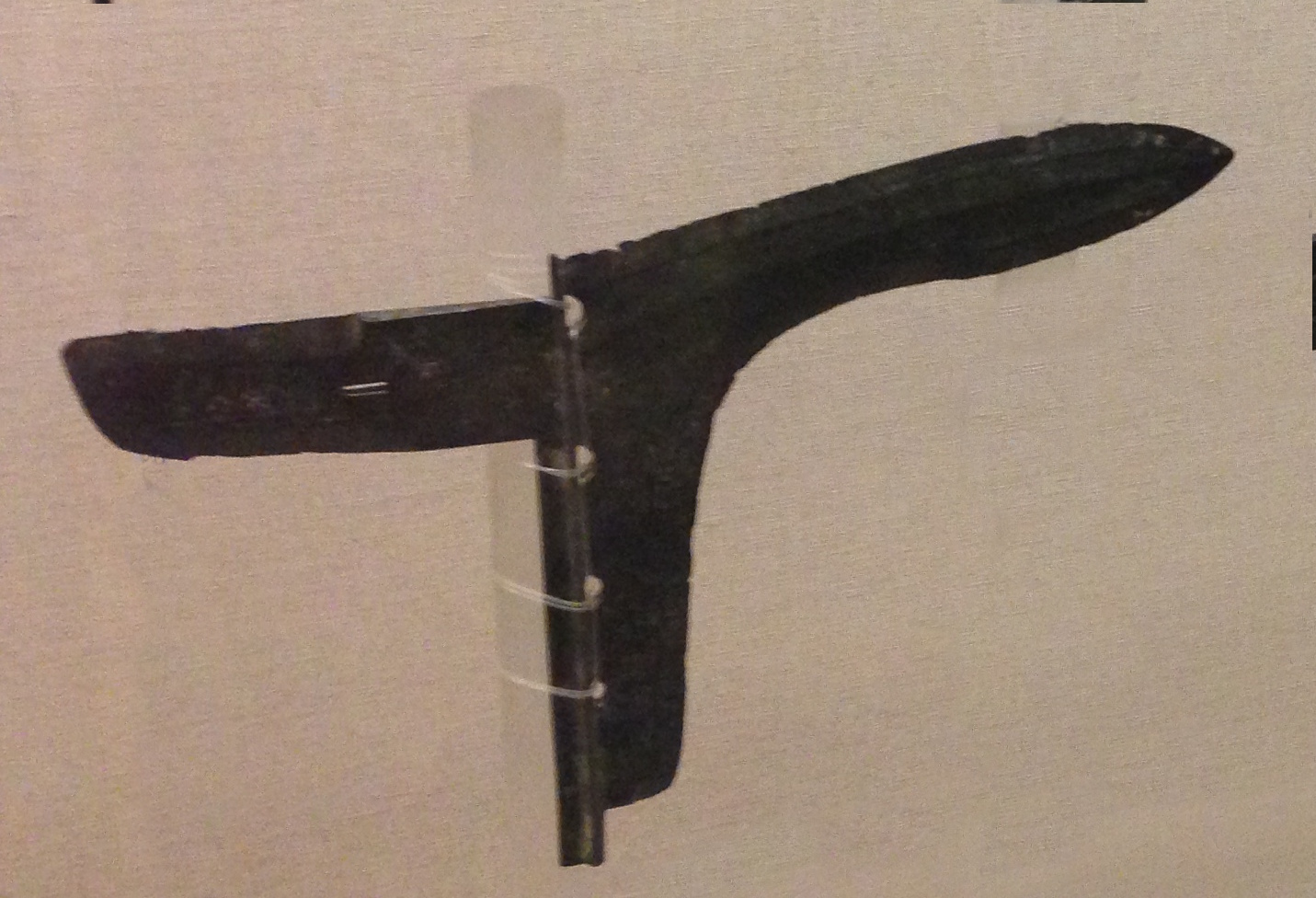
Hellebardenoberteil – „Dolchaxt“ (戈) – aus Bronze, ohne Bronze-Lanzenspitze

Es wurden echte Waffen gefunden: Schwerter aus Bronze, Pfeilspitzen und Speerspitzen aus Bronze und Eisen, ferner Armbrüste mit Bronzeabzugsmechanismen. Die mit Stempelung datierten Waffen der Terrakotta-Krieger stammen – unter anderem – aus den ersten Regierungsjahren, als Qin Shihuangdi noch König war. Sie waren also bereits von realen Soldaten benutzt worden, bevor sie den tönernen in die Hände gelegt wurden. Diese Waffen aus den staatlichen Manufakturen sind die frühesten Produkte in China, welche laut Gesetz den Herstellernamen vermerkt hatten. Nicht aufkeimender Individualismus oder Signaturen als Ausdruck persönlichen Stolzes der Produzenten auf ihr Werk war der Zweck, sondern eine Möglichkeit zur Qualitätskontrolle. Zudem gab es Seriennummern. Jedes Stück war von gleichbleibend hoher technischer Qualität, obwohl durch Inschriften auf den Waffen belegbar ist, dass sie zu hohen Stückzahlen in staatlichen Fabriken gefertigt wurden.
Die gefundenen Waffen der Grabkrieger sind denen der sechs unterworfenen Reiche in Art und Form ähnlich, sie bestehen aber fast ausschließlich aus Bronze. An Waffenteilen aus Schmiedeeisen wurden zunächst nur eine Speer-, eine eiserne Pfeil- und zwei bronzene Pfeilspitzen mit eisernem Schaft entdeckt. Die Regionen waren schon während der Zeit der Streitenden Reiche in gewissem Umfang für Produktion und Einsatz eiserner Waffenbestandteile bekannt. Bereits im 4. Jahrhundert v. Chr. entwickelte sich die Verarbeitung von Eisen zunächst in Abwehrtechniken: Der älteste erhaltene und restaurierte Eisenpanzerhelm stammt aus Xiadu (Grab M 44). Zunehmend mit Armbrüsten und Eisen- und Stahlwaffen gekämpft wurde erst in der letzten Hälfte der Auseinandersetzungen zwischen den „Streitenden Reichen“, und für deren Krieger wurden zunächst verstärkt Rüstungen und Helme aus Eisen hergestellt. Das früheste in China belegte Eisenschwert stammt aus dem 8. Jahrhundert v. Chr. (frühe Chunqiu-Periode, 722 bis 481 v. Chr.). Experten vertreten aufgrund der analysieren Funde der Grabanlage die These, dass in der Qin-Zeit eine Stagnation der Eisenwaffenentwicklung stattfand. In der Grabanlage wurden aber viele Werkzeuge aus Eisen gefunden. Als waffentechnische Neuentwicklung der Qin-Zeit gelten dagegen Lamellenpanzer mit beweglichen Lederschuppen, welche die Figuren in verschiedenen Ausführungen zeigen. Der Staat Qin war zwar insgesamt gesehen in der Waffentechnologie eher rückständig, konnte aber letztlich dennoch alle Kontrahenten annektieren. Die Waffen aus den Gruben wurden – ihren Inschriften nach – in der zentral organisierten kaiserlichen Werkstatt Sigong hergestellt. In dieser wurden auch Beschläge für die kaiserlichen Wagen und für das Pferdezaumzeug produziert. Die Datierungen in den Inschriften weisen ab dem dritten Regierungsjahr – noch als König – auf eine, mit Unterbrechungen, fast durchgängige Produktion hin, bis fast in die letzten Kaiserjahre Qin Shihuangdis. Vor dem siebten Herstellungsjahr (240 v. Chr.) war sein Kanzler Lü Buwei der oberste für die Kontrolle zuständige Beamte. Danach fehlt der Name der überwachenden Person, und es finden sich nur Handwerkernamen, die in der zentralen Werkstatt produzierten. Darin ist eine Machtschwächung des Kanzlers und somit eine Stärkung der zentralistischen Macht des Kaisers ablesbar.
Kniende Schützen wurden beim Nachspannen der Armbrust dargestellt, die ledernen Lamellen ihrer gepanzerten Waffenröcke sind detailliert in Ton nachbildet. Auch die Struktur der dabei freiliegenden Schuhsohle ist herausgearbeitet worden. Die verwendete Chinesische Armbrust wurde bereits in der Zeit der Streitenden Reiche (um 475 v. Chr.) entwickelt. Anders als die bekannteren europäischen Armbrüste besitzt sie keinen Schaft für einen Schulteranschlag, sondern nur einen Handgriff. Der Bogen wurde aus Holz oder Horn gefertigt, der Schaft aus Holz. Der Abzugsmechanismus bestand aus Bronze und wurde zur Qin-Zeit bereits standardisiert in Serienfertigung hergestellt. Er bestand aus vier Einzelteilen und war so präzise gefertigt, dass dieser von den Qin-Truppen als Ersatzteil mit ins Feld genommen und bei Bedarf leicht ausgetauscht werden konnte. Die Präzision der genau ineinander passend gegossenen beweglichen Teile betrug nur Bruchteile eines Millimeters. Es kann davon ausgegangen werden, dass diese Genauigkeit in der Waffenfertigung mit zum Erfolg Qins gegen die rivalisierenden Feudalstaaten beitrug.
Die Rückhaltevorrichtung für die Sehne war einfach und funktionell gestaltet. Mit Hilfe der Fertigung in Serie konnte die Militärführung schnell große Soldatenmengen ausrüsten. Die Durchschlagskraft dieser Armbrüste war nicht so hoch wie die der später von den Europäern verwendeten, jedoch kompensierte die ermöglichte Quantität diesen Nachteil. Frühe Formen finden sich in China, beispielsweise um einfache Wehrbauern bei drohender Invasion von Reitervölkern aus dem Nordwesten damit auszurüsten.
Die anfängliche Vermutung, schon von den Erbauern der Grabanlagen seien die Waffen mittels einer Chromsalzlösung gegen Verfall geschützt worden, erwies sich einer 2019 publizierten Studie zufolge als Irrtum; die Chromfunde auf den Waffen sind demnach Kontaminationen aus unmittelbar benachbarten Lackfarben. Der gute Erhaltungszustand sei wahrscheinlich dem moderat alkalischen pH-Wert und der sehr kleinen Partikelgröße der Erde geschuldet sowie der Zusammensetzung der Bronze.

### Foto-Galerie

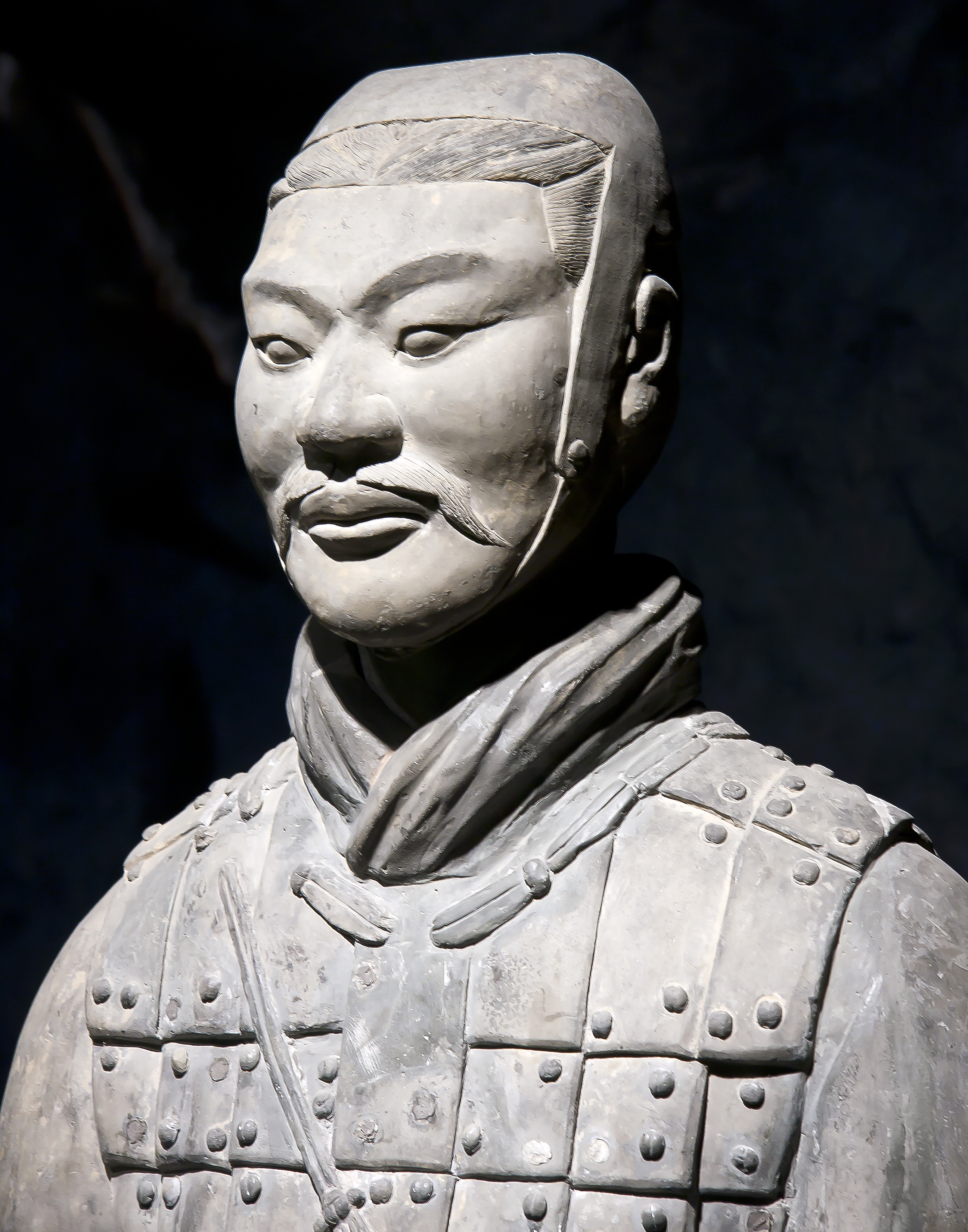
Gepanzerter Reitersoldat
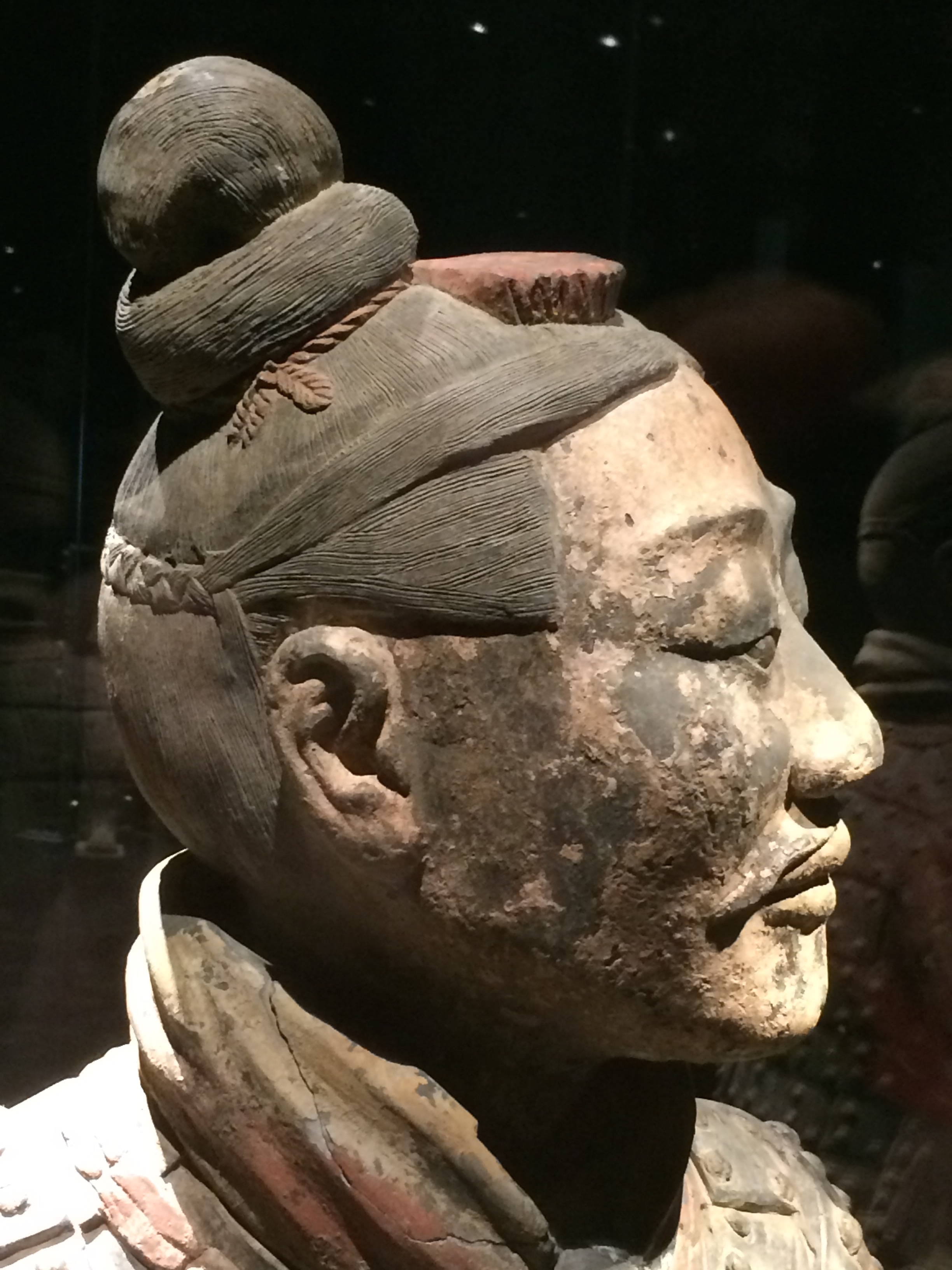
Gepanzerter Armbrustschütze im Seitenprofil
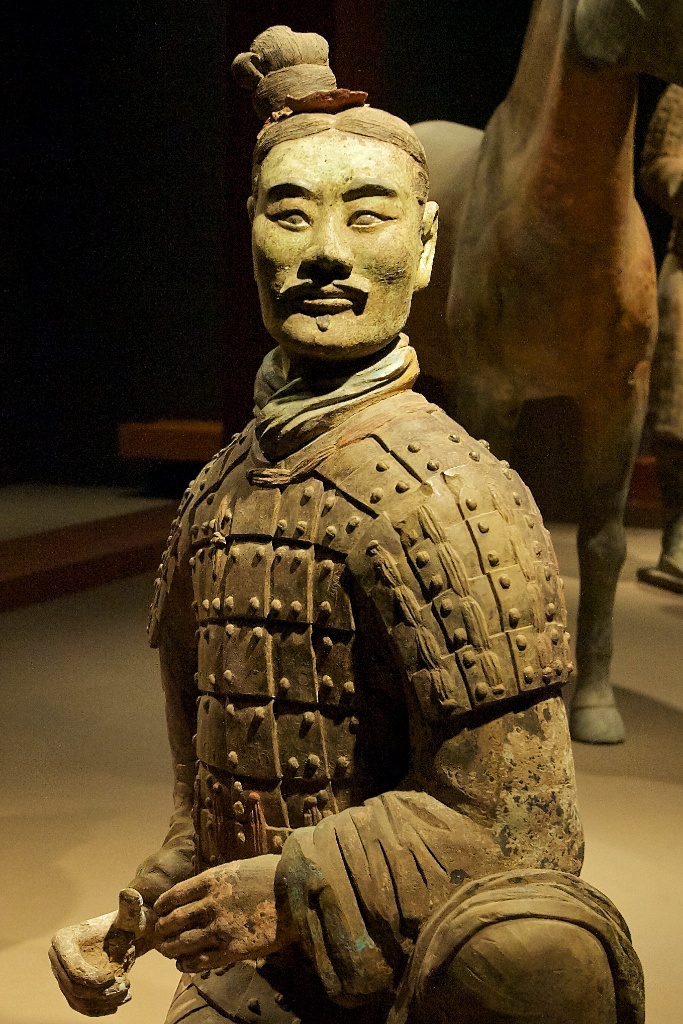
Gepanzerter Armbrustschütze mit ehemals grüner Gesichtsbemalung
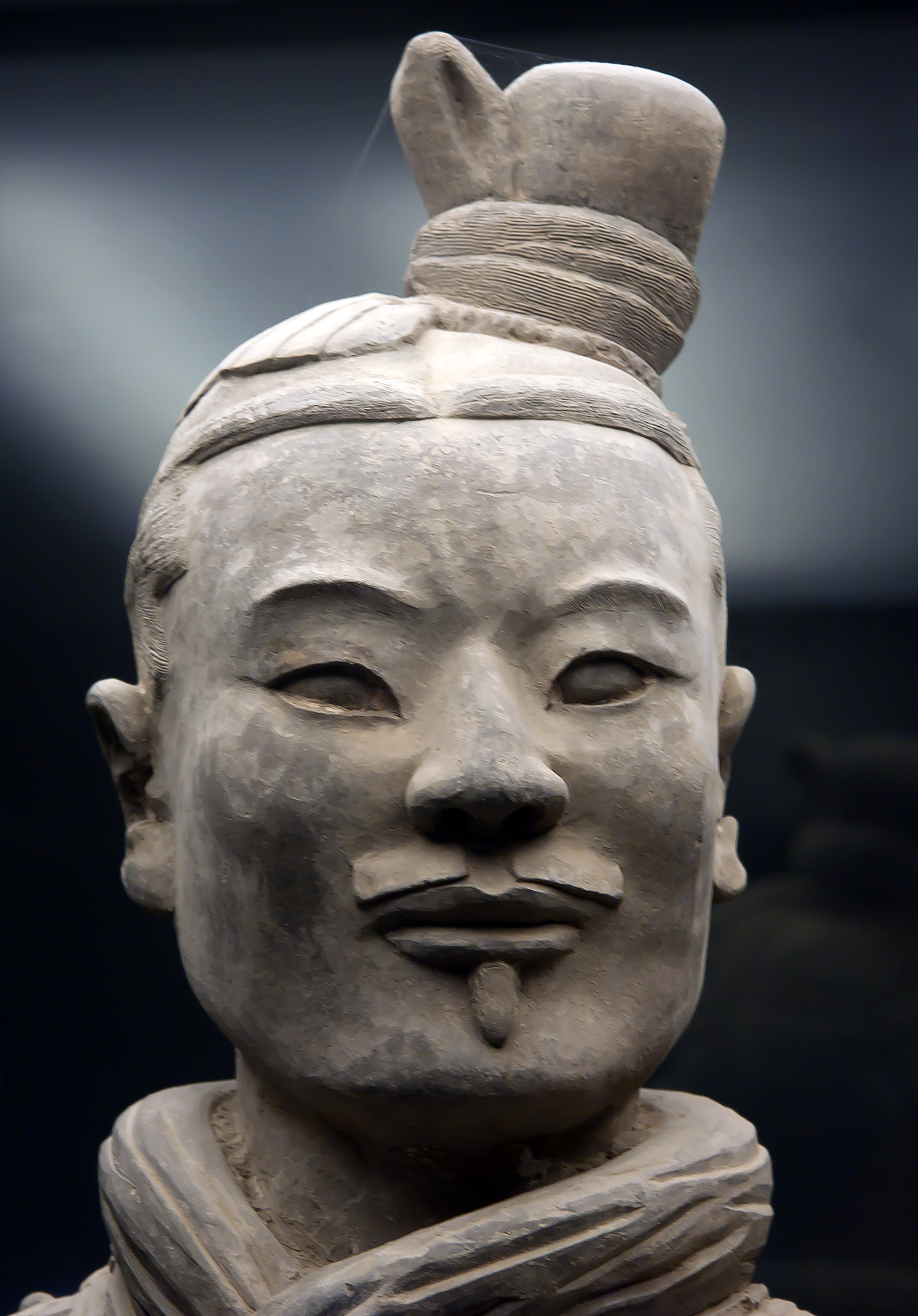
Ungepanzerter Bogenschütze
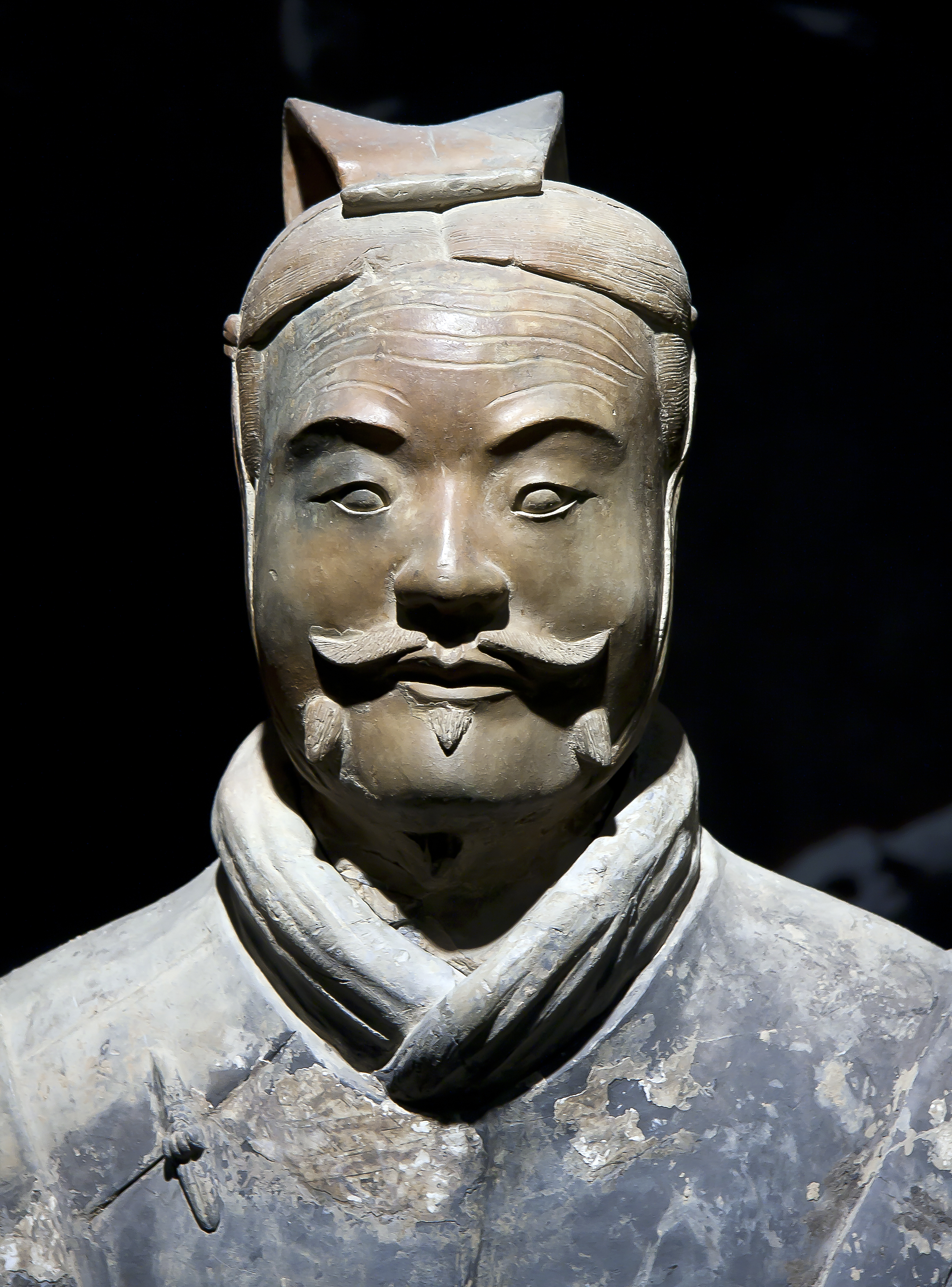
Offiziersfigur mittlerem Ranges
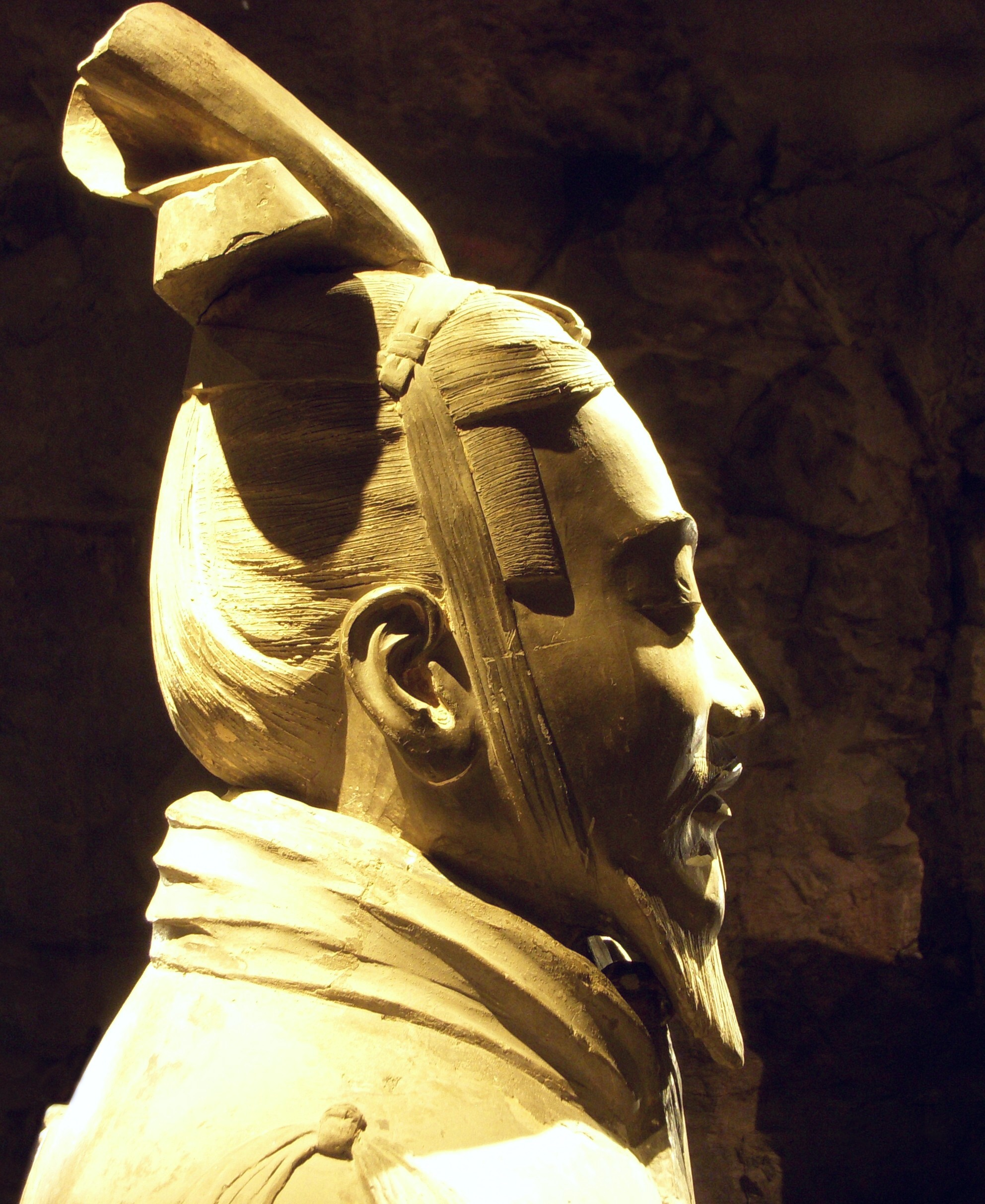
Offizier in Seitenansicht
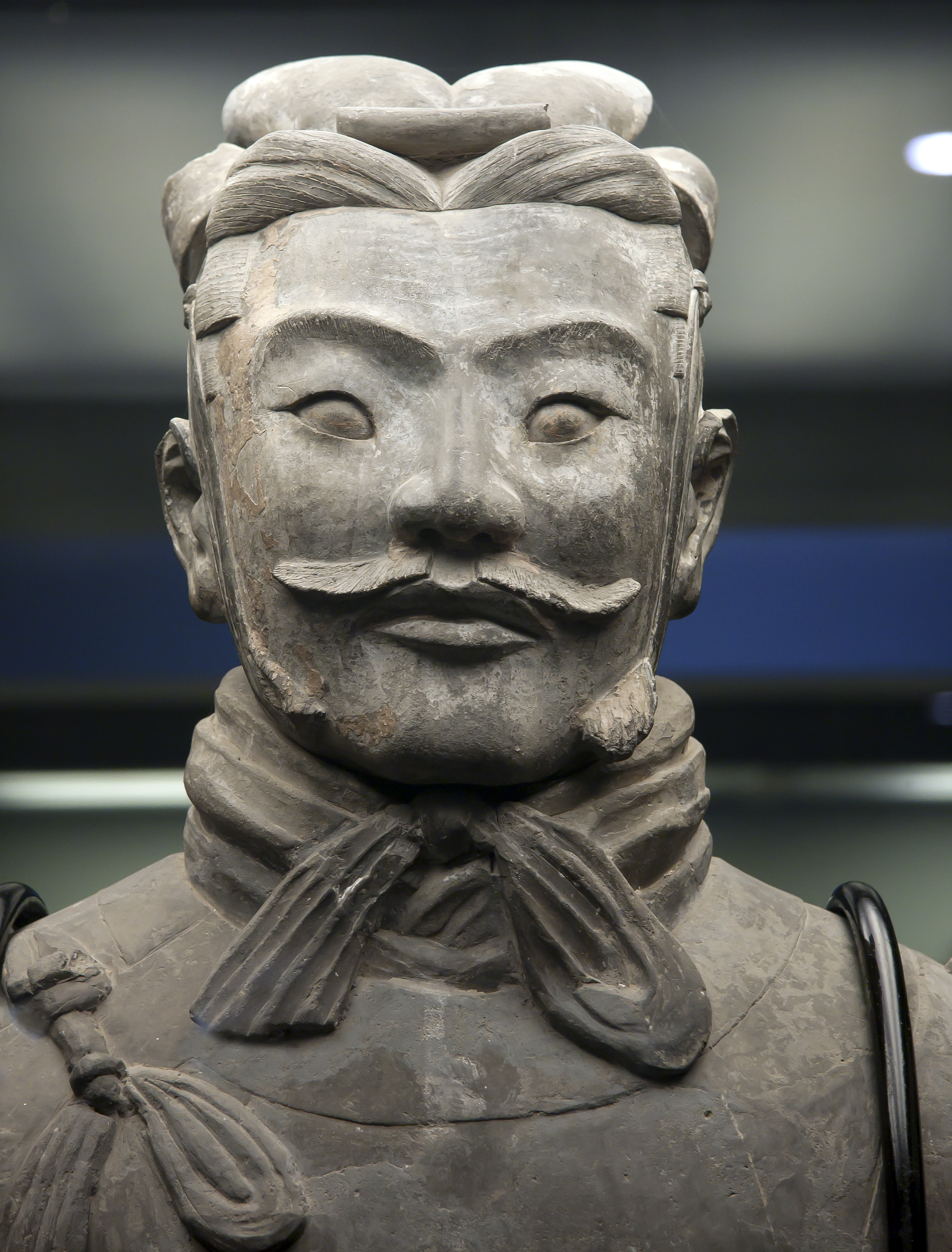
Hochrangige Offiziersfigur, General
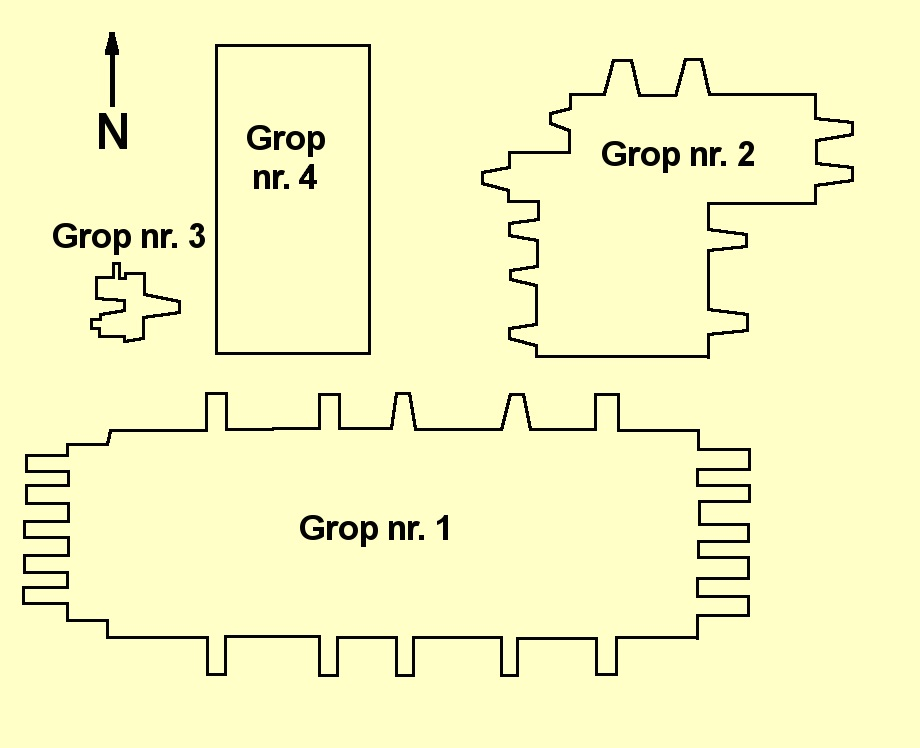
Die vier Gruben der Terrakotta-Soldaten

## Grube Nr. K 9801, mit Steinplattenhelmen und -rüstungen

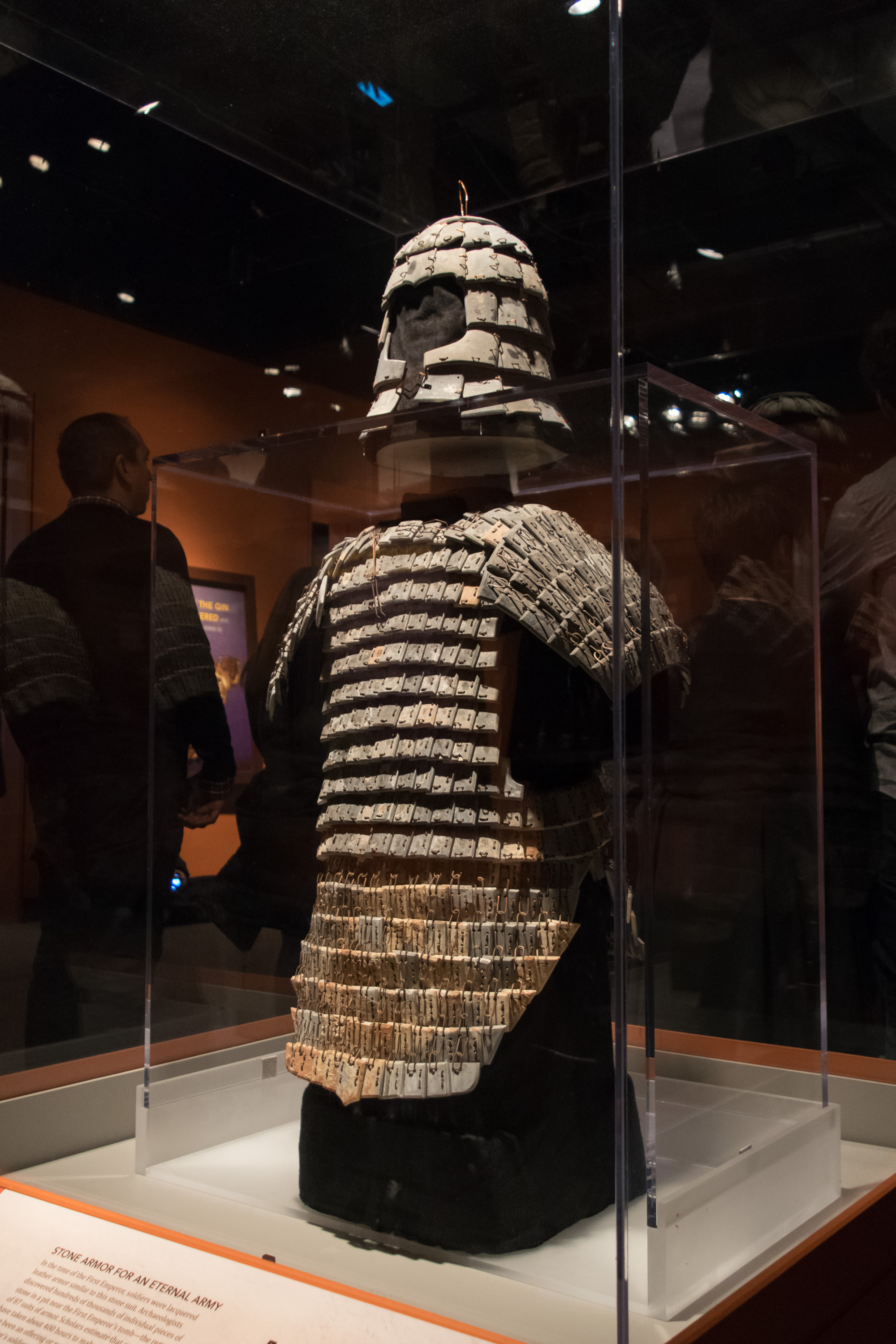
Ausgestellte Steinrüstungsteile. Der Brustpanzer hat allein ein Gesamtgewicht von etwa 18 kg. Die damals benötigte Arbeitszeit wird auf 400 Stunden geschätzt.

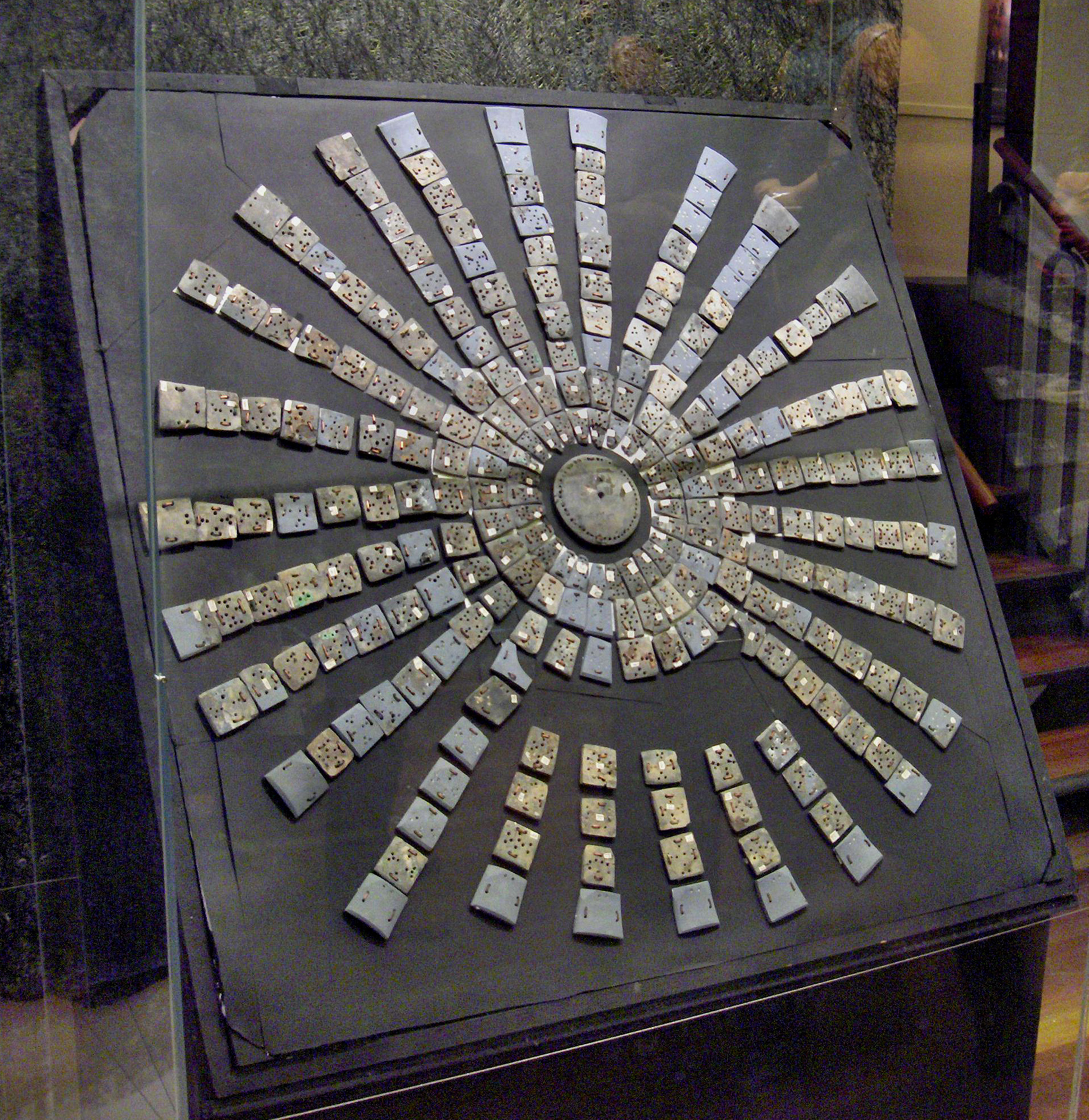
Ausgebreitete Steinplättchen eines der Helme: Gewicht etwa 3 kg. (Ausgestellt in Belgien)

In einem der Erdschächte (Kennzeichnungscode K9801) im ummauerten Mausoleumsbereich wurden 1998 die auseinandergefallenen Einzelteile von Steinplattenrüstungen entdeckt. Seitdem werden auf einer Fläche von 145 Quadratmetern Unmengen an Plättchen von Steinplättchenrüstungen und -helmen ausgegraben. Die Panzer für den Kriegerleib waren einst jeweils aus hunderten Steinstücken gefertigt worden, die mit Bronzedraht schuppenartig zu Schutzhemden verbunden waren. Erkenntnissen zufolge bestand eine Rüstung aus etwa 600 Einzelteilen. Bei einem Arbeitstag von acht Stunden – als einen der angenommenen Rechenfaktoren – gibt es Schätzungen der Fertigstellungsdauer für eine Rüstung von fast einem Jahr. Weiteren Schätzungen zufolge enthält der Grabschacht mehr als fünf Millionen Plättchen. Dies weist auf eine gigantische Aktivität und Vielzahl von benötigten Arbeitskräften und Waffenproduktionsstätten hin. Nach mehr als zehn Jahren Arbeit haben chinesische Archäologen einige der Steinrüstungen restauriert.
Für einfache Fußtruppenkrieger wäre der langwierige Fertigungsprozess zu aufwendig gewesen, daher kamen nur höhere Beamte und Offiziersränge als Träger in Frage oder Soldaten einer speziellen Schutztruppe des Kaisers. Die Kalksteinrüstungen waren nicht für den aktiven Offensivkampf geeignet – dafür waren diese zu schwer – es ist eine Schutzfunktion für passive Krieger denkbar. Außerdem scheinen die zu dieser Zeit verwendeten Lederrüstungen als Vorlage für die Steinernen gedient zu haben. Die Schuppenkonstruktion gestattete allgemein ein hohes Maß an Beweglichkeit. An den Körpergelenken ließ die Rüstung genug Bewegungsspielraum. Der Großteil der Rüstung ist von gleicher Art: Die Steinscheiben weisen verschiedene geometrischen Formen auf, mit nicht-überlappenden Kanten und sind teils künstlerisch verziert. Aber es gibt auch einige Panzer aus sehr dünnen Steinplättchen und in Fischschuppendesign. Es konnten auch Steinpanzer für Kriegspferde archäologisch belegt werden. Die Rüstungen waren ursprünglich an Holzständern angebracht und in den Gruben aufgestellt.
Aufgrund von Felduntersuchungen und weiteren Forschungen schlussfolgern die Mausoleumsarchäologen, dass der Steinabbau in nördlichen Bergregionen im Kreis Fuping (Provinz Shaanxi) stattfand. Tatsächlich erwähnt das Geschichtsbuch des Shi Ji, dass Steinmaterial aus den Bergen im Norden geholt wurde. Bei den Panzerplättchen handelt es sich vom Material her um einen braungrau bis dunkelgrau geschieferten Kalkstein (Plattenkalk). Charakteristisch ist die Schieferung, wodurch eine einfache Aufspaltung in verhältnismäßig dünne Plättchen (ab 3–5 mm) möglich ist. Die Spaltflächen zeichnen sich dunkel ab und gehen leicht ins Bräunliche. Es ist ein extrem dichter Kalkstein.
In einem Qin-zeitlichen Brunnen, in der Nähe der Grabanlage, wurden Utensilien, die zur Herstellung der Verknüpfungsdrähte der Kalksteinpanzer dienten, gemeinsam mit unfertigen oder zerbrochenen Panzerplättchen gefunden. Darunter befand sich ein Tonmodel, das die Arbeitstechnologie und Herstellungsmechanismen der Drähte erklärt. Die etwa 10 cm lange und 4 cm breite Gussform war der Länge nach perforiert. Die Löcher lagen eng beieinander und zeigten im Querschnitt genau Form und Größe der originalen Plattendrähte auf. Die Drähte wurden wohl alle mit geringem Zeitaufwand gegossen und nicht – wie in Europa damals üblich – getrieben. Tonformenguss ist eine technologische Vorentwicklung zum Kokillenguss, sowie des Schmelzformengusses („Verlorenes-Wachs-Methode“). Die ersten Funde gegossener Drähte stammen bereits aus der endenden neolithischen Periode Chinas.
Bei der Untersuchung eines Plattenbohrloches mit dem Rasterelektronenmikroskop, konnten entlang der Wandung feiner Bohrerabrieb festgestellt werden. Eine Materialanalyse wies Eisenabrieb nach. Es konnte angenommen werden, dass es sich bei dem benutzen Bohrer um einen geschmiedeten Eisenbohrer gehandelt haben muss. Allerdings sind lediglich anderswo einige Bohrerspitzen aus der Qin-Zeit gefunden worden. Als Bohrer kamen zunächst auch Bronzebohrer in Betracht – da in China zur Qin-Zeit die Verwendung von Bronze üblicher war als die Verwendung von Eisen – die Standzeit war jedoch zu gering gegenüber handgeschmiedeten Eisenbohrern. Es gibt aus der Zeit aber keine Darstellungen, Beschreibungen oder Funde von kompletten Bohrern. Es ist zudem wahrscheinlich, dass Rennspindeln oder ein Fiedelbohrer verwendet wurde. Die Unmengen an Bohrungen, mit welchen die Kalksteinplättchen versehen wurden, lassen darauf schließen, dass der Fertigungsvorgang rationalisiert werden musste. Vorausgegangene Tests belegten, dass eine Herstellung mittels simplen Handbohrer – nur eines einzigen Loches – bis zu 20 Minuten Zeit bedurfte. Mit Hilfe eines einfachen Fiedelbogens konnten 5 mm Steinplättchen – entsprechend etwa der Dicke der Panzer – in immerhin 2–3 min. gebohrt werden. Eine Hochrechnung allein zur Bohrzeit aller Panzerplättchen käme auf einen sehr hohen Zeitbetrag.
In den Steinplättchen wurden runde und verschieden polygonale Löcher entdeckt, dies deutet zudem auf die Verwendung spitzer und flacher Bohrerköpfe mit unterschiedlicher Schneidenanzahl in „Fiedeltechnik“ hin.
Schon die äußerst komplizierten Oberflächengestaltungen der anderenorts gefundenen Objekte aus der Zeit der Streitenden Reiche spricht für die Verwendung erster Eisenwerkzeuge. Die Einführung mechanischer Werkbänke fand schon in der Östlichen Zhou-Epoche (770 v. Chr. bis 256 v. Chr.) statt. Zum Einsatz kamen rotierende Schneideinstrumente, Bohrer und Schleifköpfe. Es wird davon ausgegangen, dass schon Kinder den verschiedenen Aufgaben gewachsen waren und für die langwierigen Arbeitsschritte mit eingesetzt wurden. Typisch ist auch eine Spezialisierung innerhalb der einzelnen Produktionswerkstätten. So wurden die Objekte – welche viel Mühe und Geschick abverlangten – nie von Einzelpersonen hergestellt, sondern durchliefen verschiedene Steinpanzerwerkstätten, in denen die unterschiedlichen Arbeitsschritte wie Sägen, Schleifen, Bohren und Polieren aufgeteilt waren. Bereits vorhandene Erkenntnisse über die traditionelle Jadeverarbeitung im chinesischen Altertum konnten hierbei von den Forschern übernommen werden, da die Prinzipien der verschiedenen Bearbeitungsschritte dieses faserigen und zähen Edelsteins ohne weiteres auch auf die anderer Gesteine – wie dem Kalkstein – angewendet werden konnte. Ab der Periode der Streitenden Reiche lässt sich in der Jadekunst der Einfluss damals bedeutender Krieger erkennen. Nun wurde der Stein auch als Schmuck für Personen und Waffen eingesetzt. Die darauf folgende Qin-Dynastie hat bezüglich dieser Jadekunst sich nicht nennenswert weiterentwickelt, entwickelte auch keinen eigenständigen Stil.
Die Grabungen zeigten, dass der Schacht möglicherweise ein Waffenarsenal für Qins unterirdische Truppe war. Der renommierte Archäologe und ehemaliger Direktor des Mausoleums Yuan Zhongyi mutmaßte 2002 anfangs, dass es sich bei den freigelegten Objekten wahrscheinlich nur um reine Modelle handele, die extra für das Grab geschaffen worden seien.

## Grube Nr. K 9901, „Artistengrube“

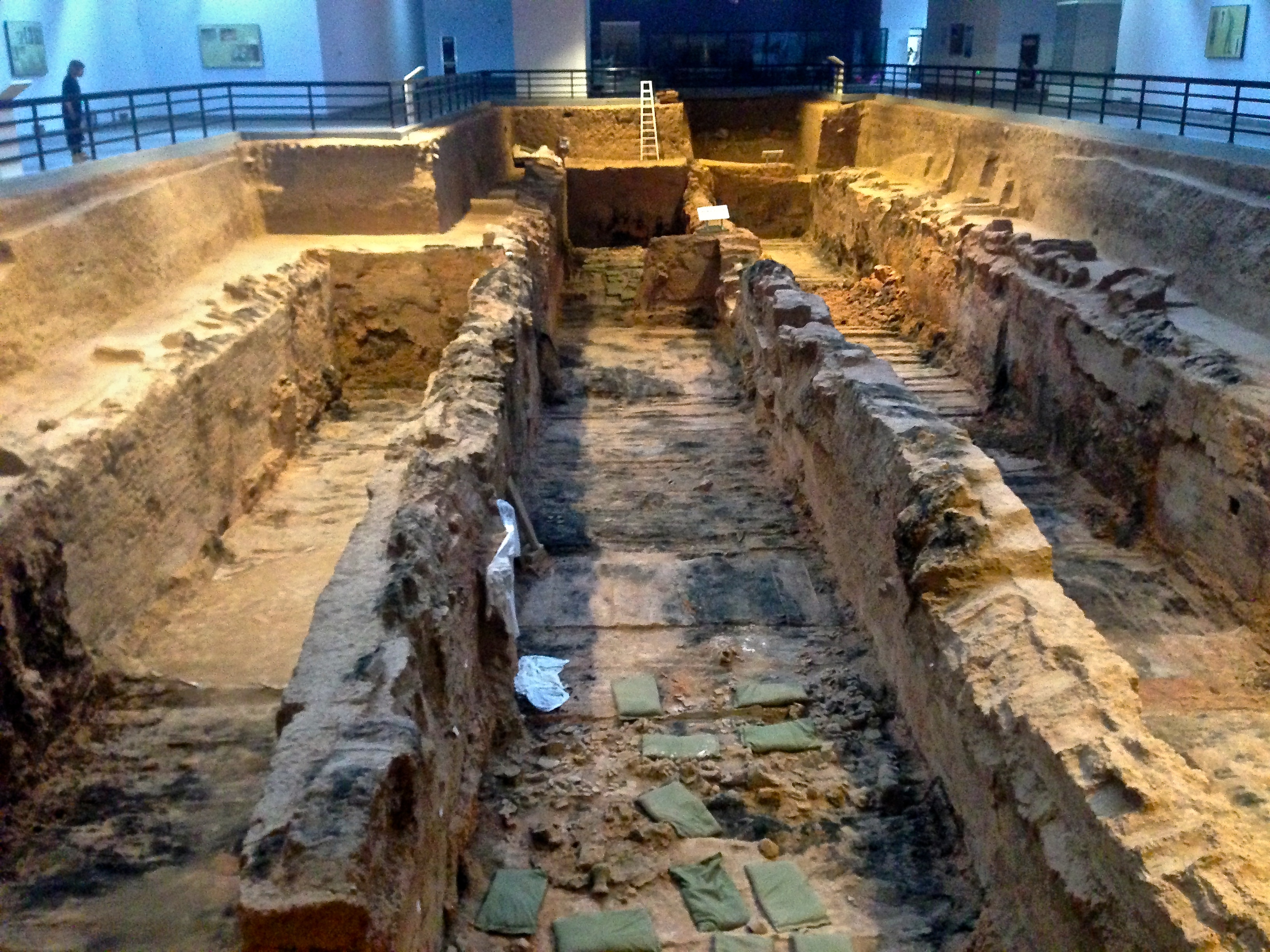
Die drei Gruben vom Museumsbau überdacht.

Leichter bekleidete Terrakotta-Plastiken brachte die Freilegung dieser Grube im ummauerten Mausuleumsbereich hervor, mit bunt gestalteten Lendenwickeln in kostbarer, mehrfarbig gemusterter imitierter Seide dargestellt. Im Unterschied zu anderen Figuren waren die Figurenkörper der „Artisten“ teilweise entblößt. Die elf Figuren standen aufrecht auf ihren Sockelplatten. Manche hielten einen Arm in die Höhe oder hoben die Ferse eines Fußes und vermittelten so den Eindruck von Bewegung. Andere hingegen hielten die Arme vor dem Bauch verschränkt, als ob sie auf ihren Einsatz warteten. Einige sind großgewachsen und stark, andere sind klein und schmal dargestellt. Alle Figuren wurden zerbrochen aufgefunden, es wurden zunächst sechs davon wiederhergestellt. Das Fertigungsverfahren für diese Figuren war grundsätzlich das gleiche wie das für die Terrakotta-Soldaten, somit war auch die Wiederherstellungsmethodik identisch. In der Grube wurden vier Hufeisen und ein Steinzaumzeug eines Pferdewagens gefunden. Zudem auch Waffen wie Speer- und Pfeilspitzen, und Rüstungspanzer. Es wurde auch ein 212 kg schwerer dekorierter Bronzekessel geborgen. Die Grube wurde von den Erbauern in drei Korridore aufgeteilt, die in Ost-West-Richtung ausgerichtet wurden.
Es wird vermutet, dass hier Akrobatikkünstler dargestellt sind. Über die Art der Vorführung, die den Kaiser wohl in der Nachwelt unterhalten sollte, lässt sich nach Fundlage aber nur spekulieren. Vielleicht spielten sie Musikinstrumente, turnten oder übten sich etwa in körperlichen Wettkämpfen.
Im Jahr 2006 wurden die Rockmuster der Artistenfiguren untersucht, die sich maltechnisch insofern von denen der Terrakotta-Soldaten unterscheiden, als sie einfarbig und plastisch ausgeführt wurden. Die verwendeten geometrischen Formen sind zwar teilweise ähnlich, beispielsweise die gebrochenen Rauten, gewinkelte Ornamente und achtzackige „Himmelskörper“-Darstellungen (meist als „Sonne“ interpretiert), teilweise aber auch andersartig, mit geschwungenen Formen oder rosettenartigen Applikationen. Ähnlichkeiten lassen sich vor allem zu archäologisch belegten Textilien aus Mawangdui bei Changsha nachweisen. Dort wurden Stoffe gefunden, die fast identische Muster aus gebrochenen Rauten in versetzt angeordneten Reihen aufweisen. Es handelt sich um Seidengazen und einen Damaststoff. Stoffdarstellungen mit rosettenartigen Dekorationen könnten Stickereien, Damaste oder auch samtartige Textilien darstellen. Vor allem die rosettenartigen Verzierungen, die an Streublüten erinnern, sind der Herkunft nach ungeklärt, da es noch keine belegten floralen Ornamente aus dieser Zeit Chinas gibt. Die Herkunft dieser Formen blieb unklar.
Während bei den Kriegerfiguren Knochenbau und Muskeln unter vielschichtigen Lagen der imitierten weiten Gewänder und dicken Rüstungsimitationen verborgen sind und sie ungelenk und steif wirken, obwohl dereinst eine lebensnahe Darstellung deutlich angestrebt wurde, und sieht ein Betrachter von den sehr realistisch geformten Händen oder Kopf- und Halspartien ab, bekommt dieser Betrachter der möglicherweise Tänzer- und Akrobatenfiguren, dagegen den Eindruck einer überwiegend realistischen Körperdarstellung. Die Figuren sind meist nur mit einem Lendenschurz bekleidet, was einen Blick auf die Körperanatomie erlaubt. Die Qin-Plastiker bemühten sich hier die Figurenkörper mit – in Natura vorhandenen – Knochen, Gelenken und den zugehörigen Muskeln abzustimmen. Der Oberkörper einer Figur beispielsweise, bei der vielleicht ein Tänzer dargestellt wurde, zeigt einen gut durchgebildeten Brust- und Bauchbereich, während die Beine anatomisch korrekt – mit darunter zu erahnenden Kniegelenken und Kniescheiben – abgestimmt modelliert wurden. Eine zweite mutmaßliche Tänzerfigur, ebenfalls mit einem erhobenen Arm und mit Beinen in Schrittstellung, zeigt Rippen unter der gespannten Haut des Brustkorbs. Noch deutlicher wird das präzise Körperverständnis der Qin-Handwerker bei einer Figur mit stämmigem und muskelbepacktem Körperbau, die möglicherweise einen Akrobaten oder Gewichtheber nachempfand. Seine Körperteile zeigten zahlreiche anatomische Details wie Bizeps und es wurden innenliegende Sehnen angedeutet. Dergleichen ist in China niemals zuvor dargestellt worden. Wird nun noch die naturgetreue Bemalung berücksichtigt, lässt sich vorstellen, dass für den damaligen, allgemein mit realistischer Skulptur unvertrauten Chinesen, die Figuren wie wirkliche Menschen ausgesehen hätten.
Die Schulterachsen der Tänzer, die trotz eines erhobenen Armes waagerecht bleiben, und die steifen und unmodellierten Knie des Gewichthebers belegen, dass hier aber nicht so etwas wie ein den Chinesen wohl unbekanntes „griechisches“ Verständnis des menschlichen Körpers in der Kunst erreicht wurde. Die Tatsache, dass es damals in China keine Tradition der Großplastik gab, die zu diesen lebensnahen Darstellungen von Menschen hätte führen können, dass es sich hier also um erste Versuche des naturgetreuen Umgangs mit dem Motiv des menschlichen Körpers in der plastischen Darstellung handelte, überrascht. Im antiken Griechenland, wo die lebensnahen Darstellungen des menschlichen Körpers schon im Zentrum des Interesses seit Generationen von Bildhauern standen, benötigte die Kunst der Gestaltung glaubwürdiger Körperplastiken zweihundert Jahre intensiven Entwicklungsvorlaufs. Die Entdeckung der menschlichen Anatomie war zudem ein intellektueller Prozess, der nur langsam stattfand und über viele Einzelschritte von der archaischen zur klassischen griechischen Skulptur führte.
In China wurden bis zum ausgehenden 3. Jahrhundert v. Chr. keine besonderen Anstrengungen unternommen, anatomisch korrekte menschliche Körper darzustellen. Die Neuerung kam abrupt. Nach der Regierungszeit des ersten Kaisers wurde die Verwirklichung lebensnaher oder realistischer Skulpturen nicht weiter verfolgt. Im chinesischen Alltag der einfachen Bevölkerung existierten diese ohnehin nicht. Für einige Generationen wurden noch großformatige Plastiken, für die Gräber der Han-Dynastie in gewisser örtliche Nähe zum Grabkomplex Qin Shihuangdis, gefertigt. In Nebengruben der Kaisergräber der frühen West-Han-Zeit (206 v. Chr. bis 9 n. Chr.) fanden sich 50–80 cm große nackte Figuren, die summarisch geformte, kaum durchgebildete menschliche Körper darstellten und ursprünglich Bekleidung aus Stoff trugen. Später modellierten die Handwerker allgemein nur noch kleine nicht vergleichbare Statuetten und für Jahrhunderte wurde kein neuer Versuch unternommen, den anatomisch korrekten Aufbau eines Menschen in einer Skulptur erkennen zu lassen.
Die ersten Testgrabungen, innerhalb des einst mit Mauern umfassten Teils des Mausoleums, fanden 1999 statt. Oktober 2011 wurde K9901 der Öffentlichkeit zugänglich gemacht.

## Grube Nr. K 0007, „Grube der bronzenen Wasservögel“

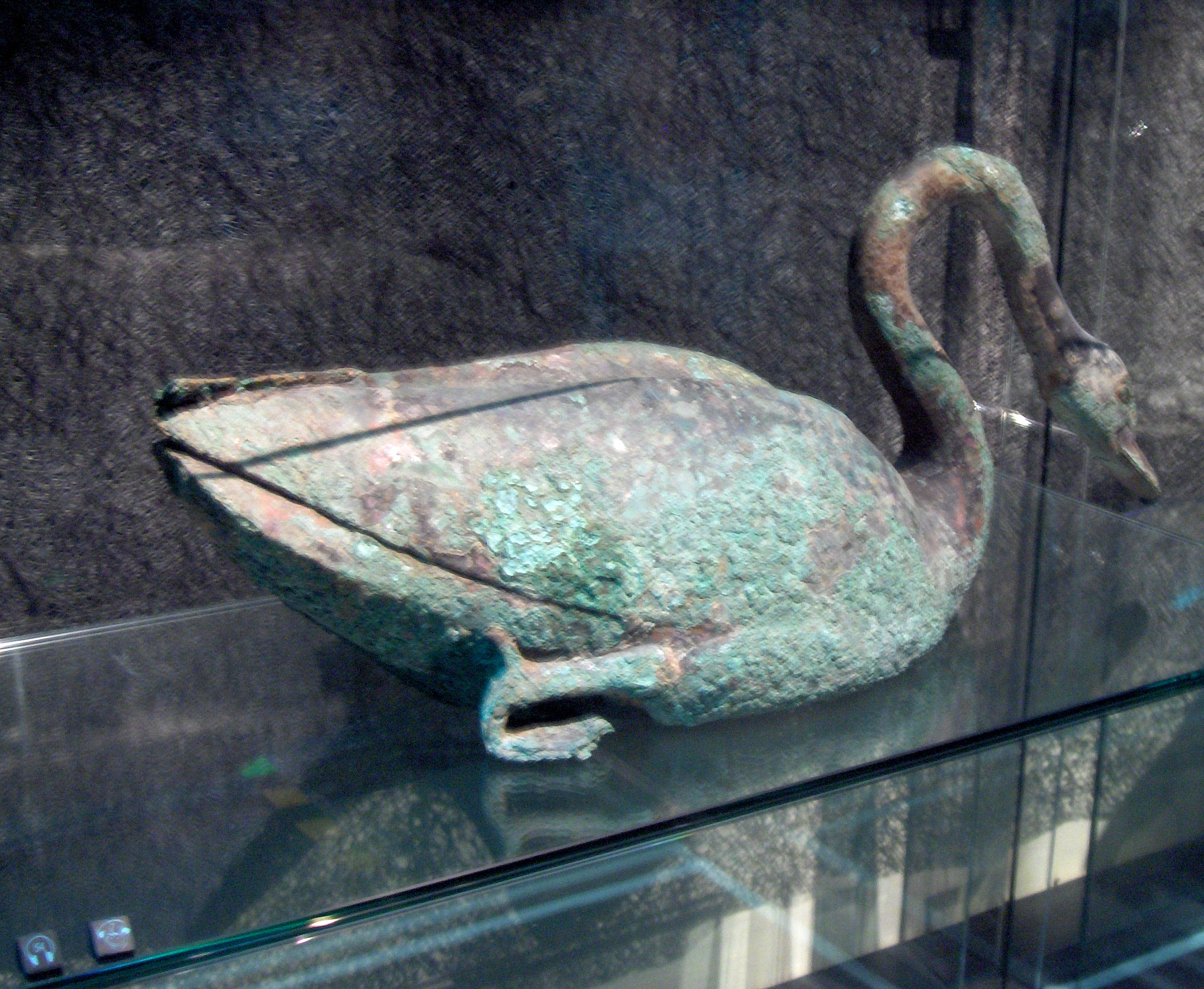
Schwanfigur aus Bronze

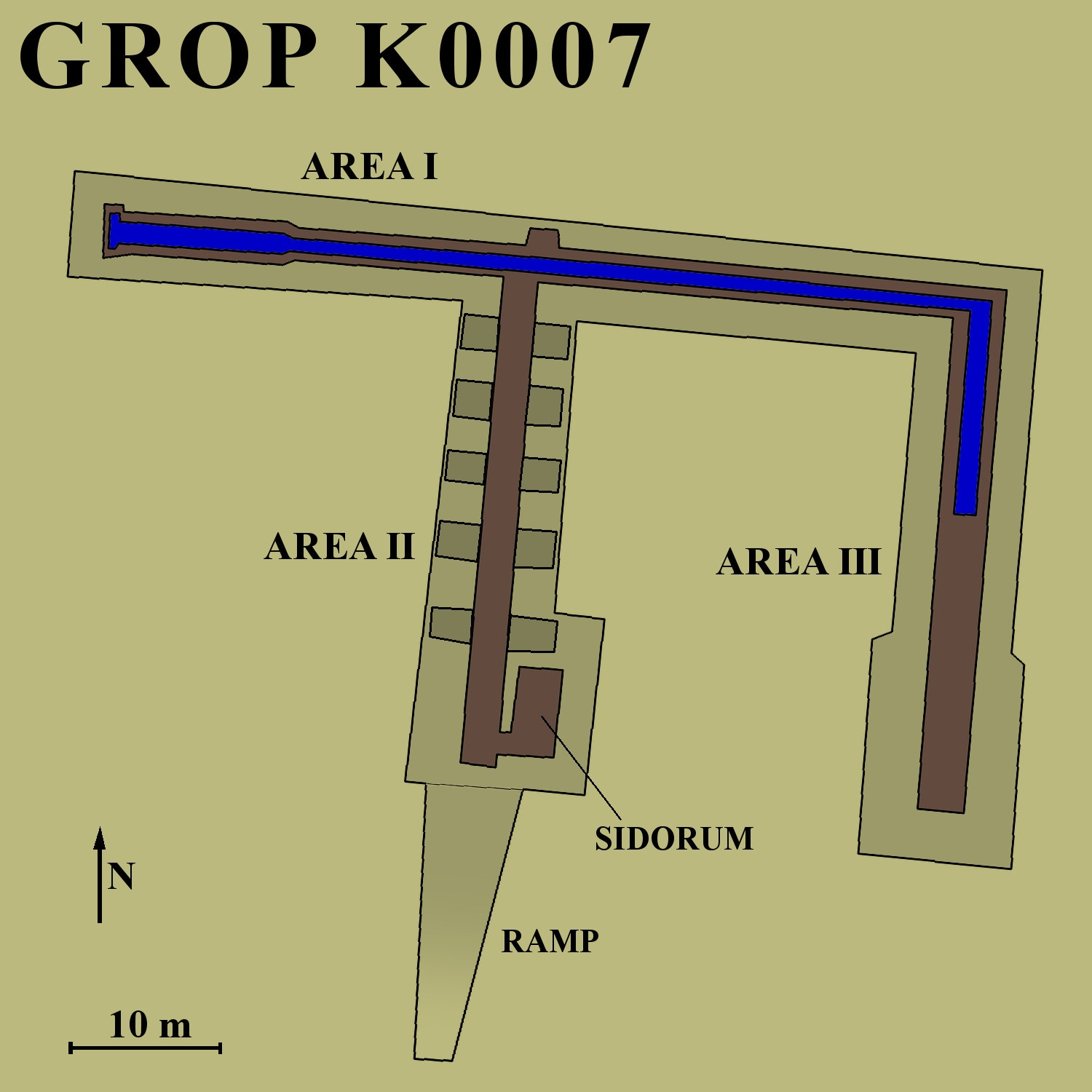
Plan der „Grube der bronzenen Wasservögel“

Die Grabgrube wurde etwa 900 Meter nordöstlich der Ost-Ecke der äußeren Mausoleumsmauer angelegt. Eine zweite Tiergrube mit Vogelbestattungen wurde bereits 1996 etwa 500 Meter entfernt gefunden. Beide Gruben befanden sich in der Nähe alter Fischteiche und verknüpften sich in gewisser Weise mit ihrer Umwelt.
Seit 2001 wurde die Grube ausgegraben, in der eine parkähnliche Bachlandschaft nachgeahmt war, um die bronzene Kraniche, Gänse und Schwäne gruppiert waren. Die stollenartige Anlage misst knapp 1000 Quadratmeter. Wände und Decke waren einst mit Holzbrettern verschalt, der Tunnelboden wurde von einem verzweigten Bachlauf von etwa 60 Metern Länge und 1,4 Metern Breite durchzogen. In der Grube wurden bis 2002 insgesamt 47 Wasservogelplastiken gefunden. Technisch faszinierend und einzigartig wurden die Vögel mit einem lebensecht wirkendem Gefieder dargestellt. Die verschieden gestalteten Federarten, wie Flaum, Daunen und Schwungfedern, und ihre Anordnung auf den Plastiken belegen, dass die Handwerkerkünstler der Qin-Zeit lebende Vögel sehr genau studiert hatten, bevor sie diese Figuren herstellten. Die lebensgroßen Skulpturen wurden als Bronze-Hohlgüsse ausgeführt und jeweils vollständig mit einer mehrschichtigen Farbfassung versehen. Die Funde stellen das bisher älteste erhaltene Zeugnis lebensgroßer, bronzener Hohlgussplastik in China dar. Ein großer Kranich hielt einen kleinen Fisch im Schnabel, als wenn er ihn gerade erst gefangen hätte. Keines der Tiere hatte dieselbe Kopfhaltung, jedes wurde in natürlicher Bewegung festgehalten: Sie reckten den Hals in die Luft oder beugten ihn zum Wasser, sie gründelten, und mit den geöffneten Schnäbeln schienen sie zu schnattern. Die Vögel haben ursprünglich auf Sockeln gestanden. Die Schwäne sind etwa 0,90 Meter lang, die Kraniche und Wildgänse sind etwa 1,3 und 0,5 Meter lang.
Alle Vögel wurden, verursacht durch eine frühzeitige Teilzerstörung der Mausoleumsgrube, durch Feuer und Vandalismus, durch einen späteren Deckeneinsturz und einen Grundwassereinbruch zum Teil stark beschädigt. Im Rahmen der vom Bundesministerium für Bildung und Forschung geförderten deutsch-chinesischen Zusammenarbeit auf dem Gebiet des Kulturgüterschutzes wurden in den Jahren 2003 bis 2005 einige Plastiken restauriert. Die Bearbeitung der Objekte erfolgte in den Restaurierungswerkstätten des Archäologischen Instituts der Provinz Shaanxi in Xi’an. Durchgeführt wurden die Maßnahmen von Restauratoren des Römisch-Germanischen-Zentralmuseums gemeinsam mit chinesischen Kollegen des dortigen Instituts. Die Restaurierung gestaltete sich aufgrund des Fundzustandes der Figuren sehr aufwendig. Die stark korrodierten Bronzevögel zeigten dicke Korrosionsauflagen in Verbindung mit Resten der Farbfassung. Die mehrjährigen Arbeiten wurden von intensiven Analysen der einstigen Herstellungstechnik der Plastiken begleitet. Im Bezug auf die damalige Gusstechnik zeigten diese im Detail zwar kein homogenes Bild, verwiesen aber eindeutig auf einen Guss im Wachsausschmelzverfahren. Des Weiteren wurden das verwendete Bindemittel der Farbfassung sowie die Pigmente an den Resten dieser analysiert und Versuche zur damaligen Farbauftragstechnik durchgeführt. Auch die Oberfläche der Farbfassung hatte in ihrer Struktur ursprünglich dem Federkleid der realen Wasservögel, die als Vorbild dienten, entsprochen. Es waren beispielsweise auch Daunenfedern im Brustbereich und auf den Flügeln das Großgefieder nachgebildet worden. Der lebensechte Eindruck wurde durch eine farbenprächtige Gestaltung der Fassung verstärkt, die sich allerdings nur kleinflächig erhalten hat. Es lässt sich eindeutig sagen, dass alle Kraniche in der Farbgebung weiß, alle Gänse schwarz und die Schwäne in beiden Farbvarianten gestaltet wurden; zudem konnten im Kopfbereich winzige rote Farbspuren entdeckt werden.
Auch Musiker aus Terrakotta kamen hier zum Vorschein, sie befanden sich einst in holzverschalten Nischen in den Seitenwänden der Grube. Ihre Kleidung wurde mit knielangen Gewändern und Hosen dargestellt. Auf den Köpfen der Plastiken verdeckten einfache imitierte Mützen ihre anmodellierten Haarscheitel und -knoten an den Hinterköpfen. Sieben Figuren wurden kniend dargestellt, einer ihrer Arme wurden bis auf Kopfhöhe bei der Modellierung nach oben angewinkelt, während der andere nach unten hängend und leicht nach vorne reichend gefertigt wurde. Acht Figuren saßen mit ausgestreckten Beinen auf dem Boden. Die Handflächen wurden an ihren nach vorne gerichteten Armen bei der Herstellung einmal nach unten und einmal nach oben weisen lassen. Besonders dieser Körperausdruck legte den Schluss nahe, dass sie Zitherspieler darstellen sollten. In der Nähe entdeckte Überreste von größtenteils zerfallenen hölzernen Musikinstrumenten identifizierten die Figuren zudem schon allgemein recht eindeutig als Musikanten. Einer der gefundenen Hinweise ist ein kleines Plektrum. Die insgesamt 15 Terrakottafiguren wurden in langen Roben dargestellt, welche Falten von links nach rechts aufweisen, mit einem lederartigen Gürtel geschnürt. Am Gürtel befestigt ist jeweils rechtsseitig eine rechteckige kleine Tasche, herabhängend dargestellt. Die Figuren weisen imitierte Schuhsocken auf und sind ohne Schuhe. Alle sind Schnurbartträger. Eine der Figuren ist nur 86 cm hoch und hat 38 cm Schulterbreite. In einem figurnahen Bereich wurden mehr als 260 kleine Objekte gefunden. Darunter ein Silberstück, welches wie ein Fingernagel gestaltet war, zudem über Zweihundert wie Ahlen geformte Bronzeobjekte und neun verschieden geformte Stücke aus Knochenmaterial.
Im Wasserlauf des Baches sollten selbst die Wellen zu sehen sein; die Archäologen fanden aus Lehm geformte Wasserwogen. Die Grabgrube unterscheidet sich in vielen Bereichen von den anderen Gruben, insbesondere durch die Bachlaufdarstellung, die Ausstellungsplattformen für die Bronzewasservögel, die Doppeldächer aus Matten mit Fischgrätmustern, die Wandpaneele mit Nut-Feder-Verbindungen und die Wandnischen. Allen Objekten wurde ein besonderer Platz geschaffen. Die Archäologen erkennen darin eine künstlerische Notwendigkeit bei der Grabgrubengestaltung.

## Grube Nr. K 0006, „Beamtengrube“

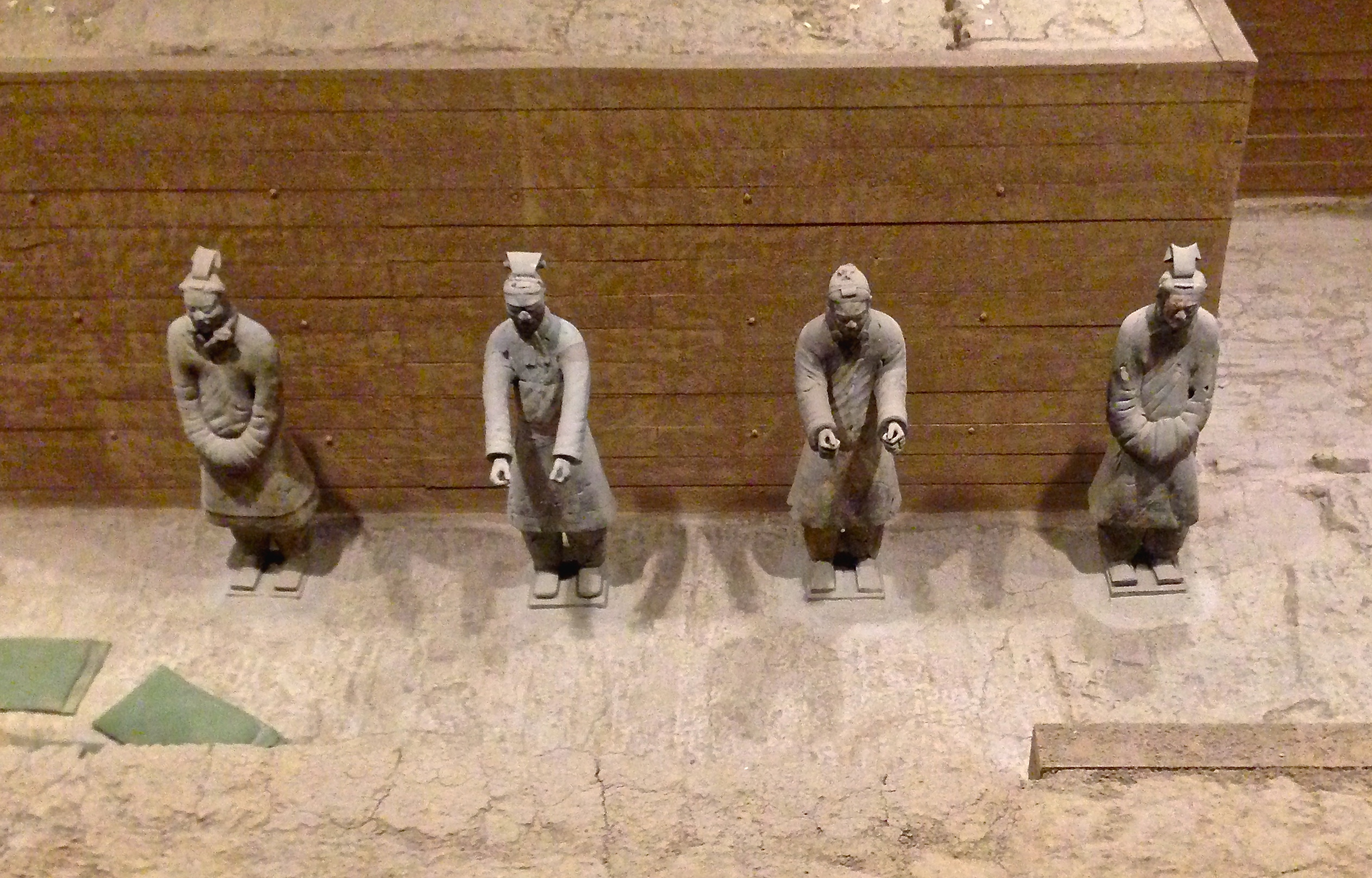
Wiederhergestellte Terrakotta-Figuren von „Beamten“ und Wagenlenkern in der Grube K 0006

An der südwestlichen Ecke der Innenmauern des Grabkomplexes wurde im Jahr 2000 eine Grube mit Terrakottafiguren gefunden, die als vier Zivilbeamte und vier Wagenlenker interpretiert werden. Die Bemalung der Gesichter war noch gut erhalten, es fanden sich keine militärischen Waffen. Alle „Beamte“ standen wohl einst mit gefalteten Händen, versteckt in ihren Kleidungsärmeln, da. Diese Figuren wurden jeweils mit einem Messer in Verbindung mit einem Wetzstahl – an einem Band des Gürtels hängend – dargestellt. Diese Korrekturwerkzeuge dienten dazu, den Text auf Schreibstreifen aus Holz oder Bambus abschaben zu können, von jenem Material, auf dem während der Qin-Dynastie geschrieben wurde. Diese Tragweise entwickelte sich zur Qin-Zeit zu einer regelrechten Mode unter den Schreibern. Die – vermutlich – Beamtenfiguren könnten ihre Vorlage auf einem mittleren Niveau der Gerichte der Qin-Zeit gehabt haben, wie manche Archäologen annehmen. Einige gehen davon aus, dass die Grube eine unterirdische Stallung für den Kaiser darstellen sollte und dass die Objekte als Vorbereitung für eine künftige Reise des Kaisers dienen sollten.
Die Grube ist fünf Meter tief, erstreckt sich in Ost-West-Richtung und enthält eine vordere und eine hintere Kammer. Die Wände sind 2,7 Meter hoch, aus verdichteter Erde gebaut. Der Boden und die Decke wurden beim Bau aus Holz gefertigt. Spuren von einem Pferdewagen aus Holz wurden im westlichen Teil der Grube gefunden. In der hinteren Kammer wurden zunächst neun Skelette von erwachsenen Pferden ausgegraben. Es wurde aufgrund der Fundlage geschätzt, dass insgesamt 20 Pferde in der Grube begraben liegen.
Im Oktober 2011 wurde K 0006 der Öffentlichkeit zugänglich gemacht.

## Die bronzenen Prachtgespanne

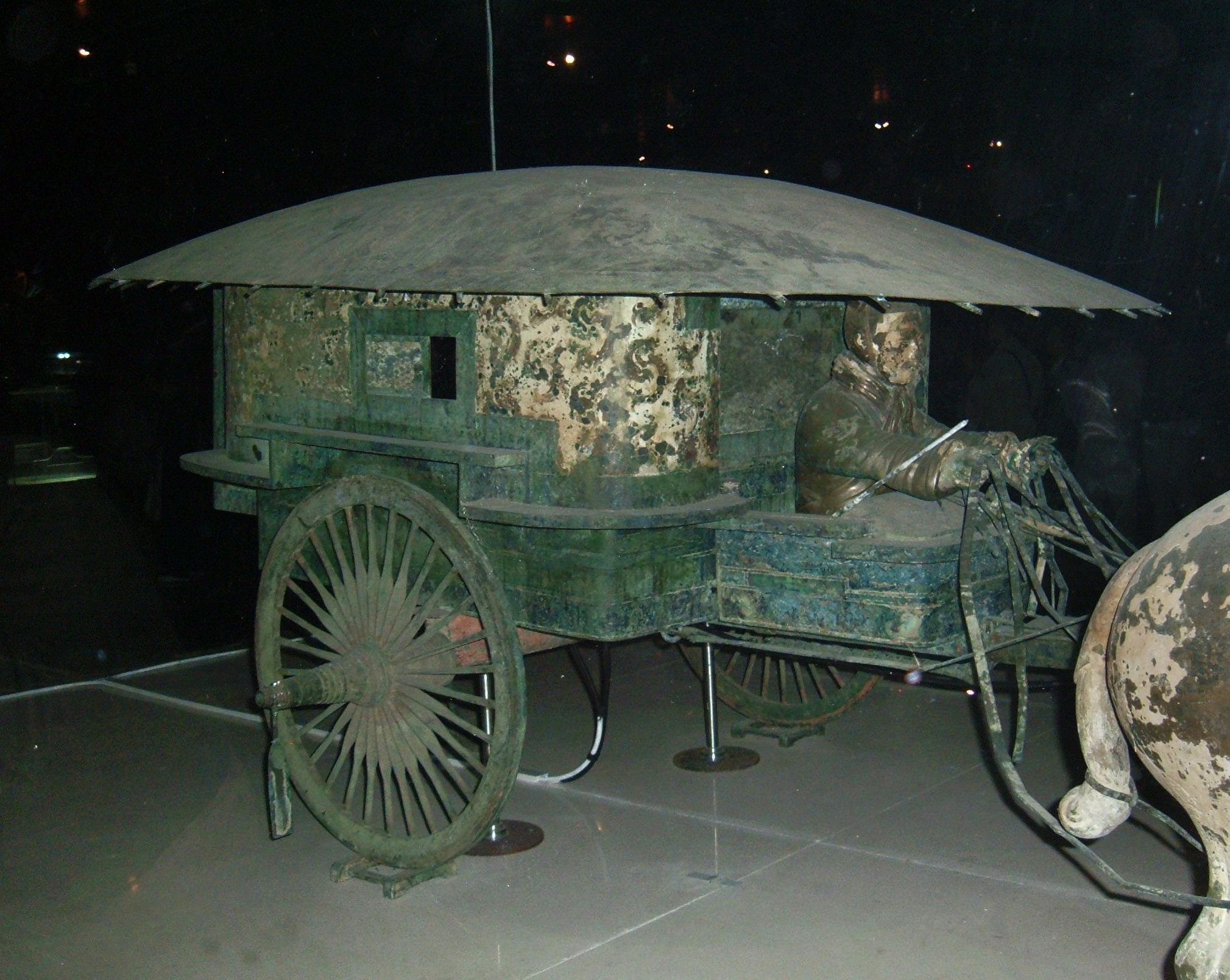
Der sogenannte Bequeme Wagen mit dem Wagenlenker aus Bronze

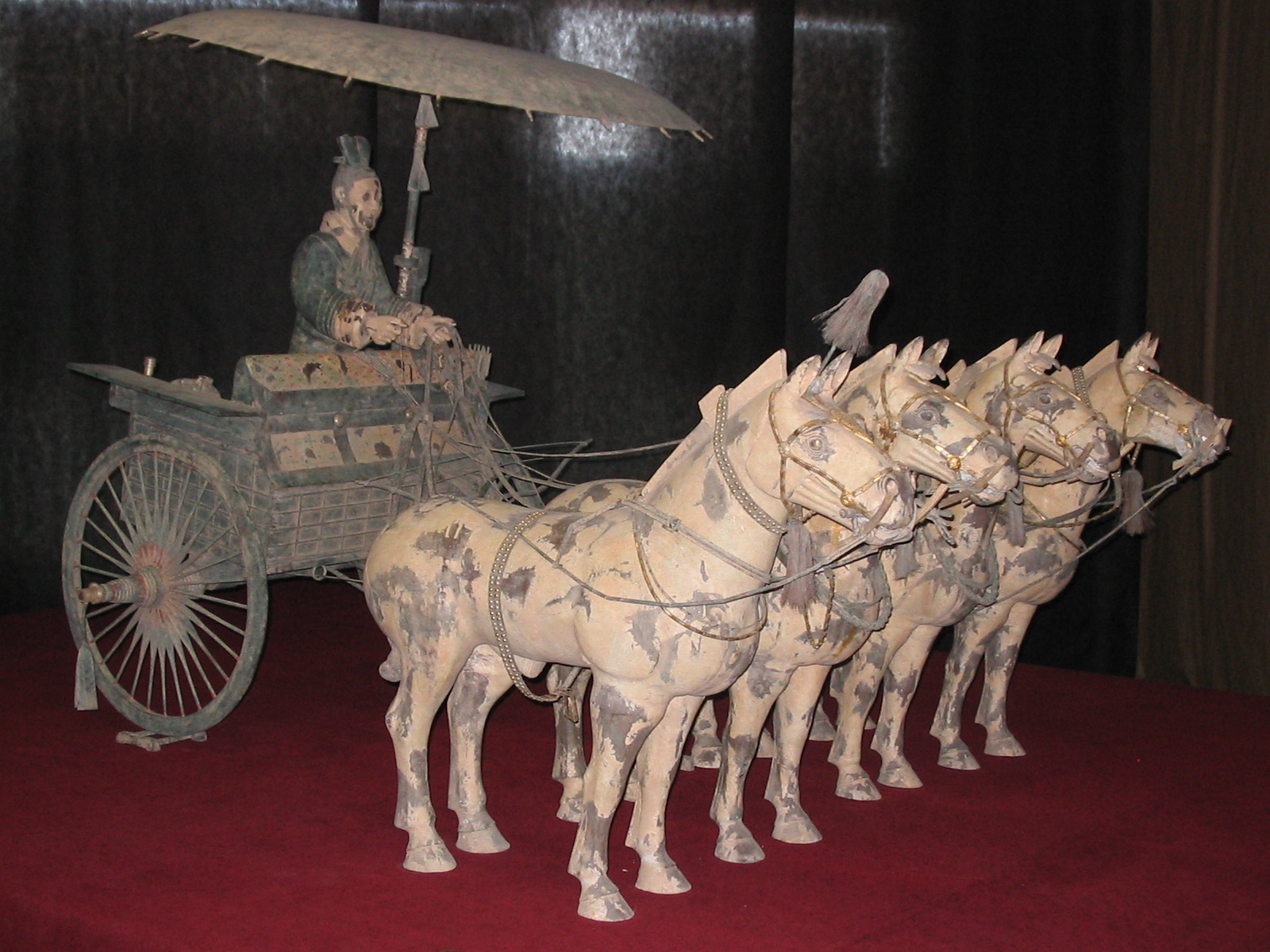
Bronze-Quadriga (Nachbildung), der sogenannte Hohe Wagen

Im Jahre 1978 entdeckten Ausgräber 20 Meter westlich vom Grabhügel des Kaisers eine große Grube mit Gespannen als Grabbeigaben. Bei der späteren Probeausgrabung auf einer kleinen Fläche kamen zwei Bronze-Gespanne aus dieser 7,8 Meter tiefen Grube zutage. Zudem große Mengen von Heu, die einst für die Zugpferde bereitgelegt wurden. Sie sind die frühesten, größten und technisch fortgeschrittensten Pferdegespanne, die in China bekannt sind.
Die Bronzegespanne standen eigentlich in einem hölzernen Schrein. Da das Holz mit der Zeit morsch geworden war und die Grube daraufhin einstürzte, waren die zwei Gespanne stark in Mitleidenschaft gezogen worden. Nach einer zeitaufwändigen Restaurierung ist das zweite Gespann seit dem 1. Oktober 1983 in seiner ursprünglichen Gestalt für die Öffentlichkeit zu besichtigen. Das andere Gespann konnten Besucher erst acht Jahre später besichtigen, da es zu stark beschädigt wurde. Beide Gespanne sind in etwa halber Realgröße äußerst aufwändig hergestellt worden. Sie sind mit zahlreichen Silber- und Goldelementen verziert, so sind am zweiten Gespann 1.720 Verzierungen, die aus über drei Kilogramm Gold und vier Kilogramm Silber gefertigt sind, befestigt worden.
Untersuchungen ergaben, dass die Herstellung Arbeitsverfahren wie Gießen, Schnitzen, Löten, Nieten, Einlegen, Feilen und Schleifen erforderte. Starre Verbindungen erfolgten unter anderem durch Schweißen, Einfassen – mittels Muffen und Einlegen. An den Wagen wurden bewegliche Anschlusstechniken wie Druckknopfanschluss und Gelenkanschluss angewandt. Bei jedem Verfahren wurde ein hoher Grad an Kunstfertigkeit erreicht. Der Zaum ist zum Beispiel aus abwechselnd silbernen und goldenen Röhrchen durch Löten zusammengesetzt, am Zaum jedoch ist kaum eine Lötnaht zu erkennen. Die Zügel, bei denen die Gelenkanschlusstechnik angewandt wurde, sind noch heute beweglich. Die meisten Bauteile wurden im Gussverfahren hergestellt, das am deutlichsten den damaligen technischen Stand aufzeigt. Bei dem Schirm, der als Wagendeckel dient, sind die dünnsten Partien nur 2, die dicksten 4 Millimeter stark. Die Zusammensetzung der Legierung ist fast dem heutigen Standard entsprechend. Durch Regulation des Gehaltes von Kupfer, Zinn und Blei wurden Bronzebauteile mit verschiedenen Härten erreicht.
So wie die Terrakottafiguren des Mausoleums sind auch die zwei Bronzegespanne wirklichkeitsgetreu bis ins Detail dargestellt. Die Pferde und Wagenlenker sehen lebendig aus, da ihre Körperproportionen anatomisch abgestimmt wurden und alle Details der Anatomie entsprechen. Gesicht, kurzer Bart, Wimpern, Handlinien, Haare und Nägel der Gespannführer werden lebensecht wiedergegeben. Die Wagenlenker der Bronzequadrigen wurden mit bunt verzierte Borten an den Ärmeln ihrer doppelten Jacken dargestellt. Die Jacken wurden in grün gehalten, die Borten wurden mit geometrischen Muster aus feinen schwarzen und roten Linien auf weißem Grund ausgeführt. Bei den Wagenlenkerfiguren ist ein Offiziersrang ablesbar. Im Gegensatz zu dieser Arbeitsweise ist die Bemalung am Wagenkasten nicht naturgetreu gestaltet. Auf der weißen Grundfarbe an der Außen- und Innenseite sind Tiger-, Drachen- und Phönixmuster sehr bunt aufgemalt. Am Rand ist der Kasten mit bunten, stilisierten Ornamenten verziert. Jedes der Zugpferde war mit einer Quaste aus feinen Bronzefäden geschmückt, deren Durchmesser jeweils weniger als 1 mm betrug. Die Frage, ob diese gegossen, kalt gezogen oder warm gewalzt wurden, blieb bisher unbeantwortet.
Die beiden Gespanne standen ursprünglich hintereinander in einer der Gruben und sind auch auf diese Weise im Mausoleumsmuseum ausgestellt. Es sind Eindeichselgespanne mit vier Pferden und einem lenkenden Offizier. Jedes Gespann wiegt über 1,2 Tonnen und besteht aus mehr als 3.000 Einzelteilen.
Das vordere Gespann ist der sogenannte Hohe Wagen, da seine Insassen aufrecht stehen mussten. Anders als bei einem normalen Streitwagen dient ein kunstvoll verzierter Schirm diesem Wagen als Dach. Im Wagenkasten sind Kriegsutensilien zu sehen: Ein bronzener Köcher mit 50 scharfen Pfeilen und einer mit 12, eine Armbrust und ein bronzener Schild. Auf diesem Gespann ist nur eine Figur, der Offizier zu sehen. Er hält die Zügel in der Hand, hat ein Schwert an der Seite und sieht nach vorne. Seinem Aussehen nach zu urteilen stellt er einen General dar. Am Wagenlenker des Bronzewagen Nr. 1 bildet eine weiße, mit Pünktchen besetzte Scheibe eine Bi-Scheibe aus Jade mit dem typischen Kornmuster nach. Die Figur zeigt, dass die rituellen Scheiben als Gürtelanhänger getragen wurden. Ähnlich strukturierte weiße Flächen am Schild dieses Bronzekriegers erinnern an Einlegearbeiten, beispielsweise an die Silber- und Gold-Tauschierungen qinzeitlicher Bronzeobjekte. Dass Silber- und Beinobjekte mit weißer Farbe dargestellt wurden, zeigen auch die modellierten Gürtelschnallen (in Realität aus Bronze oder Silber) und die Haarspangen und Knebelknöpfe (in Natura aus Knochen) an den Terrakottakriegern. Die Plastik wiegt über eine Tonne. Sie wird auch „Der Inspektion Wagen“ genannt.
Das Gespann hinten ist der sogenannte Angenehme Wagen. Ein solches Gespann stand als Personenwagen kaiserlichen Familienangehörigen und Adeligen zur Verfügung. Die Pferde haben unterschiedliche Größen: Von 65 bis 75 Zentimeter. Der Wagenlenker hat im Sitzen eine Größe von 51 Zentimetern. Mit den Pferden hat das ganze Gespann eine Länge von 3,28 und eine Höhe von 1,04 Metern. Dieses Gespann hat einen verzierten und bemalten Wagenkasten, der in zwei Räume unterteilt ist. Im vorderen Raum sitzt der Wagenlenker auf den Fersen, er trägt einen hohen Hut, die Zügel befinden sich in seiner Hand und an seiner Seite ein Schwert. Der geschlossene Hinterraum hat einen Dachdeckel in Form eines Schildkrötenpanzers, innen konnte der Reisende auf dem gut gepolsterten Boden liegen oder bequem auf der Bank sitzen. Vorne und auf beiden Seiten ist der Wagenkasten je mit einem Fenster versehen. Durch hochtechnisch gefertigte, rhombenförmige Löcher konnten Insassen von innen nach außen sehen, aber nicht von außen nach innen. Da die Wagenkabine belüftet ist, wird es auch „Der Klimatisierte Wagen“ genannt.
Der Streit- und der Personenwagen gehörten als Geleitwagen zur kaiserlichen Wagenkolonne. Der Streitwagen diente als Wachwagen auf der Reise, der Personenwagen für Frauen oder Minister als kaiserliches Geleit. Während die Terrakottakrieger als Schutztruppe für das unterirdische Reich des Kaisers angesehen werden, sind die Bronzewagen in der Grabanlage, vom Gesamtkonzept hergesehen, als die Reisefahrzeuge für die Seele des Kaisers anzusehen.
Der Wagen des Kaisers soll ganz vergoldet und mit sechs Pferden bespannt gewesen sein und sich möglicherweise auch in jener Grube befinden, in der die beiden Bronzegespanne ausgegraben worden sind. Diese Überlegung begründet sich auf der Feststellung, dass es in jener Grube mindestens noch sechs metallene Gespanne gibt. Historischen Aufzeichnungen zufolge hatte der Kaiser damals zwei Wagenkolonnen zur Verfügung, die eine bestand aus 18 Wagen, die andere aus 36. Es wird vermutet, dass in der Nähe des Grabes eine ganze Kolonne mit 81 Wagen unter der Erde vorhanden sein könnte. Vor der Entdeckung der beiden Gespanne fanden die Ausgräber bereits Wagen mit einer Deichsel, diese wurden jedoch einst aus kurzlebigerem Holz gefertigt und somit konnten die Fachleute den Herstellungsweg kaum rekonstruieren. Infolgedessen waren die Wagenform und die Spannweise weitgehend unbekannt. Da die in dem Grab gefundenen Bronzegespanne nach der Konstruktion vollständig erhalten sind, liefern diese aufschlussreiches Material zur Erforschung der alten Eindeichselwagen, Kunstgeschichte, Metallurgie, Ränge von Wagenfahrern und Kleidung der Qin-Dynastie.
Die Pferde von San Marco sind eine Gruppe von vier lebensgroßen vergoldeten Pferde-Bronzeplastiken, deren moderne Kopien die Loggia am Westportal des Markusdoms in Venedig schmücken. Die originalen Plastiken, die heute im Museum von San Marco ausgestellt sind, sind Teile der einzigen weiteren aus der Zeit der Antike und des parallel dazu verlaufenden chinesischen Altertums überlieferten freiplastischen Bronze-Quadriga.

## Fotogalerie

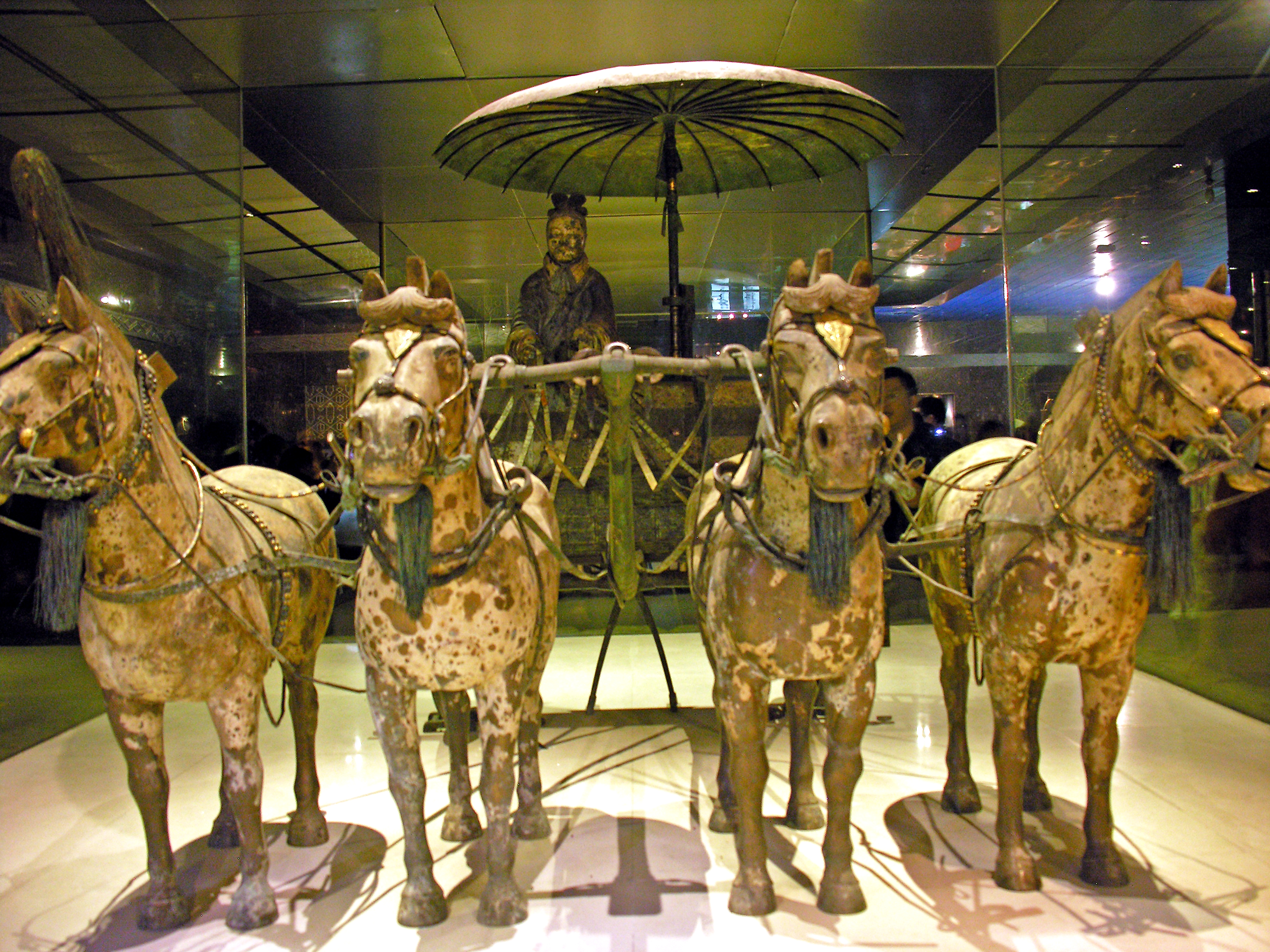
Der Hohe Wagen, von vorne aus gesehen
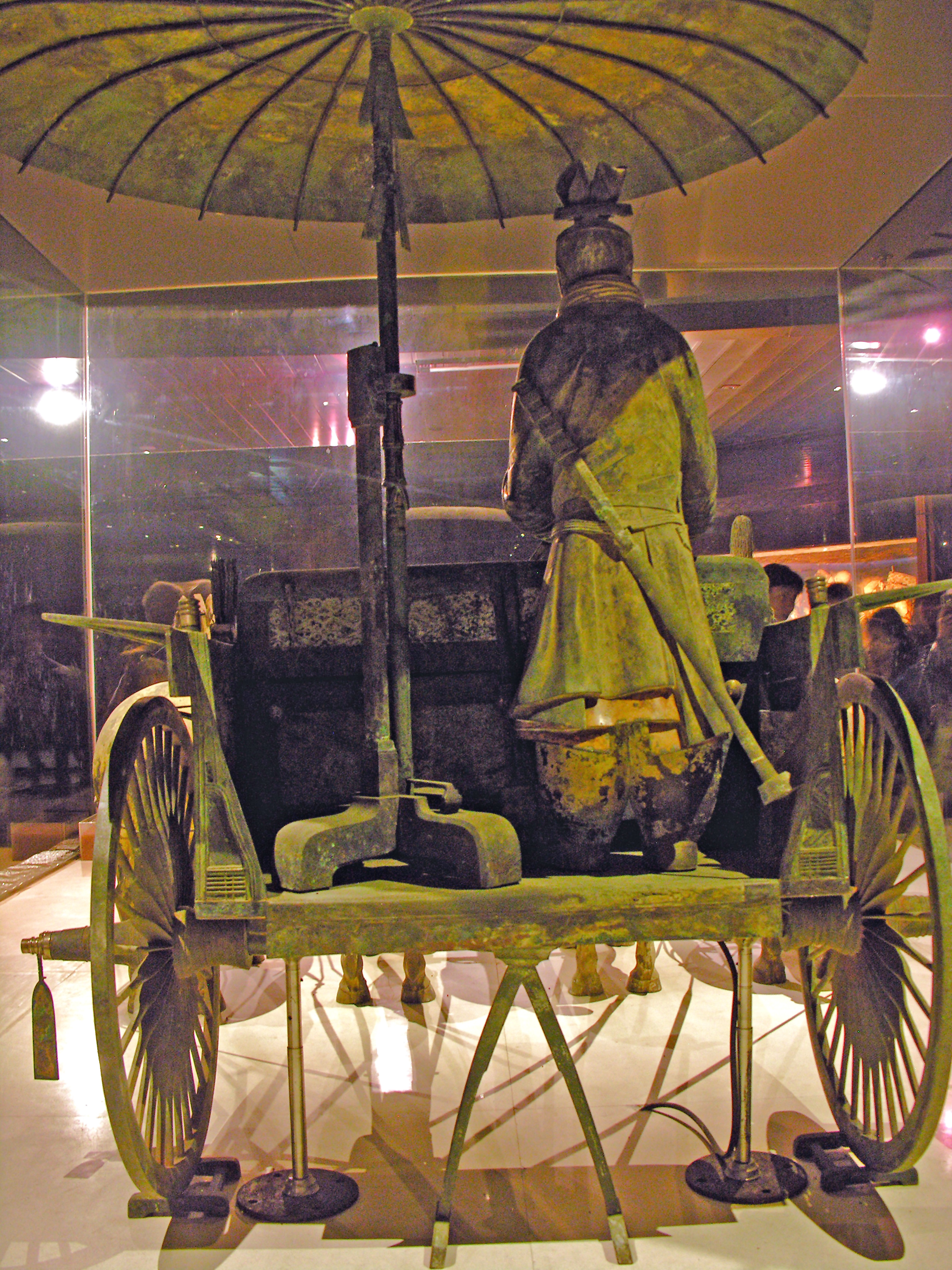
Blick in den Wagen
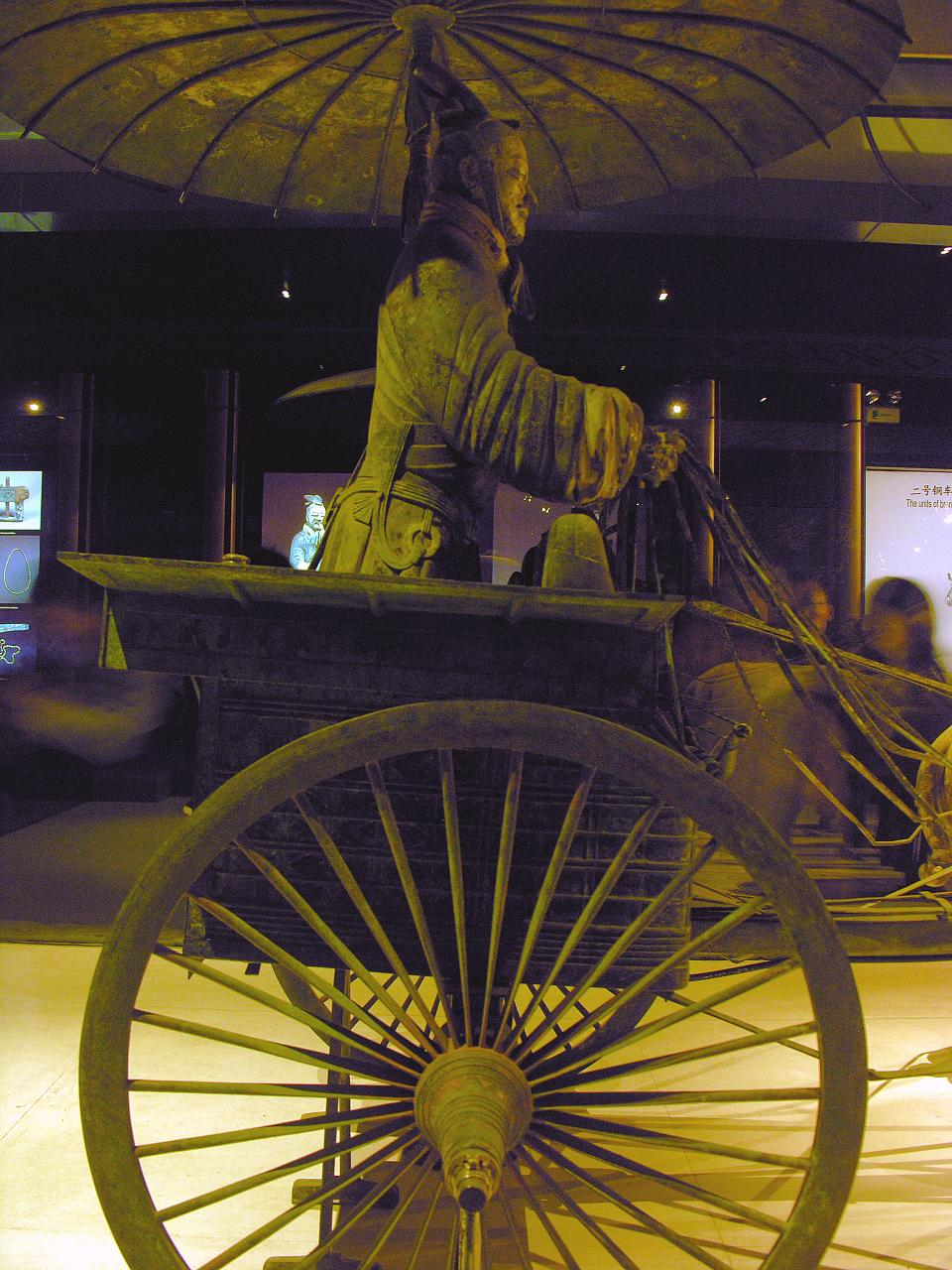
Blick von rechts, am Gürtel eine Bi-Scheibe als Anhänger getragen
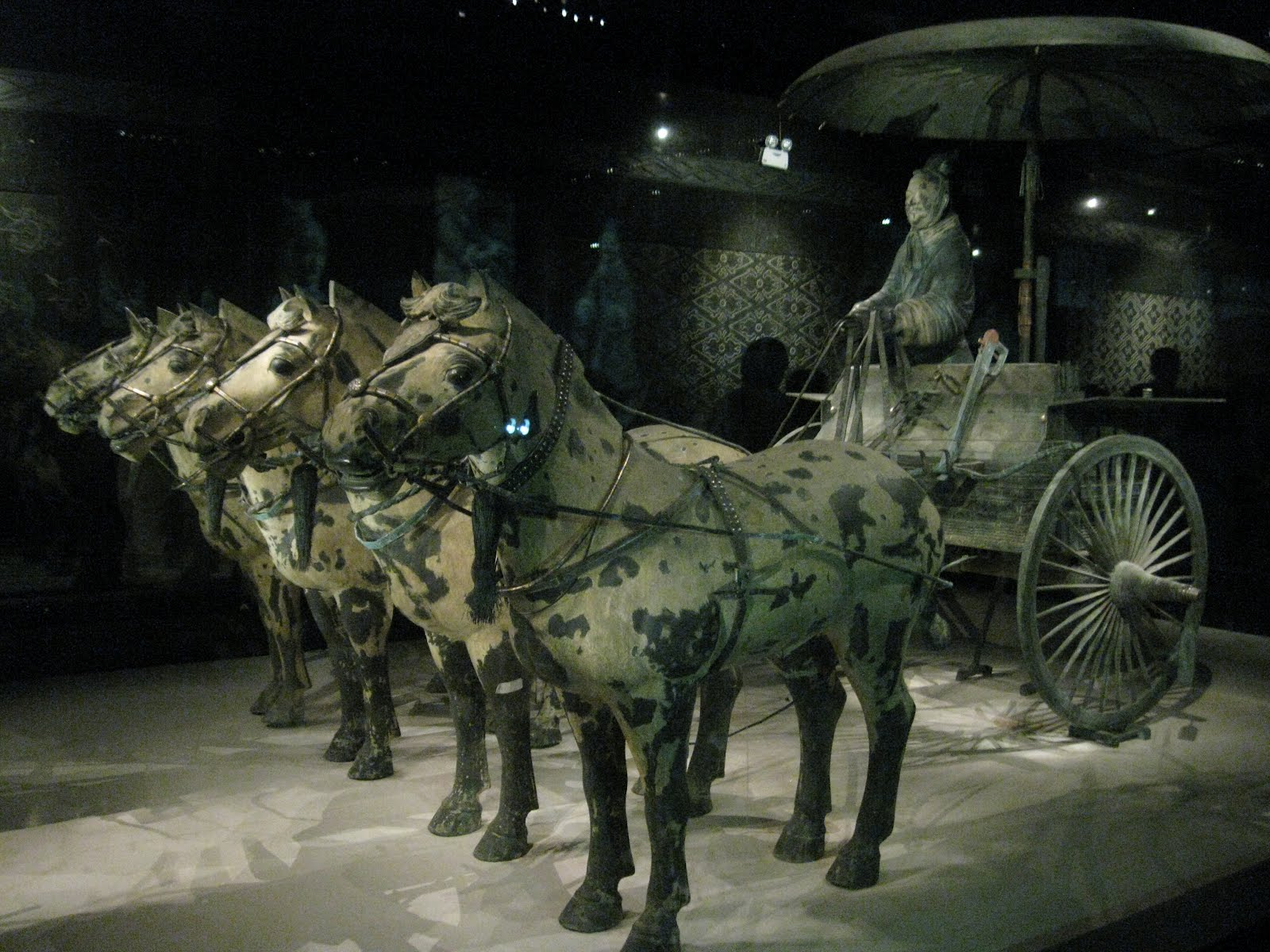
Blick von diagonal links, Qin-Armbrust vor dem Wagenkasten
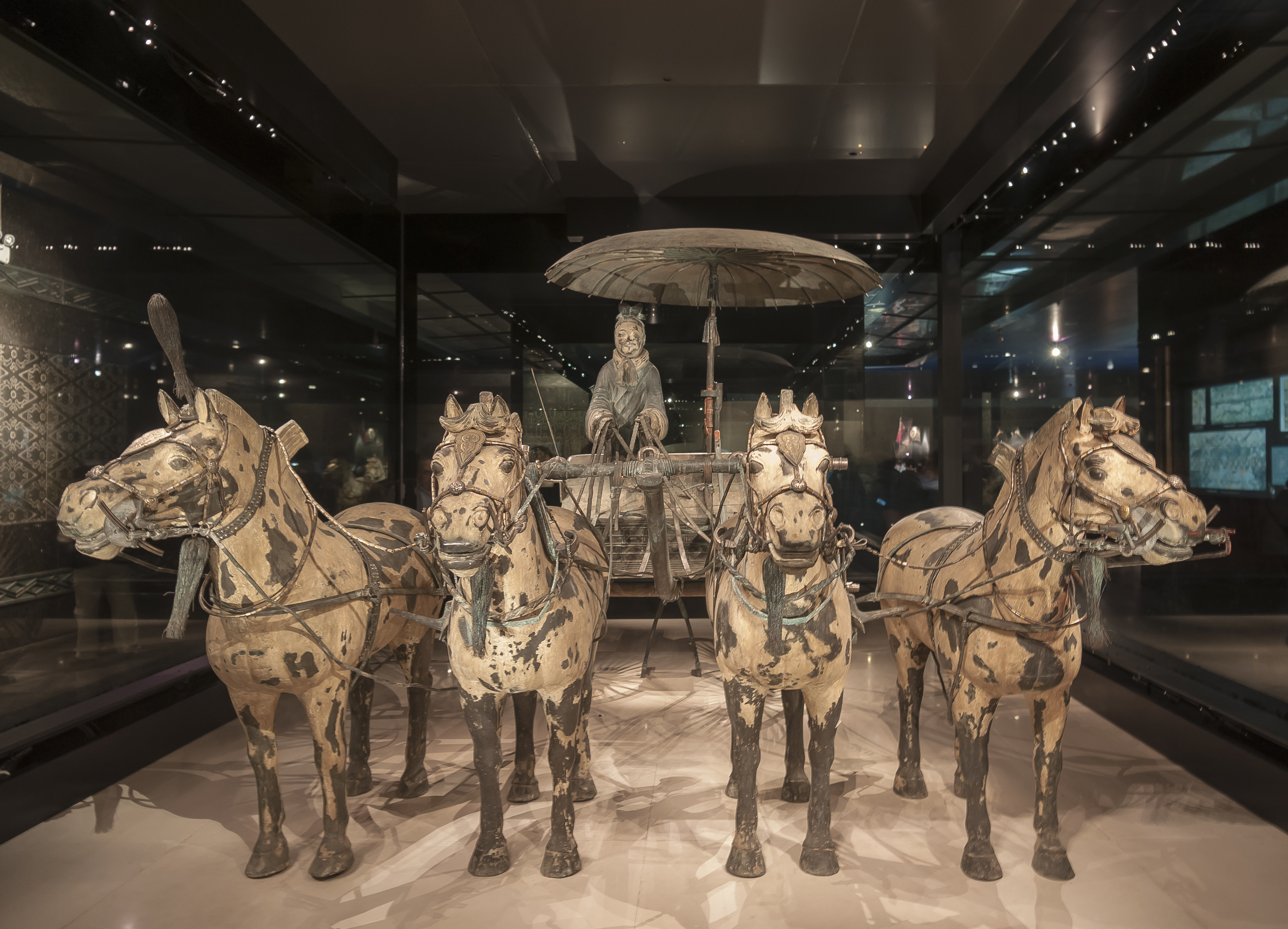
Zugpferde mit reich verziertem Geschirr
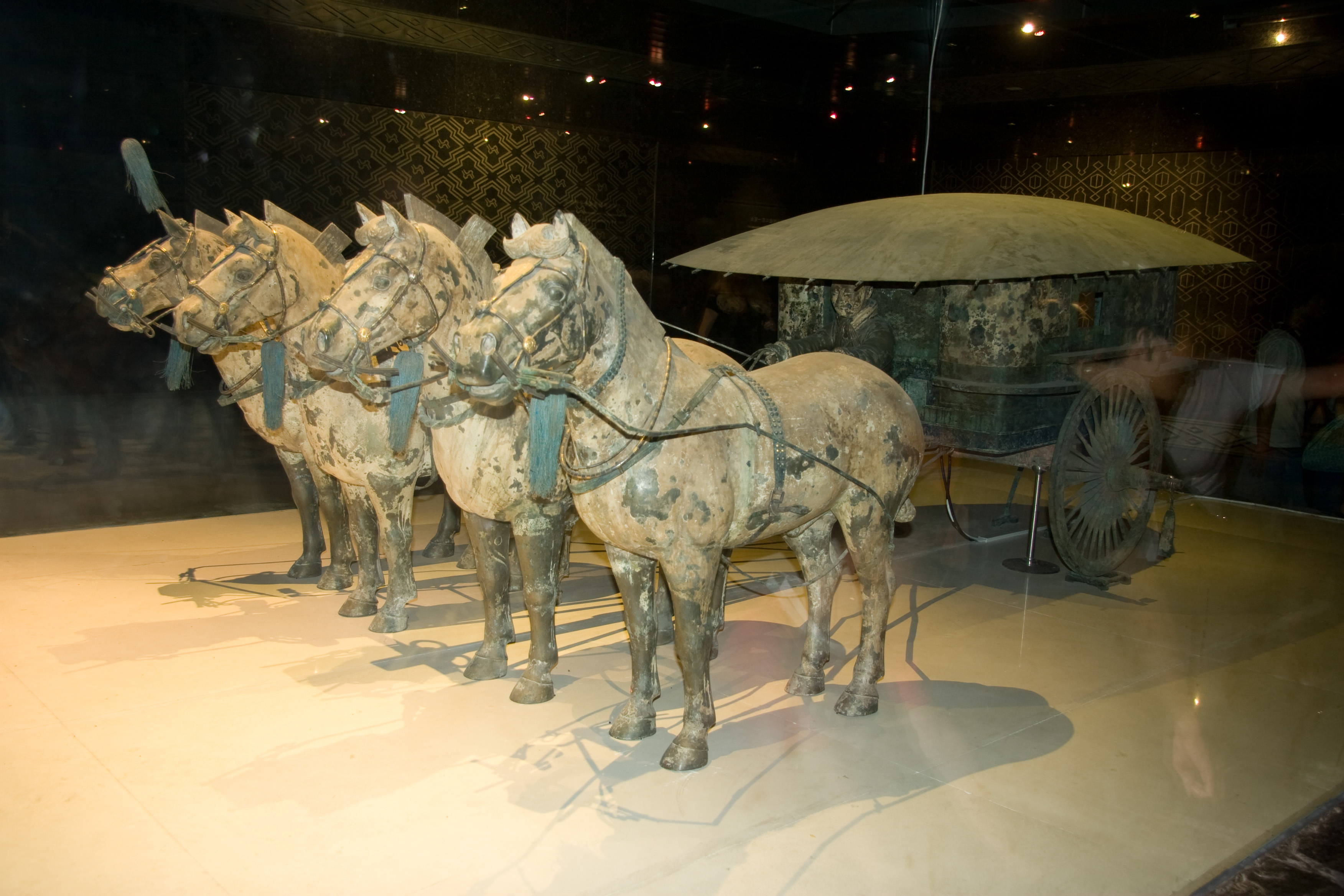
Der Bequeme Wagen von diagonal links aus
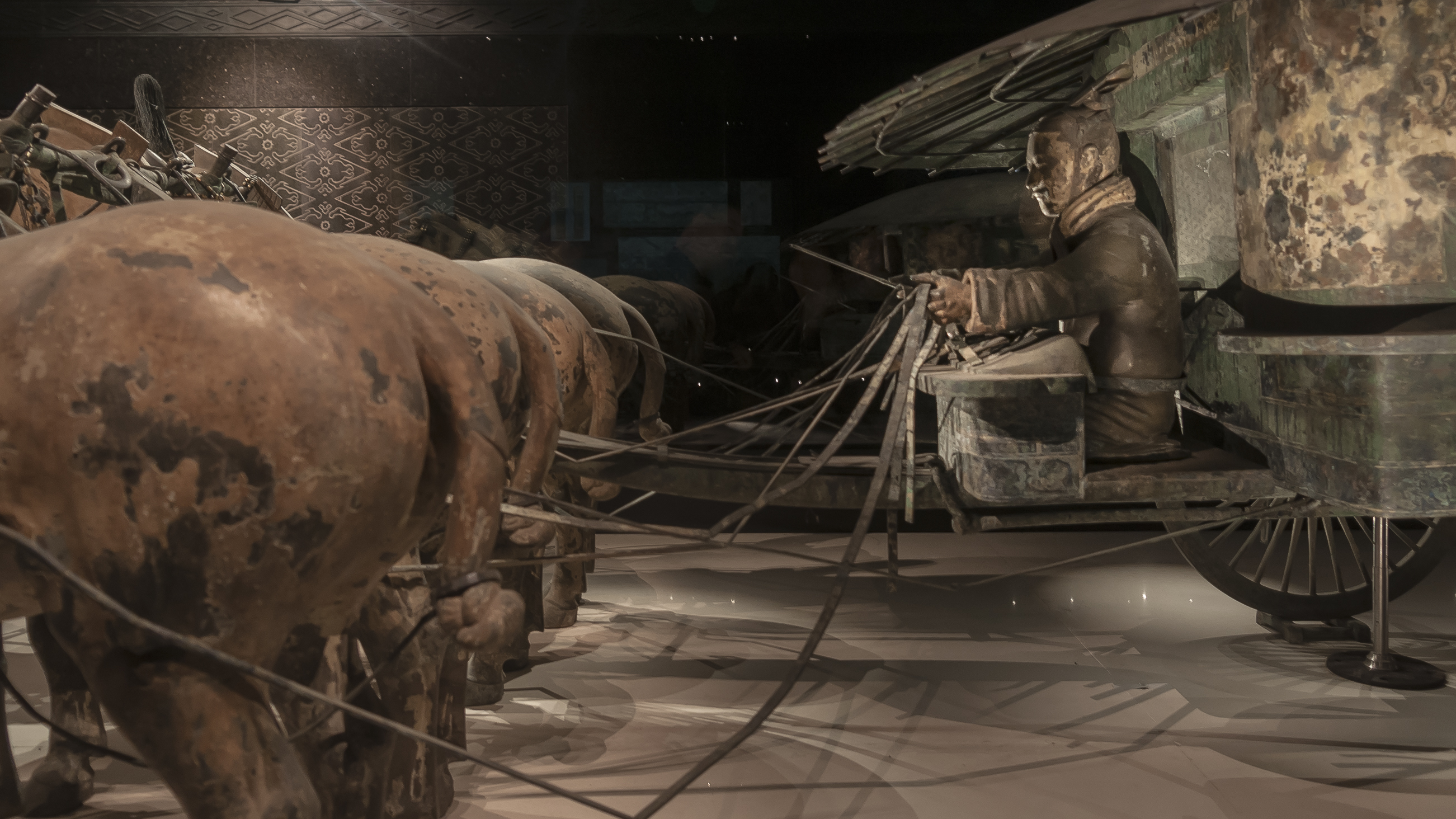
Der sitzende Wagenlenker mit den Zügeln, vor einem der vergitterten Wagenfenster
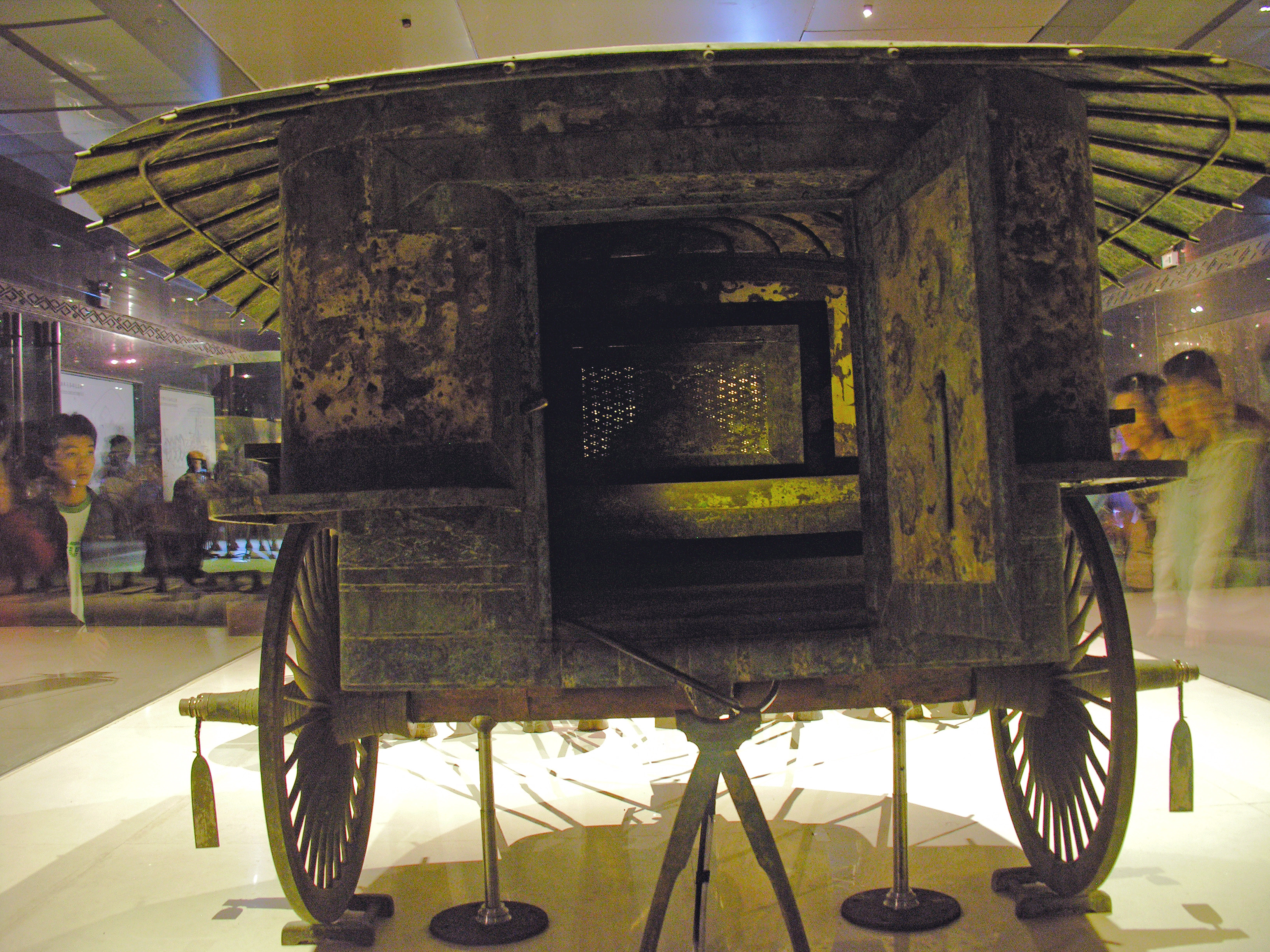
Blick ins Wageninnere
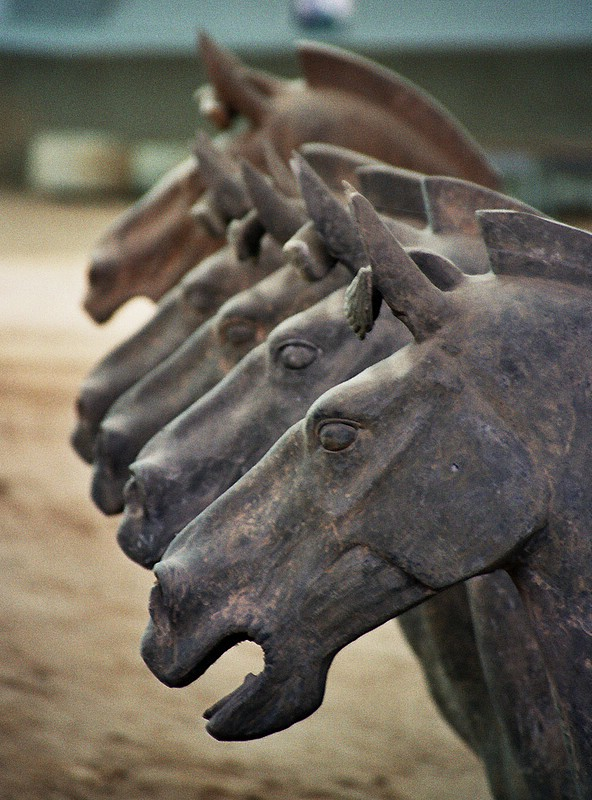
Pferdeköpfe aus Terrakotta

## Tierbestattungen
Südlich des Westtores der inneren Mauer fanden die Ausgräber 31 Vögel und seltene Tiere in einer Reihe von Tonsärgen beigesetzt. Außer den Tierskeletten enthielten die Särge zur Gabe von Tiernahrung geeignetes Tongeschirr und Bronzeringe, vermutlich zum Anleinen. Tierwärterfiguren aus Terrakotta knieten in der Grube, vermutlich zur Beaufsichtigung für die wohl einst kostbaren Tiere. Zu Lebzeiten bewohnten diese Tiere möglicherweise den kaiserlichen Lustgarten oder ein Gehege innerhalb des Höchsten Forstes (Shang-lin) – jenes extravaganten Jagdparks, in dem der Kaiser seltene Exemplare von Flora und Fauna aus fernen Ländern ansammelte. In der südwestlichen Ecke der Nekropole kamen in einer Grube zudem mehr als 300 Pferdeskeletten zutage. Einige von ihnen hatten abgetrennte Körperglieder, was erkennen ließ, dass sie getötet wurden, bevor sie in ihre hölzernen Särge gelegt wurden. Inschriften auf keramischen Scherben belegten zudem, dass die Pferde aus den Stallungen im Palast stammten. Die Terrakotta-Pferdeknechte von feiner Fertigungsqualität, die den Figuren der Terrakotta-Soldaten ähneln, kamen mit ihnen zum Vorschein.
Im Jahr 2000 wurde eine Grube mit zwölf, als Minister gedeuteten Terrakottafiguren und vielzähligen Pferdeskeletten freigelegt.
Östlich der Totenstadt, beim heutigen Dorf Shangjiaocun, fanden die Archäologen noch weitere Pferde beigesetzt, in der Nähe der Nebenbestattung von 17 Männern- und Frauenskeletten.

## Nebenbestattungen weiblicher und männlicher Körper
Bei der gefundenen Nebenbestattung von 17 Männern und Frauen in Holzsärgen entdeckten die Ausgrabungsteams Gegenstände aus Gold, Silber und Jade sowie einst aufwendig gearbeitete Seidenfragmente. Dies kennzeichnet deren einst hohen gesellschaftlichen Rang. Es scheint, als ob sie getötet wurden: Einige ihrer Körperglieder waren abgetrennt worden. Der Großhistoriker Qian berichtete, dass Prinzen und Prinzessinnen sowie treue Minister unter Druck gesetzt wurden, bis sie darum baten, ihrem früheren Herrn in den Tod folgen zu dürfen und einen Beisetzungsplatz in seiner Grabanlage zu erhalten. Es kann gleichwohl nur spekuliert werden, ob sie darum gebeten hatten, ihrem ehemaligen Herrn ins Grab folgen zu dürfen, ob sie in einem religiösen Ritual geopfert wurden oder ob sie die Opfer von politischen Intrigen waren.

## Erhaltungszustand

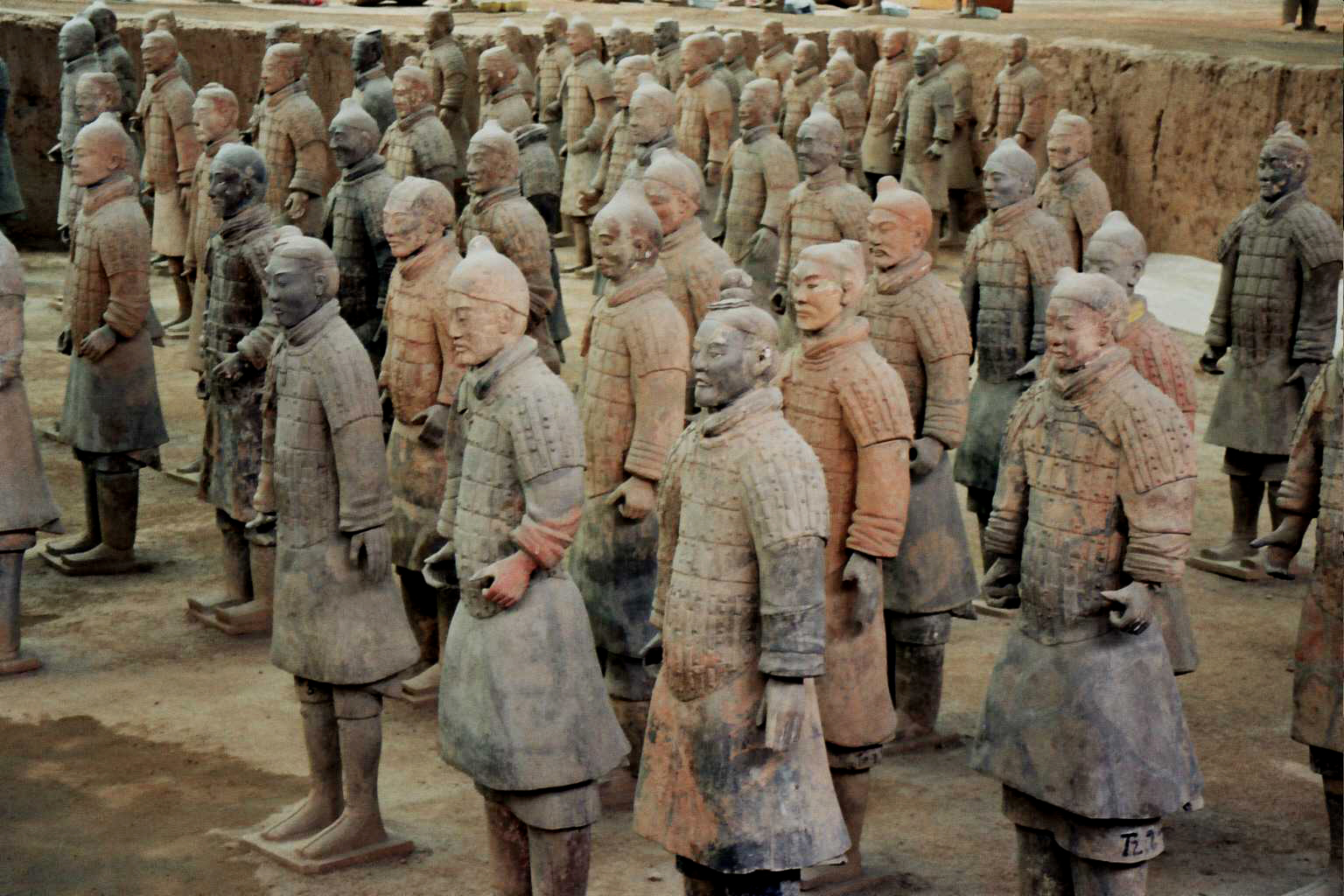
Gepanzerte Soldaten der „Terrakotta-Armee“

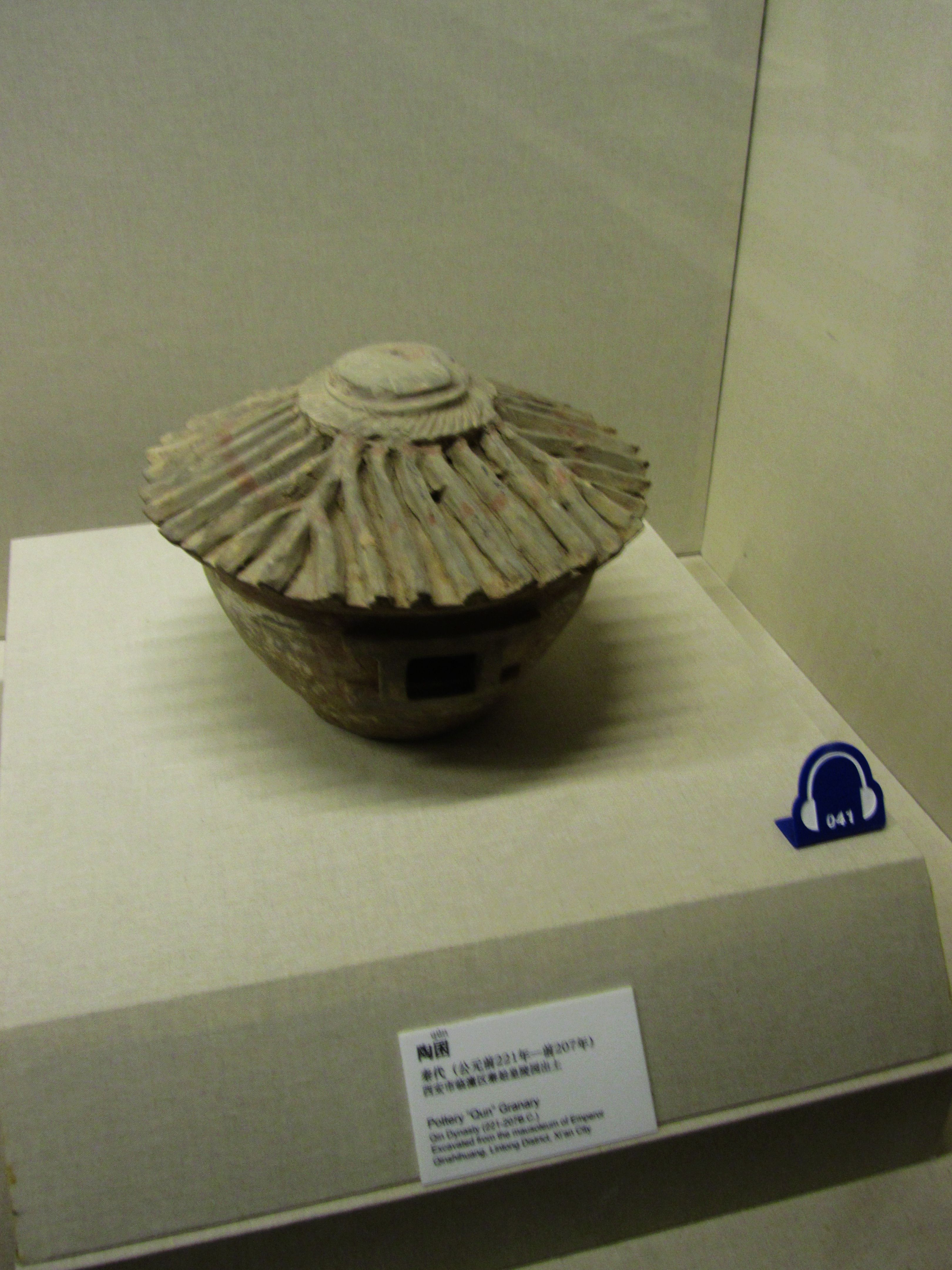
Keramikgefäß aus der Anlage

Das Mausoleumsgelände war schon wenige Jahre nach seiner Fertigstellung geplündert und Teile der Anlage stark zerstört worden. Beispielsweise wurden die Soldatenskulpturen vielfach ihrer ursprünglich funktionstüchtigen Waffen beraubt. Es fanden sich aber auch fehlgeschlagene Grabräubertunnel. Viele Terrakottafiguren sind zerbrochen, denn die unterirdischen Holzkonstruktionen der Schächte – in denen sie standen – wurden angezündet. In den eingestürzten Gängen wurden viele Figuren von den darüberliegenden Erdschichten erdrückt. Die Zerstörungsspuren sind noch zu erkennen: Holzbalken sind verkohlt, Terrakotta und Erde lassen deutliche Brandspuren erkennen. Später wurde Sand in die Gruben geschwemmt, Deckenbalken bogen sich durch, brachen ein, und Erdreich rutschte nach. Jüngere Grablegen auf dem Mausoleumsgelände scheinen darauf hinzudeuten, dass das Areal im Bewusstsein der Landbewohner noch lange eine besondere Bedeutung hatte. Auch wurde das Gelände zunächst nicht in größerem Maßstab bebaut.
In der Erde der Ausgrabungen finden sich oft nur noch Abdrücke der vielfältigen Mausoleumsbestandteile, die vollständig vergangen sind. Hierzu gehören beispielsweise die Balkendecken der ehemaligen Korridore und die Flechtmatten zum Abdichten der Korridore, aber auch hölzerne Streitwagen und die Holzschäfte der Waffen und Pfeile.
Die ersten Kriegerfiguren, jene 1100, die in Museumshalle 1 zu besichtigen sind, wurden zu schnell ausgegraben und zusammengeklebt. Lack und Farbe sind dadurch verloren. Die gebrannten Figuren befanden sich jahrtausendelang verschüttet in wassergesättigtem Erdreich und verloren nach ihrer Freilegung in kürzester Zeit ihren ursprünglichen Farbüberzug. Erst Mitte 2004 gelang es Experten aus Bayern, in Zusammenarbeit mit chinesischen Kollegen, ein Verfahren zum Schutz dieses Farbüberzugs zu entwickeln. Forscher der TU München haben im Jahr 2012 zwei der bunten Krieger nachgebildet.
Das grundsätzliche Problem ist die einsetzende Austrocknung der Terrakottafiguren nach ihrer Ausgrabung. Die noch vorhandenen Reste der reichen Bemalungen lösen sich rasch vom Untergrund. Oft bleiben die Farbschichten auch bei der Entnahme der Figuren an der Erde haften. Ganze Blöcke mit Farbresten – in den umgebenden Lössboden abgedrückt – werden mit Hilfe von Gips eingebettet konserviert und später archiviert.
Zudem droht Gefahr durch die allgemein zunehmende Modernisierung Chinas. Noch vor 25 Jahren war Xi’an eine Kleinstadt, und der heutige Stadtbezirk Lintong war ein Bauerndorf. Mittlerweile haben sich hier Millionen von Menschen angesiedelt. Der steigende Wasserverbrauch lässt den Grundwasserspiegel sinken und die Terrakottafiguren – in der sie umgebenden Erde – austrocknen. Die Lackschichten bröckeln dadurch ab. Die Hallen mit den Grabungsstätten müssten klimatisiert werden. Neue intelligente Techniken, Bepflanzungen und Schutzgebäude wären dringend nötig um die Luftfeuchtigkeit auf natürliche Weise zu regulieren.
Mittlerweile muss viel unternommen werden, um Originalfiguren im Freien zu schützen. Sie reagieren empfindlich auf Temperatur- und Feuchtigkeitsschwankungen, welche die heißen, feuchten Sommer und eiskalten Winter hervorrufen, ferner auf Pilzsporen aus der Luft und Erde der Umgebung.
Am 30. Mai 2025 wurden zwei Statuen der Terrakotta-Armee von einem Museums-Besucher teilweise zerstört. Der Besucher kletterte in die Grube Nr. 3 des Ausstellungsbereichs, rüttelte an Skulpturen, wodurch zwei von ihnen umstürzten und erheblichen Schaden nahmen.

## Qinshihuang Mausoleum Museum

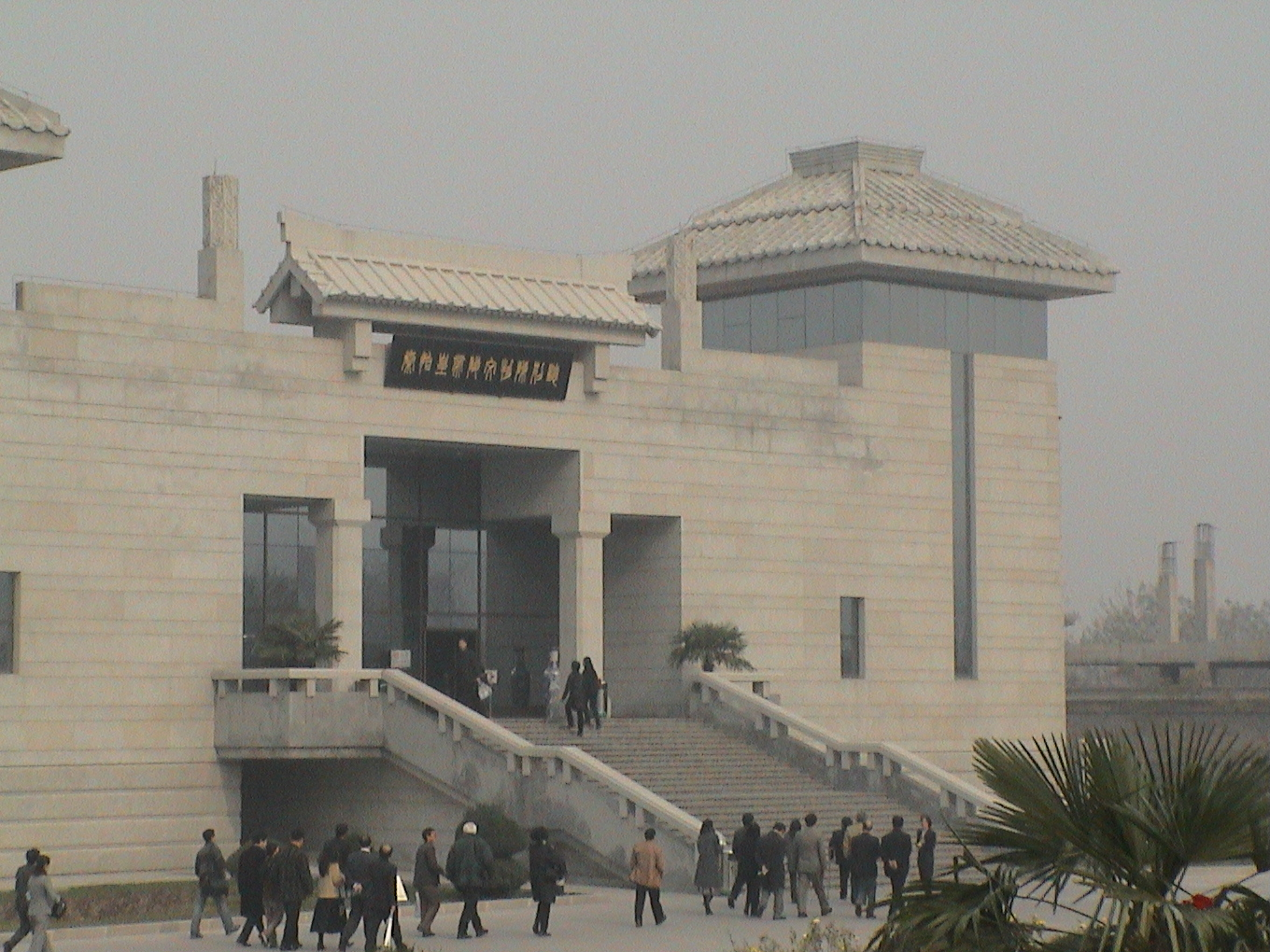
Der Eingang zum „Museum der Terrakotta-Armee“ im Jahre 2002

Das  Qinshihuang Mausoleum Museum innerhalb des Ausgrabungsgebietes umfasst die Gruben östlich des Sha, fünf Kilometer von Lintong entfernt. Es ist dort unter anderem ein Teil der freigelegten Terrakotta-Soldaten und -Pferde in ihren Gruben zu besichtigen. Alle Gruben der Grabkrieger sind mittlerweile überdacht. Am bekanntesten ist wohl die Konstruktion über der Hauptgrube, über der sich ein 200 Meter langes und 70 Meter breites Aluminiumdach wölbt.
Der Großteil der freigelegten Figuren verbleibt am Fundort. Einige Figuren wurden aber entnommen, um sie zu untersuchen, zu konservieren und andernorts auszustellen. Sie dürfen China nur ausnahmsweise verlassen, werden aber gelegentlich auch im Ausland ausgestellt.

## Weitere Forschung

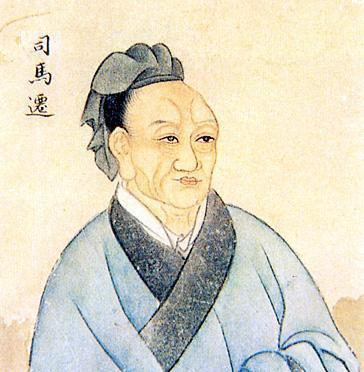
Sima Qian (* um 145 v. Chr.; † um 90 v. Chr.), chinesischer Astrologe, Historiker und Schriftsteller. Er schrieb die „Shiji Qin Shihuang benji“.

Das primäre Ziel der chinesischen Archäologen besteht darin, die restlichen Terrakottasoldaten auszugraben und gegebenenfalls zu restaurieren. Selbiges soll mit den vermuteten Wagenkolonnen passieren.
In einigen Jahren planen die Verantwortlichen dann, den Grabhügel zu öffnen. Bis heute kann nur gemutmaßt werden, was er enthält.
Der Historiker Sima Qian beschrieb in seinem von 109 bis 91 v. Chr. geschriebenen Werk Shiji die Grabhalle Qin Shihuangdis folgendermaßen:
[Der Erste Kaiser] ließ den Gelben Fluss, den Jangtse und die Ozeane aus Quecksilber nachbilden; ein Mechanismus ließ das Quecksilber umherfließen. Die Decke wurde von den Konstellationen des Himmels geschmückt, der Boden mit einer Darstellung des Landes. Die Lampen wurden mit Tran gefüllt, der besonders lange brennen sollte.
Neuere Untersuchungen mit Sonar- und Computertechnik haben tatsächlich eine hohe Quecksilberkonzentration im Berg nachgewiesen.
Die kultur- und kunsthistorische Forschung der chinesischen Wissenschaftler wird im Rahmen des chinesisch-deutschen Projektes zur Zusammenarbeit im Kulturgüterschutz von der Bundesrepublik Deutschland unterstützt. Seit 1988 besteht die Zusammenarbeit zwischen dem Bundesministerium für Bildung und Forschung (BMBF) und der Provinz Shaanxi. Als ehemaliges Zentrum Chinas in der chinesischen Antike, dessen Hauptstadt von 221 v. Chr. bis ins 10. Jahrhundert n. Chr. in Xi’an lag, und als Ausgangspunkt der Seidenstraße ist die Provinz von großer historischer Bedeutung. Die Kooperation umfasst u. a. Quellenstudium, naturwissenschaftliche Untersuchungen zu Materialien und Techniken sowie Rekonstruktionsversuche, da über die antiken Kunsttechniken, über Ressourcen, Handelswege und Produktionsmöglichkeiten besonders für die Qin-Zeit bisher wenig bekannt ist. Auf deutscher Seite sind das Römisch-Germanische Zentralmuseum (seit 2023: Leibniz-Zentrum für Archäologie) in Mainz und das Bayerische Landesamt für Denkmalpflege an der Kooperation beteiligt. Das Projekt wird vom BMBF finanziert und mit Mitteln des Bayerischen Staates unterstützt. Im Rahmen des Projektes werden seit 1991 u. a. Methoden zur Konservierung der Farbgebung entwickelt; seit 2001 können daher auch einige Terrakotta-Krieger mit konservierter Farbfassung im Museum auf dem Ausgrabungsgelände ausgestellt werden. Seit dem Jahr 2000 weitete sich die Kooperation auch auf andere neu entdeckte Funde der Grabanlage aus, so z. B. die Kalksteinplättchenrüstungen.
2010 wurde das Archäologenteam der „Terrakotta-Armee“ mit dem Prinz-von-Asturien-Preis in der Kategorie Sozialwissenschaften ausgezeichnet.

## Kulturelle Rezeption
- In dem Actionfilm Lara Croft: Tomb Raider – Die Wiege des Lebens von 2003 kommt die Terrakotta-Armee vor.